# Uiguren

Arabisch-uigurischer Schriftzug mit der Bedeutung „uigurisch“

Uiguren (auch Uighuren oder Uyghuren; Eigenbezeichnung: uigurisch ئۇيغۇر Uyghur; chinesisch 維吾爾族 / 维吾尔族, Pinyin Wéiwú'ěrzú) sind eine turksprachige Ethnie, die ihren Siedlungsschwerpunkt im Gebiet des ehemaligen Turkestans hat, insbesondere im heutigen chinesischen Uigurischen Autonomen Gebiet Xinjiang.
Die Uiguren sind nahezu alle Angehörige des Islam. Überwiegend handelt es sich bei ihnen um Oasenbauern, Kleinhändler und Handwerker. Sie führen Traditionen fort, die ihre Ursprünge im turko-persischen Zentralasien haben. Im 20. Jahrhundert wurden sie stark vom sowjetischen Zentralasien beeinflusst und passten sich den wechselnden äußeren Regimen über ihr Land an, die von nur kurzzeitig erfolgreichen Unabhängigkeitsbewegungen unterbrochen wurden.
Die meisten der schätzungsweise weltweit über 15 Millionen (Stand: 2010) Uiguren leben heute in dem im Süden Xinjiangs gelegenen Tarim-Becken. Sie stellen die Mehrheitsbevölkerung in dieser Region, die 1759 durch die Qing erobert wurde und danach letztendlich unter eine locker gehaltene chinesische Herrschaft unter den Qing geriet.
Zwar wurde das Tarim-Becken über mehrere Jahrhunderte hinweg vorwiegend von einer turksprachigen Bevölkerung besiedelt, doch erfolgte die Formulierung und formelle Begründung ihrer modernen Identität unter dem Ethnonym „Uiguren“ erst im 20. Jahrhundert. Auf einer Konferenz in Taschkent 1921 nahmen Vertreter der Neu-Uigurisch sprechenden Bevölkerungsteile Westturkestans, deren Sprache nicht oder nur zu geringem Anteil direkt auf das Altuigurische zurückgeht, für sich den Namen „Uiguren“ an.
Im 20. Jahrhundert verschärften die aufeinanderfolgenden chinesischen Staaten mit der Zeit ihre Herrschaft über das uigurisch besiedelte Land. Seit 1949 erhöhte die Volksrepublik China den Prozentsatz der Han-Chinesen in Xinjiang mit einer aggressiven Siedlungspolitik von 5 % auf 40 % und formte aus dem Land im 21. Jahrhundert eine streng überwachte assimilationistische Siedlerkolonie, die von einer von Han-Chinesen dominierten Bürokratie regiert wird.

## Ursprung des Namens
Auf die Bezeichnung „Uiguren“ als Ethnonym beziehen sich erstmals die Chinesen während der Han-Dynastie. Auch Chroniken, die von der Nördlichen Wei-Dynastie im dritten Jahrhundert v. Chr. erstellt wurden, sowie die Tang (618–907) und die Song (960–1279) sprachen von Uiguren. Während die Tang sich im 7. Jahrhundert klar auf die Vorfahren der heutigen Uiguren beziehen, gibt es noch immer einige Diskussionen über die Erwähnungen durch die Han und die Nördlichen Wei, ebenso wie über die griechischen und persischen bzw. iranischen Quellen vor unserer Zeitrechnung.
Die Uiguren waren laut chinesischen Quellen eine turksprachige Stammesgruppe innerhalb der Steppen-Stammeskonföderation der Tiele, in der sie die – wenn auch nicht unbestrittene – Vorherrschaft innehatten und deren östlicher Zweig der Toquz oġuz in türkischen und uigurischen Runeninschriften im 8. Jahrhundert in verschiedenen Zusammensetzungen – Üch Oġuz („Drei Oghusen“), Sekiz Oġuz („Acht Oghusen“) und Toquz Oġuz („Neun Oghusen“) – erwähnt wird.
Die Stammesföderation der Tiele wird oft auch mit dem aus den Orchon-Inschriften bekannten Stammesbund der Tölös (auch: Tölis, Töliş) in Verbindung gebracht, bei denen es sich wiederum um die Nachkommen des von den Chinesen als Gaoche bezeichneten Stammes handeln soll, der in chinesischen Quellen bereits im 5. Jahrhundert erwähnt wird.
In chinesischen Quellen wurde den Uiguren des Uigurischen Kaganats (ab 744) auch die chinesische Bezeichnung Jiuxing (九姓) gegeben. Diese Bezeichnung Chiu hsing (dt. etwa „neun Familiennamen/Sippen/Clans/Völker“) entspricht offenbar den Toquz Oğuz der alttürkischen Inschriften und scheint als „Neun Stämme“ verstanden werden zu können. Die chinesische Bezeichnung 九姓 steht möglicherweise in Verbindung zu dem türkischen Ethnonym Toquz Oğuz (dt. etwa: „neun (Stammes)-Verwandte“), das aus muslimischen Quellen bekannt ist. Die turksprachige Bezeichnung Tokuz Oghuz wurde in muslimischen Quellen (als „tġzġzz“) wohl aus turkischen Quellen entlehnt und entspricht – allerdings nicht ganz ohne Probleme – der Bezeichnung der Konföderation in chinesischen Quellen als Chiu hsing. Die muslimischen Quellen bezogen die Bezeichnung Toquz Oğuz dabei sowohl auf die Uiguren des Uigurischen Kaganats in der heutigen Mongolei, als auch auf die Uiguren, die später die dem Uigurischen Kaganat nachfolgenden diasporischen Uiguren-Staaten bildeten.
Nach der vom Turkologen James Russel Hamilton angebotenen Etymologie gab es eine als tokuz oġuş („Neun Stämme“) bezeichnete Stammeskonföderation, wobei der Begriff oġuş eine Organisationsform unterhalb des Stammes (bod) bezeichnete, also möglicherweise als Clan aufgefasst werden könne. Während der häufigen Verwendung als regelrechter Name für die Föderation habe eine phonetische Fernassimilation von tokuz oġuş zu tokuz oġuz stattgefunden, wovon letztendlich nur der hintere Namensteil übrig geblieben sei. Einer dieser neun Stämme sollen die Uiguren gewesen sein, die sich ihrerseits in die sogenannten on uyġur – die zehn Uigurenstämme oder Clans – aufteilten. Der Name „Uigur“ scheint nach Hamilton eine Umschreibung von „Uroġ/Uġor/Oġur“ zu sein, ein Ethnonym, das mit dem oghurischen Zweig der Turksprachen in Verbindung gebracht wird. Die altuigurische Sprache, die im 8. Jahrhundert während des Uigurischen Kaganat gesprochen wurde, ist die gleiche Sprache wie in den Orchon-Jenissei-Inschriften, heute alt-Türki genannt. Die alttürkische Literatursprache, die vor dem 8. Jahrhundert verwendet wurde, soll der uigurischen Literatursprache entsprechen, die bis zum 14. Jahrhundert in den Türki-Bevölkerungen allgemein gebräuchlich war.

## Verbreitung und Demographie

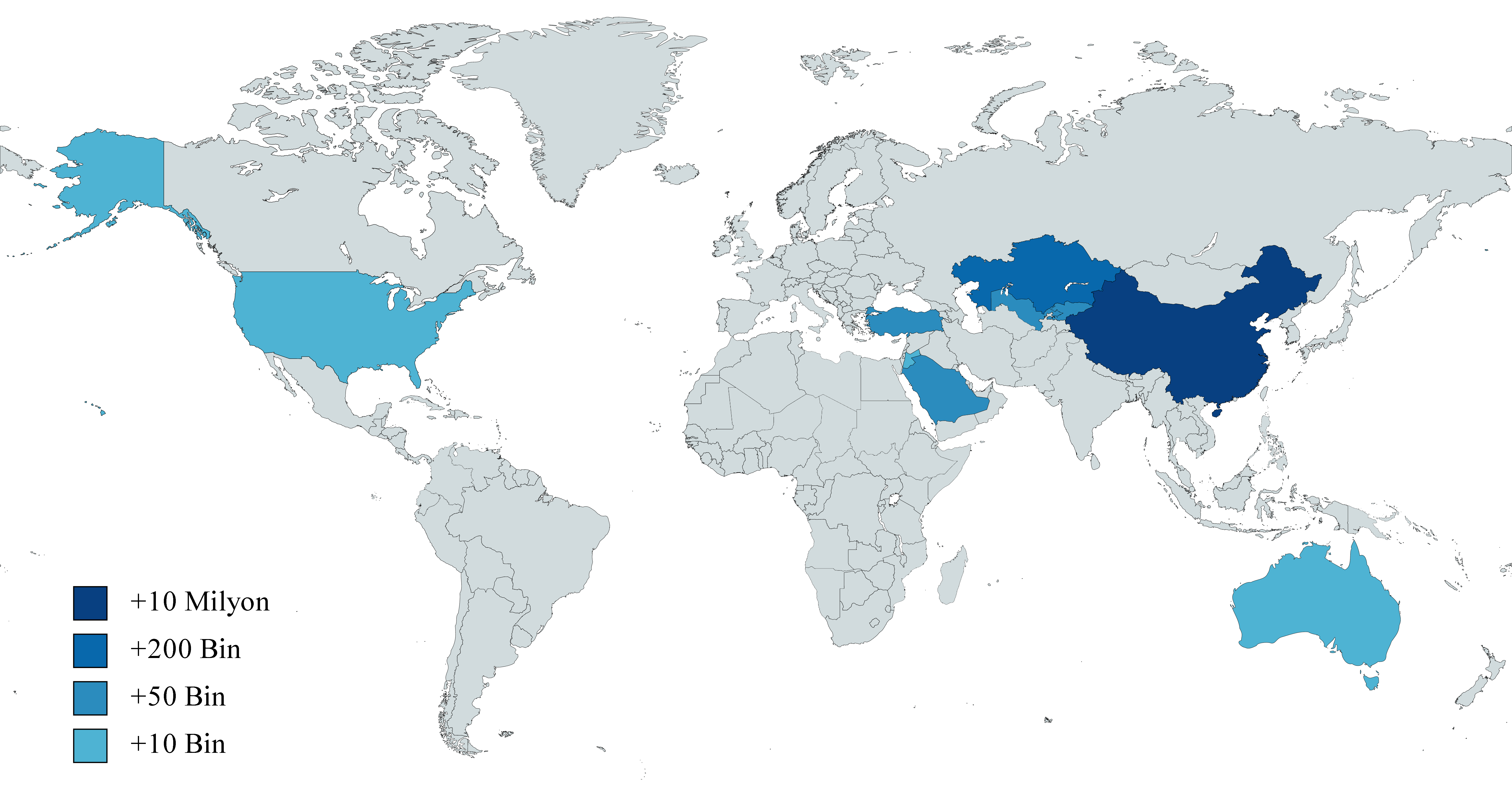
Verbreitung der größten uigurischen Bevölkerungen (in zunehmend dunklem Farbton gestaffelt nach Staaten mit über 10.000, über 50.000, über 200.000 und über 10 Millionen uigurischen Einwohnern)

Von der weltweit zusammengerechneten Bevölkerung der Uiguren von 15 Millionen lebten im Jahr 2010 Schätzungen zufolge etwa 500.000 (also gut 3 Prozent) außerhalb Chinas.
Nach Aufständen der uigurischen Gemeinden in den 1990er Jahren flohen Uiguren in Länder wie Kasachstan, Kirgisistan, Schweden, Deutschland, Australien, Kanada und die USA.
Die uigurische Diaspora macht in mehreren Ländern der Welt einen ansehnlichen Bevölkerungsanteil aus. Die größten diasporischen uigurischen Gemeinden befinden sich (Stand: 2011 oder früher) in Zentralasien, gefolgt von der Türkei, Australien, den USA, Deutschland, Norwegen und Schweden. Die meisten Uiguren außerhalb Chinas leben in Zentralasien, an erster Stelle in Kasachstan (2010 schätzungsweise rund 370.000), aber auch in Kirgisistan und Usbekistan (2010 schätzungsweise jeweils rund 50.000). Außer in den neu unabhängig gewordenen zentralasiatischen Republiken existiert eine signifikante Bevölkerungsanzahl von Uiguren auch in der Türkei, in den USA, Kanada, Australien und europäischen Ländern wie Deutschland und Großbritannien. Der Präsident des Weltkongresses der Uiguren und somit Vertreter von Auslanduiguren, Dolkun Isa, gab 2022 die Anzahl der in den turksprachigen zentralasiatischen Republiken lebenden Uiguren mit über einer Million Menschen an. Diese größte Gruppe der Auslandsuiguren kann dort seinen Angaben zufolge ihre angestammte Kultur ungehindert pflegen. Die Anzahl der in der Türkei lebenden Uiguren bezifferte Isa 2022 auf 50.000 Menschen, die Anzahl der in Europa und Nordamerika lebenden Uiguren auf jeweils 15.000.
Die Uiguren halten sehr engen Kontakt mit den Verwandten auf der ganzen Welt, sowohl mit denen in der Diaspora als auch mit den in der Heimatregion im chinesischen Xinjiang verbliebenen. Besonders erfolgreich erhalten sie die transnationalen Netzwerke mit ihren Verwandten und Bekannten im zentralasiatischen Raum und in der Türkei aufrecht.
Außerhalb von China lebende Uigurengruppen gaben höhere Werte für die Gesamtzahl der Uiguren an (25 Millionen). Auch in etablierten westlichen Medien lassen sich Angaben finden, nach denen außerhalb Xinjiangs rund 10 Millionen und weltweit insgesamt 20 Millionen Uiguren leben sollen.

| Staat         | Anzahl Uiguren Stand: 13. Juli 2010 |
| ------------- | ----------------------------------- |
| China         | 10.833.000                          |
| Kasachstan    | 372.000                             |
| Kirgisistan   | 53.000                              |
| Usbekistan    | 50.000                              |
| Saudi-Arabien | 7.000                               |
| Iran          | 5.600                               |
| Afghanistan   | 3.700                               |
| Russland      | 2.900                               |
| Turkmenistan  | 2.100                               |
| USA           | 1.000                               |
| Türkei        | 800                                 |
| Tadschikistan | 800                                 |
| Mongolei      | 300                                 |
| Taiwan        | 200                                 |
| Ukraine       | 200                                 |

### Hauptsiedlungsgebiete im früheren Turkestan und Verbreitung in China
Die Uiguren leben zum weitaus größten Teil im Uigurischen Autonomen Gebiet Xinjiang im Nordwesten Chinas und zu einem kleineren Teil in den zentralasiatischen Republiken. Außerhalb von Xinjiang leben rund eine Million (Stand: 2009 oder früher) Uiguren in den größten chinesischen Städten sowie in Kasachstan, Kirgisistan und Tadschikistan.
Die bedeutendsten uigurischen Städte sind Ürümqi, die Hauptstadt von Xinjiang, und Kaschgar, ein altes Handelszentrum an der historischen Seidenstraße.

#### Gesamtchina
| Jahr | Anzahl Uiguren |
| ---- | -------------- |
| 1953 | 03.610.462     |
| 1964 | 03.996.311     |
| 1982 | 05.963.491     |
| 1990 | 07.207.024     |
| 2000 | 08.399.393     |
| 2010 | 10.069.346     |

Anfang des 21. Jahrhunderts lebten in China rund 10 Millionen Uiguren. Bis zum Jahr 2020 haben sechs landesweite Volkszählungen in der Volksrepublik China stattgefunden, in den Jahren 1953, 1964, 1982, 1990, 2000 und 2010. Laut der Volkszählung von 2010 lebten zu diesem Zeitpunkt 10.069.346 Angehörige der ethnischen Minderheit der Uiguren in China, mit geographischer Hauptverbreitung in Xinjiang. Sie machen 0,75 % der Gesamtbevölkerung Chinas aus (nach Volkszählung von 2010).
Die Uiguren zählen heute zahlenmäßig zu einer der größten der 55 oder 56 offiziell anerkannten nationalen Minderheiten Chinas und werden (nach der Volkszählung von 2010) nur von den Zhuang, Hui und Mandschu übertroffen. Mit 77,62 % (Stand: 2010) lebt der bei weitem überwiegende Teil der uigurischen Bevölkerung in China in ländlichen Gebieten, im Vergleich zum Durchschnitt der Minderheiten von 68 % und zu einem Anteil bei Han-Chinesen von 48,13 %. In der Zeitspanne zwischen den letzten beiden Volkszählungen ist das Bevölkerungswachstum der Uiguren mit + 1,8 % höher gewesen als das anderer nationaler Minderheiten (0,6 %) oder als das der Han-Chinesen (0,7 %).

#### Xinjiang
Die Region Xinjiang verfügt über eine ethnisch sehr vielfältige Bevölkerungszusammensetzung. Die Uiguren stellen mit etwa 11,3 Millionen Menschen neben den rund 1,6 Millionen Kasachen und anderen Bevölkerungsgruppen die bei weitem größte Ethnie der überwiegend turksprachigen und mehrheitlich muslimischen ethnischen Gruppierungen, die über die Hälfte der 22 Millionen Menschen umfassenden Gesamtbevölkerung Xinjiangs ausmachen und deren Sprachen, Kultur und Lebensweise sie stark von den Han-Chinesen unterscheidet, die die Mehrheitsbevölkerung Gesamtchinas darstellen.
Traditionell uigurisches Hauptsiedlungsgebiet
Das heute von China kontrollierte Gebiet in Zentralasien, in dem die Uiguren und ihre Vorfahren die Mehrheit der Einwohner gestellt haben, ist bei vielen Uiguren als Altishahr (Altä Şähär) bekannt (uigurisch für: „sechs Städte“). Die die Bezeichnung Altishahr verwendenden Uiguren sind jedoch von der politischen Macht über die Kartographie ausgeschlossen, und die Bezeichnung Altishahr kommt im bekannten Kartenmaterial nicht vor. Unter der Herrschaft und im politischen System der Chinesen dient die Wissensvermittlung der Stützung des Status quo. In diesem Umfeld bestehen uigurische Bezeichnungen wie Altishahr nur in der Umgangssprache fort, während im offiziellen öffentlichen Diskurs nur die chinesische Bezeichnung „Xinjiang“ und seine uigurische Transliteration „Shinjang“ als Namen für die Region akzeptiert werden. Der Name Altishahr wurde typischerweise für die Benennung der Oasensiedlungen südlich vom Tien-Shan-Gebirge verwendet, wodurch zumindest die diesen Siedlungen gemeinsamen Merkmale betont wurden, wenn nicht sogar ihre territoriale Einheit.
Xinjiang (uigurisch: Shärqiy Türkistan oder Sharki Turkistan, zu Deutsch „Ostturkistan“) blieb auch nach der im 18. Jahrhundert durch China erfolgten Annexion hauptsächlich von turksprachigen Muslimen bevölkert, von denen die meisten zu den Uiguren (chinesisch: Hui Hui, „schwarze Hui“ ) gehörten. Trotz einer langen Geschichte des Austauschs mit China erhielten sich diese Menschen vor allem durch kulturelle und religiöse Bande die Verbundenheit mit der zentralasiatischen Welt. Die Uiguren bildeten seit langem die Mehrheitsbevölkerung in Xinjiang, wo sie ihren Lebensunterhalt als Kaufleute und Oasenbauern bestritten. Bereits seit der zweiten Hälfte des 8. Jahrhunderts hatten die Uiguren allmählich die Oasen des Tarimbeckens türkisiert, das das Zentrum einer sesshaften indo-europäischen Zivilisation gewesen war. Als sie im Verlauf des 9. Jahrhunderts in Ostturkistan, vorwiegend im Turpangebiet, ansässig wurden, assimilierten sie sich an die in dieser Region herrschenden Verhältnisse und wurden allmählich endgültig sesshaft, zuerst und hauptsächlich in den Oasen.
Traditionell teilten sich die verschiedenen turksprachigen Gemeinden die unterschiedlichen Bewirtschaftungsnischen in der Region: Während sesshafte Uiguren die Oasen im Süden des Tian-Shan-Gebirges – und damit die Oasen des Tarim-, Turpan- und Kumul-Beckens – bevölkerten, bildeten die Tian-Shan-Gebirgskette und die Steppen im Norden die Heimat der kasachischen und kirgisischen Nomaden.
Nach der Eroberung Ostturkestans durch Qing-China im Jahr 1759 hatte die Qing-Regierung sechstausend uigurische Familien aus verschiedenen Städten der Region Kaschgar, die sich den Invasoren besonders hartnäckig widersetzt hatten, in den Ili-Bezirk (Dsungarei) umgesiedelt. Auf diese Weise war eine neue Ili- oder Gulja-Gruppe von Uiguren geschaffen worden. Im Jahr 1884 hatte China dann den Ili-Bezirk in die damals neue Militärverwaltungsregion Xinjiang eingegliedert, und im Laufe der Zeit war der Name „Xinjiang“ zur Bezeichnung für die gesamte Region Ostturkestan festgelegt geworden.

##### Heutige Verbreitung der Uiguren
Auch in jüngerer Zeit leben die Uiguren Chinas in und nahe bei den vielen Oasen, die entlang der von Dunhuang nach Kaschgar abzweigenden Routen der alten nördlichen und südlichen Seidenstraße um das Tarim-Becken in Xinjiang herum verstreut sind, insbesondere in den Städten Kaschgar (auch: Kashgar, chin. Kashi), Yarkant (auch: Yarkand, chin. Shache), Hotan (auch: Khotan, chin. Hetian), Aksu (auch: Aqsu), Kuqa (auch: Kucha, Kutscha), Korla und weiter östlich in Turpan (auch: Turfan) und Kumul (auch: Qumul, chin. Hami) und in den umliegenden Dörfern. In heutiger Zeit wird Kaschgar als kulturelles Zentrum der Uiguren betrachtet. Oftmals wird auch die gesamte Oase, in der sich die Stadt befindet, oder gar die gesamte Region des östlichen Tarim-Beckens als „Kaschgar“ angesprochen.
Nördlich des Tarim-Beckens leben Uiguren in Oasen an den Nord- und Südhängen des Tian-Shan-Gebirges und zu beiden Seiten des Bogda-Shan-Gebirges, das Turpan vom Norden Xinjiangs trennt. Nördlich des Tian-Shan-Gebirges (auch: Tangri Tagh) leben Uiguren in Ürümqi (auch: Urumtschi, chin. Wūlǔmùqí) und Gulja (auch: Kuldscha, Ghulja, chin. Yining) und in der umliegenden landwirtschaftlichen Umgebung.
Südlich der Taklamakan-Wüste besiedeln Uiguren die Nordhänge des Kunlun-Gebirges. Eine ziemlich große Gruppe hat ihren Siedlungsschwerpunkt in Dörfern westlich der Wüsten- und Sumpflandschaft des Lop Nur. Die das Tarimbecken und die Wüste Taklamakan umgebenden Oasenstädte sind bis heute (Stand: 2008) vorwiegend uigurisch geprägt.
Einige Uiguren sind in die im Norden Xinjiangs Gebiete gelegenen Gebiete um das Dsungarische Becken gezogen und leben in Städten in den Regionen Tarbagatai und Altai.
Im Gegensatz zum Tarimbecken und der Taklamakan-Wüste ist der Norden Xinjiangs auch heute noch kasachisch besiedelt, wobei 75 % der Kasachen (Stand: 2004 oder früher) im Kasachischen Autonomen Bezirk Ili leben.

##### Sinisierung Xinjiangs
Der noch immer vorherrschenden uigurischen Prägung in der Region wirkt die kontinuierlich voranschreitende Sinisierung (uigurisch: chinlashturush) entgegen, die insbesondere aus dem Zuzug von Han-Chinesen (auch: Han; oder: ethnische Chinesen) resultiert, der von staatlicher Seite forciert wird. Infolge dieser Politik lösten die Han-Chinesen laut offiziellen Quellen die Uiguren als größte ethnische Gruppe Xinjiangs ab (Stand: 2008). Waren im Jahr 1949 noch 75 % der Einwohner Xinjiangs Uiguren und lediglich 6 % ethnische Han-Chinesen (nach anderen Angaben: vor 1953 4,94 % Han-Chinesen), so waren Anfang der 2010er Jahre von den 22 Millionen Einwohnern der Region bereits 45 % Han-Chinesen, während der Anteil der Uiguren auf 40 % gesunken war.
Laut chinesischen Staatsmedien legte das regionale Statistikamt (Xinjiang statistics bureau) am 14. Juni 2021 neue Census-Daten der siebten Volkszählung vor, nach denen von den mit Stand von Oktober 2020 nunmehr insgesamt 25,85 Millionen ständigen Einwohnern Xinjiangs 42,24 % (10,92 Millionen) der ethnischen Gruppe der Han-Chinesen angehörten, während 44,96 % (11,62 Millionen) auf die Uiguren als größte ethnische Gruppe der Region fielen, deren Anzahl damit gegenüber der sechsten Volkszählung im Jahr 2010 um 16,2 % (1,62 Millionen) gestiegen war. Auch laut einem im September 2021 vom Informationsbüro des chinesischen Staatsrats veröffentlichten Whitebook, das speziell die Bevölkerung Xinjiangs behandelt, zeigten vorläufige Daten der im Jahr 2020 durchgeführten, siebten landesweiten Volkszählung Chinas, dass die Bevölkerung in den zehn Jahren seit der sechsten Volkszählung um 4,04 Millionen, von denen 14,93 Millionen zu ethnischen Minoritäten zählten. Von 2000 bis 2020 hat sich somit das Bevölkerungswachstum in Xinjiang verlangsamt, lag aber dem Whitebook zufolge weiterhin um 1,15 Prozentpunkte über dem nationalen Durchschnitt der durchschnittlichen jährlichen Wachstumsrate (Compound annual growth rate, CAGR). In den Bezirken Kaschgar, Hotan, Aksu und Kizilsu lebten nach den vorläufigen Daten 74,01 Prozent der uigurischen Gesamtbevölkerung Xinjiangs, die in diesen vier Bezirken Südxinjiangs 83,74 Prozent der Gesamtbevölkerung stellten. In Kaschgar und Hotan hatte die uigurische Bevölkerung den Daten zufolge die Anzahl von 2 Millionen überschritten und sich in Aksu dieser Marke angenähert.
Nach Gründung der Uigurischen Autonomen Region Xinjiang kam es seit den 1950er Jahren zu einer sehr umfangreichen Immigration von Han-Chinesen nach Xinjiang. Die kommunistische Regierung entsandte ab 1953 die Massenwellen von Han-Siedlern nach Xinjiang, um die Region zu sinisieren und unter Kontrolle zu behalten. Ein wichtiges Instrument für diese Migration war das Produktions- und Aufbaukorps (shengchan jianshe bingtuan 生产建设兵团; abgekürzt: XPCC oder Bingtuan), das 1954 aus demobilisierten Han-Truppen gegründet wurde. Dieses militärisch organisierte und auf Landwirtschaft ausgerichtete, korporale Instrument wurde für ökonomische, administrative und sicherheitspolitische Aufgaben eingerichtet, und sollte alle Arten wirtschaftlicher und sozialer Entwicklung unterstützen, die Landesverteidigung in dem sensiblen Grenzgebiet stärken und die Kontrolle über die Uiguren sicherstellen. Seine vorwiegend (im Jahr 2014: 86,1 %) han-chinesischen Mitglieder genießen Sonderkonditionen und sind besser gestellt als der überwiegende Rest der Bevölkerung Xinjiangs. Vor 1953 hatten die Han-Chinesen in Xinjiang nur einen Anteil von 4,94 % an der Bevölkerung, während die Uiguren 75,42 % der Bevölkerung ausmachten. Im Jahr 1949 hatte der Anteil der Uiguren in Xinjiang 75 % betragen. Der Anteil an Han-Chinesen im Jahr 1949 in Xinjiang wird mit 5 % angegeben. 1953 gab es 4,54 Millionen Angehörige nationaler Minderheiten in Xinjiang. Laut der Volkszählung aus diesem Jahr zählte man davon 3,64 Millionen zu den Uiguren. Der Anteil der Han-Chinesen in Xinjiang betrug im Jahr 1953 weit unter 10 %. Im Jahr 1964 war der Anteil der Han-Chinesen in Xinjiang bereits auf über 30 % gestiegen. Der Anteil der Uiguren in Xinjiang betrug 1964 noch 54 %. Die Einwanderung der Han-Chinesen nach Xinjiang ab den 1950er Jahren hielt bis in die 1970er Jahre an und erreichte im Jahr 1978 einen Höhepunkt. Bei der Volkszählung von 1982 war der Bevölkerungsanteil der Han-Chinesen dann auf 41 % gestiegen, während der Anteil der Uiguren auf 45,48 % gefallen war. Dies führte indirekt zu einer Entislamisierung in Xinjiang. Seit 1982 schwankt der Anteil der Han-Chinesen etwas nach oben und unten. Besonders ausgeprägt war der Zustrom der Han-Chinesen nach Xinjiang nach 1990. Im späten 20. Jahrhundert und im Jahr 2000 betrug der Anteil der Han-Chinesen in Xinjiang mit rund 7,5 Millionen Han-Einwohnern etwa 40 %. Die Han-chinesischen Einwanderer kamen besonders aus den östlicher gelegenen Provinzen Sichuan, Henan und Gansu, in geringerem Maße auch aus Shaanxi und Anhui. Im Jahr 2004 machten die Uiguren mit 19,6 Millionen Einwohnern 45,7 % der Bevölkerung in Xinjiang aus. Als Ergebnis der aggressiven Siedlerpolitik der chinesischen Regierung seit 1949 lag der Anteil der Han-Chinesen in Xinjiang somit im Jahr 2010 bei rund 40 %. In dem Jahrzehnt zwischen 2010 und 2020 war das die Wirtschaft Xinjiangs dominierende XPCC ein wichtiger Motor des Bevölkerungswachstums der Region.
Außerhalb von China lebende Uigurengruppen behaupten, dass sich fast alle Han-Chinesen in der zweiten Hälfte des 20. Jahrhunderts in Xinjiang niedergelassen haben, was den Prozentsatz von ursprünglich 4 % auf den heutigen Wert erhöht habe.

| Jahr | Bevölkerung/ Insgesamt | Bevölkerung/ Uiguren | Anteil der Uiguren an Gesamtbevölkerung |
| ---- | ---------------------- | -------------------- | --------------------------------------- |
| 1949 | 04,330                 | 3,291                | 75%,0                                   |
| 1964 | 07,440                 | 4,020                | 54%,0                                   |
| 1982 | 13,082                 | 5,950                | 45,5%                                   |
| 1990 | 15,291                 | 7,249                | 47,4%                                   |
| 2000 | 18,494                 | 8,523                | 46,1%                                   |
| 2004 | 19,631                 | 8,976                | 45,7%                                   |

| Jahr | Anteil der Han-Chinesen an Gesamtbevölkerung |
| ---- | -------------------------------------------- |
| 1953 | 06,94 %                                      |
| 1964 | 31,93 %                                      |
| 1982 | 40,41 %                                      |
| 1990 | 37,58 %                                      |
| 2000 | 40,57 %                                      |
| 2010 | 40,11 %                                      |

| Jahr | Bevölkerung/ Uiguren | Jährliche Wachstumsrate (CAGR) zum vorigen Zensus |
| ---- | -------------------- | ------------------------------------------------- |
| 1953 | 3.607.600            | ---                                               |
| 1964 | 3.991.600            | 0,92%                                             |
| 1982 | 5.955.900            | 2,25%                                             |
| 1990 | 7.191.800            | 2,38%                                             |
| 2000 | 8.345.600            | 1,50%                                             |
| 2010 | 10.001.300           | 1,83%                                             |
| 2020 | 11.624.300           | 1,52%                                             |

##### Wirtschaftliches und ethnisches Nord-Süd-Gefälle
| Verwaltungseinheit                | Anteil Uiguren an Bevölkerung | Anteil Han-Chinesen an Bevölkerung | BIP pro Kopf in CNY |
| --------------------------------- | ----------------------------- | ---------------------------------- | ------------------- |
| Karamay (Stadt)                   | 13,6 %                        | 77,9 %                             | 43.926              |
| Ürümqi (Stadt)                    | 12,8 %                        | 73,2 %                             | 16.493              |
| Turpan (Regierungsbezirk)         | 69,6 %                        | 23,5 %                             | 12.831              |
| Shihezi (Stadt)                   | 01,2 %                        | 74,8 %                             | 09.738              |
| Changji (Autonomer Bezirk)        | 04 %,0                        | 74,8 %                             | 08.399              |
| Kumul (Regierungsbezirk)          | 18,4 %                        | 68,7 %                             | 07.351              |
| Yining (Gulja) (Autonomer Bezirk) | 15,9 %                        | 44,9 %                             | 05.344              |
| Aksu (Regierungsbezirk)           | 74,9 %                        | 25 %,0                             | 04.939              |
| Kaschgar (Regierungsbezirk)       | 89,2 %                        | 09,1 %                             | 02.411              |
| Hotan (Regierungsbezirk)          | 96,7 %                        | 03 %,0                             | 01.843              |
| Durchschnitt / Xinjiang           | 46 %,0                        | 39,2 %                             | 07.913              |
| Durchschnitt / China              |                               |                                    | 07.543              |

Während die südlichen Landesteile Xinjiangs noch vornehmlich agrarisch geprägt sind, haben sich im Norden in den letzten Jahrzehnten auch einige industrielle Zentren und überwiegend chinesisch dominierte Städte entwickelt. Die Region ist reich an Bodenschätzen wie Erdöl, Erdgas und Kohle, deren Ausbeutung zum Wirtschaftswachstum beitragen. Der Anteil Xinjiangs an den kontinentalen Ölreserven liegt bei 30 %, derjenige an den Gasreserven 34 %. Xinjiang gilt zudem als Tor zu zentralasiatischen Energieressourcen und kann China über Pipeline-Verträge mit den ölreichen Nachbarstaaten in Zentralasien und Russland verbinden, um den Energiebedarf der boomenden chinesischen Wirtschaft zu decken. Neben seiner Bedeutung durch die Energieressourcen nimmt Xinjiang auch eine strategische Kernposition in der geo-ökonomischen Initiative der „Neuen-Seidenstraße“ Chinas ein. Im Zeitraum 1978–2000 überstieg Xinjiangs Wachstumsrate den chinesischen Durchschnitt, und die Wirtschaft der Region verfügt im heutigen landesweiten Vergleich Chinas über ein recht gutes Niveau. Die einst unindustrialisierte und zu den ärmsten Regionen in China gezählte Region gehört heute unter den „fernwestlichen Provinzen“ Chinas zu denjenigen mit dem höchsten Pro-Kopf-Bruttoinlandsprodukt (BIP). Um die Jahrtausendwende belegte Xhinjiang unter den 31 chinesischen Verwaltungseinheiten auf substaatlicher Ebene in Bezug auf das Pro-Kopf-BIP den 12. Platz.
Diese positiven makroökonomischen Daten verbergen jedoch tiefgreifende, an ethnische Zugehörigkeit gekoppelte soziale Ungleichheiten, die die Verbitterung unter Uiguren aufrechterhalten. Zwar profitieren die Uiguren mit der gesamten Region in gewisser Weise von der dank massiver Investitionen des chinesischen Staates gewährleisteten wirtschaftlichen Dynamik und den damit verbundenen Verbesserungen des Lebensumfelds. Doch kamen die hohen Investitionen, die vorrangig für die Kolonisierungsgebiete bestimmt waren, vor allem den han-chinesischen Siedlern zugute und schlossen tendenziell die nationalen Minderheiten von Xinjiang von der Teilhabe an dem durch die Entwicklung der Region geschaffenen Wohlstand aus. Die Art und Weise der Investitionen für die Entwicklung des Westens durch die chinesische Zentralregierung führte eher zu einer Zunahme der ökonomischen Marginalisierung der Minderheiten. In Xinjiang spielte dabei das Produktions- und Aufbaukorps eine besonders wichtige Rolle, indem diese Han-chinesisch dominierte Organisation zur Marginalisierung der Uiguren beitrug. Faktisch blieb das pro-Kopf-BIP der han-chinesischen Siedlungen weitaus höher als in den noch weiterhin mehrheitlich uigurisch bewohnten Gebieten. Die meisten Uiguren sind, gemessen an urbanen südchinesischen Standards, verhältnismäßig arm. Viele Uiguren, die für einen von Han-Chinesen dominierten Arbeitsmarkt schlecht ausgebildet sind oder trotz beruflicher Qualifikation diskriminiert werden, können von dem starken Wirtschaftswachstum nicht profitieren. Das schwache Abschneiden der Regierungsbezirke Aksu, Kaschgar, Kizilsu und Hotan, in denen drei Viertel der uigurischen Bevölkerung von Xinjiang konzentriert sind, weist darauf hin, dass ein erheblicher Teil dieser Bevölkerung Einkommen im Bereich der chinesischen und der von internationalen Organisationen festgelegten Armutsgrenze hat. Das Fortbestehen ökonomischer Ungleichheiten entlang der ethnischen Linien in Xinjiang in Verbindung mit der strengen Kontrolle der chinesischen Führung über politische Institutionen führte in der Tendenz zu einem Umfeld, in dem die Uiguren Xinjiangs die von Han-Chinesen dominierte Regierung als Kolonialregime betrachteten.
Der südwestliche Teil Xinjiangs, der vor allem die Regionen um das Tarimbecken und die nördlich ans Tien-Shan-Gebirge (uigurisch: Tängri Tagh) angrenzende Ili-Region umfasst, ist weiterhin vorwiegend von turksprachigen Ethnien besiedelt und gehört auch aus historischer Sicht zu „Ostturkestan“. Die Bevölkerung dieser Region kann sowohl wegen ihrer jahrhundertelang währenden historischen Verbundenheit mit den kulturellen und politischen Zentren der muslimischen Welt, als auch wegen ihrer selbstempfundenen Identität in erster Linie als Teil Zentralasiens und der turksprachigen Welt verstanden werden. Insbesondere betonen Uiguren häufig die sprachliche und kulturelle Nähe zu den Usbeken.

| Sektor                                                         | Uiguren | Han-Chinesen | Durchschnittslohn in Xinjiang in CNY |
| -------------------------------------------------------------- | ------- | ------------ | ------------------------------------ |
| Land- und Fischereiwirtschaft, Tierhaltung und Forstwirtschaft | 59,87 % | 25,13 %      | 16.944                               |
| Bergbau und Steinbrüche                                        | 14,36 % | 75,83 %      | 42.765                               |
| Gewinnung und Distribution von Strom und Öl                    | 18,98 % | 70,83 %      | 38.268                               |
| Baugewerbe                                                     | 7,30 %  | 89,54 %      | 25.319                               |
| Transportwesen                                                 | 18,24 % | 72,31 %      | 41.549                               |
| Bank- und Versicherungswesen                                   | 14,44 % | 75,33 %      | 50.568                               |
| Immobilienwesen                                                | 8,10 %  | 85,17 %      | 21.644                               |
| Forschung und Wissenschaft                                     | 10,75 % | 82,20 %      | 32.684                               |
| Bildung und Kultur                                             | 40,26 % | 41,66 %      | 29.884                               |
| Regierungsbehörden                                             | 30,98 % | 53,60 %      | 31.811                               |
| Gesamtbevölkerung                                              | 45,21 % | 40,58 %      | 27.753                               |

#### Zentralasiatische Republiken
Heute existieren uigurische Gemeinschaften in fast allen neuen unabhängigen zentralasiatischen Republiken, wobei die größere Anzahl von Uiguren in Kasachstan lebt und die kleinste Gruppe in Tadschikistan. Insgesamt lebten zu Beginn des 21. Jahrhunderts in Usbekistan, Kasachstan und Kirgisistan, die inzwischen unabhängig sind, aber ehemals dem russischen Reich und später der Sowjetunion angehört hatten, insgesamt mindestens 300.000 Uiguren. Einige Jahre vor der Auflösung der Sowjetunion im späten 20. Jahrhundert war für deren Gebiet (Usbekische Sozialistische Sowjetrepublik und Kirgisische Sozialistische Sowjetrepublik) die Zahl von 227.000 Uiguren angegeben worden, von denen allein in Taschkent 20.000 lebten.
Das Semiretschje-Tal (im heutigen Kasachstan) und das Ferghanatal (in Usbekistan und Kirgisistan) sind die zwei Hauptregionen in Zentralasien, die bis in die jüngste Zeit dicht von Uiguren besiedelt waren. Mitte des 20. Jahrhunderts wurde die uigurische Bevölkerung in den ehemaligen Sowjetrepubliken Zentralasiens auf rund 200.000 geschätzt und konzentrierte sich auf die diejenigen Gebiete Kasachstans und des Ferghanatals, die der chinesischen Grenze am nächsten lagen. Die beiden Hauptgruppen der Uiguren Zentralasiens unterschieden sich in der Herkunft, da es sich bei den Uiguren im Semirechye-Tal um nördliche Uiguren (Taranchi) aus der Region Kulja (Gulja) handelte, während die Uiguren des Ferghana-Tals aus dem im südlichen Ostturkestan liegenden Kaschgarien eingewandert waren. Diese beiden Gemeinschaften stammten nicht nur aus verschiedenen Regionen des uigurischen Heimatlandes, sondern unterschieden sich auch in der Geschichte, die zu ihrer Gründung geführt hatte.
Während sich die meisten uigurischen Gemeinden Zentralasiens aufgrund der geographischen Nähe zu Xinjiang (Ostturkestan) und aufgrund von Migrationsbewegungen gebildet hatten, die durch interne Ereignisse und auch durch internationale Beziehungen verursacht worden waren, bilden die im Grenzgebiet des Ili-Tals lebenden Uiguren eine Ausnahme, indem sie im 19. Jahrhundert vom russischen Reich annektiert wurden und so dem heutigen Kasachstan zufielen. Größtenteils waren die Uiguren erst nach 1880 – als Flüchtlinge nach verschiedenen Unruhen – in der Sowjetunion angekommen und später wieder nach 1950.
Zur früheren uigurischen Diaspora war es im 19. Jahrhundert durch politische Umwälzungen in Xinjiang gekommen, die zur Auswanderung von Tausenden Ostturkestanis in russisches Territorium geführt hatten. In den ersten Jahrzehnten des 20. Jahrhunderts führte die von Russland geförderte industrielle Entwicklung in Dschetissu (Semirechye) und Ferghana auch zu einem Zustrom von Zehntausenden Saison- oder Wanderarbeitern aus Süd-Xinjiang, die nun auf den Baumwollfeldern, im Melonenanbau sowie im Öl- und Kohlebergbau im russisch kontrollierten Turkestan arbeiteten. Viele sogenannte „sowjetischen“ Uiguren der späteren Auswanderungswelle waren dann Flüchtlinge, die in den 1950er und 1960er Jahren aus China flohen.
Zur Zeit der Russische Revolution im frühen 20. Jahrhundert hatte diese Emigrantengemeinschaft noch rund 100.000 Menschen gezählt. Zwar war ihre Anzahl im Vergleich zu den Uiguren in Xinjiang immer gering und sie blieben in der Geschichte der Region auch bis in die Gegenwart eine unauffällige und wenig bekannte Randgemeinschaft. Doch spielten sie für die Verbindung zwischen Xinjiang und der islamischen und sowjetischen Welt eine sehr wichtige Rolle in der Geschichte. Während die Interaktionen zwischen Turksprachen-Sprechern auf beiden Seiten der Grenze zwischen chinesisch und russisch kontrolliertem Territorium anhielten, kam es mit der russischen Revolution zu dramatischen Veränderungen in der zentralasiatischen Gesellschaft, die im chinesisch kontrollierten Ostturkestan beziehungsweise Xinjiang ausblieben. Die Erfahrung dieser Umwälzungen im Zuge der Revolution von 1917 in der kleinen ostturkestanischen Diaspora auf russisch-kontrolliertem Gebiet erlangte daher große Bedeutung auch für die politische Geschichte der weitaus größeren uigurischen Gemeinschaft auf chinesisch-kontrolliertem Gebiet. Die sowjetische Ethnopolitik förderte innerhalb der breiteren türkischsprachigen Gemeinschaft die Wiederbelebung des Ethnonyms „Uiguren“ und wurde eine notwendige Voraussetzung für das Wiederauftauchen der „uigurischen“ Idee.

##### Kasachstan (mit Semiretschje)
In Kasachstan identifizierten sich bei der Volkszählung im Jahr 1999 210.300 Menschen (1,4 Prozent der Gesamtbevölkerung des Staates) als ethnische Uiguren. Die Uiguren bildeten damit nach den Kasachen, Russen, Ukrainern, Usbeken, Deutschen und Tataren die siebtgrößte ethnische Gruppe Kasachstans. Sie leben verdichtet im südöstlichen Teil Kasachstans, vorwiegend im Oblast Almaty (in den Distrikten Uyghur, Chilik, Enbekshikazakh und Panfilov) sowie in und um die Stadt Almaty selbst. Es existiert eine Infrastruktur uigurischer Kulturinstitutionen und die kasachische Regierung unterstützt den sekundären Bildungsbereich in uigurischer Sprache und uigurische Kulturinstitutionen.
Im späten 19. Jahrhundert zogen Uiguren erstmals in bedeutender Anzahl westwärts über die Grenze nach Kasachstan. Sowjetischen Berichten zufolge sollen sie nach einem Aufstand vor den Repressalien der kaiserlich-chinesischen Qing-Armeen geflohen sein und somit Schutz bei den Russen gefunden haben. Chinesischen Berichten zufolge sollen sie dagegen von der kaiserlich-russischen Armee gewaltsam dazu gebracht worden sein, weil sie die kasachische Steppe in Ackerland umwandeln sollten:
Nach der Eroberung Ossturkestans durch Qing-China waren Tausende uigurische Familien aus der Kaschgar-Region in die Ili-Region umgesiedelt worden („Gulja-Uiguren“). Die kaiserlich-russischen Streitkräfte nutzten dann jedoch die örtlichen Unruhen, drangen 1871 in das nördliche Ili-Tal von Xinjiang ein und richteten unter einem zentralasiatischen muslimischen Herrscher ein Marionettenregime ein. Damit hatte Russland das Ili-Tal 1871 im Konflikt mit den rivalisierenden Mächten Großbritannien und Qing-China um Einfluss und territorialen Besitz in Zentralasien faktisch besetzt. Die russische Besetzung des (uigurischen) Sultanats Ili Taranchi 1871 und die Umsiedlung der Sultan-Familie aus der Sultanatshauptstadt Kulja in die russische Zitadelle Werny (heutige Stadt Almaty in Kasachstan) bildeten den Ausgangspunkt für das Anwachsen der Gemeinschaft der Semirechye-Uiguren. Doch die erste große regionale Bevölkerungsbewegung über die Grenze zwischen dem Qing- und dem russischen Reich fand erst zwischen 1881 und 1884 statt, als eine große Anzahl Menschen übersiedelte, um zu verhindern, dass die kaiserlichen Armeen des Qing-Reiches dessen Teil des Ili-Tals wieder einnahmen. 1881 mussten die Russen die Ili-Region zwar wieder an China abtreten. Doch nach der Rückeroberung des Ili-Tals durch den chinesischen General Zuo Zongtang für die Qing schlossen Russen und Qing miteinander den Vertrag von Sankt Petersburg, der auch beinhaltete, dass die Qing einen Teil des westlichen Ili-Tals an Russland abtreten, um chinesische Muslime und uigurische Flüchtlinge umzusiedeln. Die Russen konnten einen kleinen Grenzstreifen behalten. Dieser umfasste einige Dörfer (Kaljat, Ketmen, Klein- und Groß-Achinoho, Tiermen, Dardamty, Shunkar, Aktam, Dobun und andere) im Gebiet des heutigen Scharkent (Jarkent, Scharkent, Yarkend) und der heutigen uigurischen Gebiete Kasachstans. Die Rückkehr des Kulja-Gebiets in den Machtbereich der Qing ging somit mit der Umsiedlung einer beträchtlichen Anzahl uigurischer Familien einher, die im Rahmen der vertraglich ermöglichten Umsiedlung uigurischer Bauern zwischen 1881 und 1884 in großer Zahl nach Kasachstan umsiedelten, organisiert von der russischen Regierung. Denn nachdem der Vertrag von Sankt Petersburg (1881) zwischen Russland und China 132.000 Einwohnern des Ili-Tals die freie Wahl ihrer Staatsbürgerschaft ermöglichte, befürchteten die meisten „Taranchi“ (Uiguren) Repressalien durch die Qing-Regierung und entschieden sich gegen eine Integrierung in das Qing-Reich. Stattdessen entschieden sich nach offiziellen Angaben von 1883 75.000 von ihnen für die russische Staatsbürgerschaft und Umsiedlung in das Semirechye-Gebiet im heutigen Kasachstan. Sie siedelten am rechten Ili-Ufer zwischen Horgos und Borohotszir sowie in Scharkent, Akkent sowie am linken Ili-Ufer an verschiedenen Orten, vom Dorf Dubuna bis zum Talgar, also an den Ufern der Flüsse Aksu, Bayan-Kazak, Saryfbulak, Chilik, Koram, Daban, Karaturuk, Lep und Talgar. Die Einwanderung hielt offenbar bis in das Jahr 1884 an und umfasste einigen Forschern zufolge schließlich 80.000 Uiguren. Nach anderen Angaben waren bis 1884 über 45.000 Uiguren aus dem Gebiet von Kulja in den russischen Teil des Ili-Tals gezogen. Sie gründeten im russischen Teil des Ili-Tals (Semirechye) die Stadt Zharkent und etwa 80 bis 90 kleinere Siedlungen (Qishlaq). In Yarkend, Aksu, Charyn, Koram und Karassu wurden sechs Distrikte (Wolost) für die uigurischen Migranten eingerichtet, sowie vier Siedlungen in Werny. Seitdem bilden die Uiguren eine der drei wichtigsten ethnischen Gruppen im russischen Teil des Ili-Tals, neben den Kasachen und Russen.
Da der Hauptbesiedlungsvorgang der Gulja-Uiguren in einem eng befristeten Ereignis stattfand, bildeten sie an den neuen Wohnorten geschlossene Siedlungen. Ihre neue Heimat in Semirechye ähnelte in ihren natürlichen und klimatischen Bedingungen ihrem Herkunftsgebiet im Ili-Distrikt. Die uigurischen Immigranten hielten daher an ihren gewohnten Wirtschaftsformen fest und konnten in den ersten Jahrzehnten im russischen Reich ihre Kultur unverändert beibehalten.

##### Usbekistan und Kirgisistan (mit dem Ferghanatal)

Ferghanatal, unter anderem mit den Orten Osch und Andischan

In Usbekistan leben Uiguren im Ferghanatal und in der Region Taschkent. Im Ferghanatal verdichten sie sich im Distrikt Pakhtabad im Vilayet Andijon und in der Stadt Andijon (Andischan). Kurz vor Zusammenbruch der Sowjetunion ergab die Volkszählung von 1989 eine Gesamtzahl von 23.000 Uiguren in Usbekistan, darunter 14.009 im Oblast Andijon, 7964 im Oblast Taschkent und 1107 in der Hauptstadt Taschkent. Die überwiegende Mehrheit der Ferghana-Uiguren sind Nachkommen von Migranten aus dem südlichen Xinjiang (Kaschgarien).
In Kirgisistan lebten im Jahr 1999 nach offiziellen Angaben 46.733 Uiguren (rund 1 Prozent der Gesamtbevölkerung des Staates). Die uigurischen Gemeinden befanden sich in zwei Regionen des Landes, wobei sich die 32.300 Uiguren zählenden nördlichen Gemeinden (in den Oblasten Tschüi, Talas, Naryn und Yssykköl sowie in der Hauptstadt Bischkek) in ihren kulturellen Traditionen von den 14.433 Uiguren zählenden südlichen Gemeinden (in den Gebieten Osch, Dschalal-Abad und Batken) unterscheiden.
Innerhalb der nordkirgisischen Gruppe stammen die Uiguren der Region Yssykköl über Migration der 1950er und 1960er Jahren aus Kasachstan und China, während die in Bischkek und Umgebung (Dörfer Lebedinowka, Pokrovka, Malovodnoye und andere) lebenden Uiguren während der letzten Migrationswelle aus Kulja (Gulja) und Kaschgar gekommen sind. In der südkirgisischen Gruppe bilden die im Oblast Osch lebenden Uiguren gemeinsam mit den Uiguren der usbekischen Provinz Andijon eine spezielle Gruppe von Uiguren aus dem Ferghana-Tal.
Heute sind die Ferghana-Uiguren mit der Möglichkeit konfrontiert, sich durch Assimilation als ethnische Gruppe aufzulösen. Sowohl in dem zu Usbekistan, als auch in dem zu Kirgisistan gehörenden Teil des Ferghanatals standen Uiguren unter dem starken kulturellen Einfluss der Usbeken. Es kam bereits zur Sowjetzeit zu einer starken Usbekisierung der Ferghana-Uiguren, die zum einen durch die engen kulturellen und sprachlichen Verbindungen zwischen Uiguren und Usbeken begünstigt wurde. Zum anderen wurden die Angehörigen verschiedener ethnischer Gruppen in Usbekistan sowohl während als auch nach der Sowjetzeit unter Druck der lokalen Regierung dazu gezwungen, ihre offizielle Staatsangehörigkeit in „Usbekisch“ abzuändern. Verstärkend wirkte für diesen Prozess der Assimilation der Uiguren in Usbekistan zudem der Mangel an Infrastruktur zur Entwicklung und Erhaltung der uigurischen Sprache. Zudem erklärte Präsident Islom Karimov mit Rücksicht auf Empfindlichkeiten die als strategischer Partner Usbekistans fungierende VR China, dass in Usbekistan keine uigurische Bevölkerung existiere.
Die Bildung der uigurischen Gemeinde im Ferghanatal unterschied sich von der des Semiretschje-Gebiets. Ander als die innerhalb weniger Jahre vollzogene und eine beträchtliche Anzahl von Uiguren einschließende Umsiedlung nach Semirechye, lässt sich das Migrationsgeschehen von Uiguren in das Ferghanatal durch die Infiltration kleiner Gruppen von Uiguren charakterisieren, die aus Kaschgar, Aksu und Yarkant auswanderten.
Zu den Beweggründen für die Emigration von Uiguren ins Ferghanatal zählten nicht nur politische (wie die Expansion Chinas und die Auseinandersetzungen zwischen verschiedenen religiöser Gruppen), sondern auch ökonomische (wie Landmangel und Handelsbeziehungen). Bis zur Mitte des 19. Jahrhunderts hatten die Vorfahren der Ferghana-Uiguren entlang der Flüsse Kara-Darja und Naryn im östlichen Teil des Ferghana-Tals bereits eine Reihe von Siedlungen errichtet. Ähnlich wie bei den Uiguren in Semirechye erfolgte die Errichtung von Siedlungen auch bei den Uiguren im Ferghanatal in Übereinstimmung mit ihren Verwandtschaftsbeziehungen.

##### Turkmenistan und Tadschikistan
In Turkmenistan lebt die kleinste und isolierteste Gruppe zentralasiatischer Uiguren. Die uigurische Gemeinde hat ihre Ursprünge in der im Jahr 1890 erfolgten Abwanderung einer relativ kleinen Gruppe von 272 uigurischen Familien (1.308 Menschen) von Semirechye in die Oase Murgab. Sie siedelten in der Region Mary im heutigen Turkmenistan im Ort Bairam-Ali. Nach inoffiziellen Angaben des uigurischen Kulturzentrums von Turkmenistan lebten zu Beginn der 1990er Jahre 1.400 Uiguren in Turkmenistan, davon 704 in Bairam-Ali (1,6 Prozent der Gesamtbevölkerung des Ortes). Einige Uiguren-Gruppen leben auch in Mary und im Dorf Turkmen-Kala. Der Assimilationsprozess von Uiguren durch die turkmenische Mehrheit entgegen wirkt einem Anstieg der Anzahl turkmenischer Uiguren entgegen, die praktisch alle Verbindungen zu uigurischen Gemeinschaften in anderen Teilen Zentralasiens verloren haben. Zwar wurden zu Beginn der Sowjetzeit in Bairam-Ali und Umgebung einige uigurische Schulen eröffnet, doch gilt heute das Verschwinden der uigurischen Sprache in Turkmenistan als absehbar.
Im heutigen Tadschikistan lebt keine nennenswerte Anzahl von Uiguren, wenn auch in der Hauptstadt Duschanbe eine kleine uigurische Gemeinde mit uigurischem Kulturverein existiert.

### Diaspora außerhalb des früheren Turkestans und Chinas
Bei den Uiguren, die sich im Ausland niedergelassen haben, handelt es sich um Emigranten aus Xinjiang. Die Auswanderung der Uiguren aus Xinjiang reicht in der Geschichte länger zurück und erfolgte in mehreren Wellen. Diese Wellen erfolgten in der Regel, wenn sich die Bedingungen für die Uiguren verschlechtert hatten oder – im umgekehrten Fall – wenn die Ausreise erleichtert wurde.
Einige Uiguren emigrierten Mitte der 1930er Jahre, nachdem die Erste Ostturkestanische Republik nach kurzer Dauer aufgelöst wurde, und reisten hauptsächlich in die Türkei und nach Saudi-Arabien ein.
Nach der Auferlegung der kommunistischen Herrschaft im Jahr 1949 – und dem Ende der Zweiten Republik Ost-Turkestan – führte massive Einwanderung von Han-Chinesen nach Xinjiang dazu, dass sezessionistische Bewegungen und antikommunistische, antirussische und antichinesische Revolten turksprachiger Rebellen in Xinjiang immer weniger Erfolgschancen hatten. Einige hundert Uiguren, die Xinjiang Ende 1949 nach der kommunistischen Machtübernahme in China verließen, ließen sich zunächst im indischen Bundesstaat Jammu und Kaschmir nieder und zogen dann in die Türkei, wo sie mit Unterstützung der türkischen Führung uigurische Diaspora-Organisationen gründeten.
Vermutlich zogen einige uigurische Familien vom chinesischen Festland nach Taiwan, als die kommunistische Regierung im Jahr 1949 die Macht übernahm. In den 1950er Jahren wurden Augenzeugenberichten zufolge Verfolgungen muslimischer Sezessionisten durch das neue chinesische Regime durchgeführt. 1962 flüchteten mehr als 60.000 Einwohner der Region Ili in Xinjiang – darunter viele Uiguren – aus China in das zu dieser Zeit zur Sowjetunion gehörende Kasachstan. Sie wurden dabei von dem Elend getrieben, das im Zusammenhang mit dem Großen Sprung nach vorn stand. 1966 wurden als Teil der chinaweiten Kampagne der Kulturrevolution zur Zerstörung der alten Traditionen alle Religionen in China verboten, ohne Xinjiang davon auszunehmen. Koranexemplare und islamische Bücher wurden verbrannt, Moscheen zerstört oder geschlossen und religiöse Führer von den Roten Garden verfolgt. Der Leidensdruck durch die Maßnahmen war bei den Muslimen sehr hoch. Infolgedessen wurden Tausende Muslime ins Exil in muslimische Länder getrieben, in Zentralasien, im Nahen Osten und auf dem indischen Subkontinent. Nach dem Einleiten von Reformen und der Politik der offenen Tür durch Deng Xiaoping Ende der 1970er Jahre konnte eine höhere Anzahl von Uiguren als zuvor Xinjiang verlassen. Mehrere Tausend von ihnen ließen sich dann seit den 1980er Jahren in verschiedenen Teilen der Welt nieder, in manchen Fällen mit Hilfe des Hohen Flüchtlingskommissars der UN (UNHCR).
Viele Uiguren verließen somit ihre Heimat infolge der kommunistischen Machtübernahme. Eine große Anzahl uigurischer Flüchtlinge ließ sich in Saudi-Arabien nieder. Weitere Gruppen leben in Taiwan, im indischen Teil Kaschmirs in Srinagar, in den USA und in Pakistan (Stand: 1989).
Zu Beginn der 1990er Jahre kam es zur Auswanderung antikolonialer Kreise. In dieser Zeit begannen Uiguren in europäische und amerikanische Industriestaaten zu immigrieren. Die aktivsten säkularen nationalistischen Aktivisten wurden verhaftet oder flüchteten in die Diaspora. Die islamisch-nationalistische Strömung war in der militanten uigurischen Szene der Diaspora eher marginal. Sie war im Wesentlichen säkular-nationalistisch geprägt. Diese Auswanderungswelle dürfte militante Strömungen der uigurischen Diaspora gefördert oder erneuert haben, sowohl in Zentralasien als auch in der Türkei und in der damals entstehenden westlichen Diaspora (hauptsächlich Deutschland, USA und Australien).
Auch heute (Stand: 2019) handelt es sich bei der uigurischen Diaspora in Europa mit einigen Tausend Flüchtlingen um eine relativ kleine Gruppe. Dazu kommen einige Tausend weitere Uiguren in der Türkei, wo sie seit den 1960er Jahren eine sichere Zuflucht gefunden haben. Einige reisten mit einem Studentenvisum nach Frankreich, Ungarn und in die nordischen Länder ein und blieben dann dort, während andere mit Menschenschmugglern nach Europa gelangten.
Politische Organisation in der Diaspora
Zwar verliefen die ersten Jahre des 21. Jahrhunderts in Bezug auf die uigurische Frage für den chinesischen Staat auf seinem Territorium ruhiger als die 1990er Jahre. Andererseits gelang es jedoch der uigurische Diaspora, ihre traditionelle Uneinigkeit zumindest soweit zu überwinden, dass 2004 in München der Weltkongress der Uiguren (WUC) gegründet würde, der ein Zentrum für antichinesische Aktivitäten bildete. Die uigurische Diaspora unternahm im Westen große Anstrengungen, ihren Einfluss im 21. Jahrhundert zu verbreiten. Im Ausland lebende Führer wie Rebiya Kadeer oder Dolkun Isa hatten sich allmählich an den politischen Standards des Westens ausgerichtet und ihre politischen Handlungen nach der gewaltfreien Lobbyarbeit der tibetischen Diaspora gestaltet, um die Unterstützung von ausländischen Positionen und Regierungen zu gewinnen. Diese Strategie hatte 2004 den WUC hervorgebracht. Der WUC ist dabei nicht muslimisch, sondern weltlich ausgerichtet.
Die erfolgreiche Geschäftsfrau Kadeer, die 1997 von den chinesischen Behörden wegen angeblicher staatsfeindlicher Aktivitäten in China inhaftiert, dann freigelassen und nach Washington geflüchtet war, wurde 2006 WUC-Präsidentin und verkörperte lange Zeit den WUC. In der Rebiya-Kadeer-Frage wurden Uiguren aus aller Welt geeint.
Die Uiguren sind ein Beispiel dafür, dass der Wunsch ethnischer Minderheiten sehr deutlich politisiert und internationalisiert werden kann, die eigene kulturelle Identität oder ethnische Kultur gegen die Kräfte der Globalisierung oder mehrere andere ethnische Kulturen, die mächtig und einflussreich sein können, zu bewahren. Im heutigen China trifft dies besonders deutlich auf ethnische Minderheiten mit gut organisierten Diasporas zu. Unter ihnen ist zwar die tibetische Kultur der bei weitem bekannteste Fall, doch folgen ihnen die Uiguren, die ihr internationales Profil im 21. Jahrhundert verstärken konnten.
Die chinesische Führung ließ sich in dem Konflikt nicht ernsthaft auf Verhandlungen mit den im Exil lebenden Vertretern der ethnischen Gruppe der Uiguren ein, sondern griff stattdessen ihre Repräsentanten persönlich und diffamierend an. Die chinesischen Behörden verglichen Rebiya Kadeer schnell in ihrer Bedeutung als politisch verantwortliche Figur mit dem tibetischen Dalai Lama, indem sie sie bezichtigten, den großen Aufstand in Xinjiangs Hauptstadt Ürümqi im Juli 2009 angestiftet zu haben. Ihre Anschuldigung, die Präsidentin des WUC sei eine Terroristin, wurde allerdings von westlichen Kommentatoren praktisch allgemein zurückgewiesen.
Die im Ausland lebenden Uiguren sind heute oft stolz auf ihr soziales, kulturelles und historisches Erbe. Sie sind dort nicht nur geschäftlich aktiv, sondern haben sich hohe Berufsqualifikationen in Bereichen wie Wissenschaft, Technologie, Medizin, Wirtschaft, Recht, Unternehmensführung und anderem erworben.
Die Stärke und Präsenz der Uiguren in der jeweiligen Aufnahmegesellschaft ist auch an den ethnischen Verbänden oder Vereinen erkennbar, die die Uiguren in den Ländern ihrer Diaspora gebildet haben. Durch diese Organisationen halten sie ihre familiären und sozioökonomischen Netzwerke mit dem Heimatland und anderen Uiguren auf der ganzen Welt aufrecht.
Die disporischen politischen Organisationen mit Sitz in der Türkei, in Deutschland und in den USA hatten zwar nur geringen unmittelbaren Einfluss auf die Uiguren in Xinjiang, kämpften aber darum, die Situation der Uiguren in China zu einem politischen Gegenstand weltweiten Interesses zu machen.

#### Diaspora in der Türkei
In den 1950er Jahren erreichte eine erste Gruppe Uiguren aus Xinjiang über Pakistan die Türkei. 1968 folgte eine zweite Welle uigurischer Einwanderer in die Türkei über Afghanistan.
Die Flüchtlinge aus der Landschaft Turkestan, die während der 1950er Jahre in die Türkei kamen, wurden in der Türkei für gewöhnlich als „Tataren“ (türkisch: Tatarlar) angesprochen. Diese Gruppe von Immigranten - zusammengesetzt aus Usbeken, Turkmenen, Kirgisen, Kasachen und Uiguren - bezeichneten sich selbst jedoch als „Turkestani“ (türkisch: Türkistanlılar). Gemein war diesen Gruppen neben ihrer Zugehörigkeit zum sunnitischen Islam hanefitischer Rechtsschule, dass sie verschiedene, aber bis zu einem gewissen Grad gegenseitig verständliche zentralasiatische Turksprachen sprechen und – meist in den 1950er Jahren – aus dem ehemals „Turkestan“ genannten Gebiet kamen, das später zwischen der Volksrepublik China (Region Xinjian), der Sowjetunion (die sozialistischen Sowjetrepubliken Kasachische SSR, Turkmenische SSR, Kirgisische SSR und Usbekische SSR) und Nord-Afghanistan aufgeteilt wurde.
In der Türkei gab es bis 1921, als die heutigen Uiguren (türkisch: Uygur oder im Plural Uygurlar), ihre Selbstbezeichnung als Uyğur annahmen, verschiedene nach ihren Wohnorten gewählte Selbstbezeichnungen wie Käşkarlık, Turpallık, Kommulluk oder andere. In der engverbundenen Ansammlung von Wohnsiedlungen, Lederfabriken und kleinen Läden in Zeytinburnu, die vorwiegend von Migranten der 1940er Jahre aus dem heutigen Xinjiang besiedelt war, fand der Ethnologe Dru C. Gladney in ihrer Selbstbezeichnung noch Ethnonyme wie Kashgarlik, Turfanlik, Khotanlik oder Aksulik vor sowie weitere Geburtsort-Bezeichnungen, die auf die das Tarimbecken umgebenden Oasenstädte oder die Taklamakanwüste verwiesen.
Andrews wies in seiner umfassenden Ethnographie der Türkei (1989) darauf hin, dass die Uiguren bei der Volkszählung in der Türkei nicht gesondert ausgewiesen wurden, da es sich bei ihnen (wie bei den Türken selbst) um Sprecher einer Turksprache handelte. In der Türkei sprechen die Uiguren (Stand: 1989) Uigurisch oder Osttürkisch (türkisch: Türki, Uyğur Tili), das zur Gruppe der Östlichen Turksprachen innerhalb der Sprachfamilie der Turksprachen gehört und sich in zwei Hauptdialekte (Nord und Süd) sowie in vier weitere, recht „isolierte“ Dialekte aufteilen lässt. Sie hielten in der Türkei an ihrer Sprache für den Gebrauch untereinander fest. Uiguren in der Türkei konnten ihre Identität teilweise besser bewahren als jene in Xinjiang. So lernten sie in der Türkei beispielsweise in den Schulen mehr über die Geschichte der Uiguren als in Xinjiang und organisierten zu vielen Anlässen im Jahr kulturelle Aktivitäten mit Inhalten zur uigurischen Zivilisation. Während Uiguren etwa in Istanbul in aller Regel ein oder mehrere uigurische Lieder singen konnten, darunter auch sehr alte, traf dies für die Uiguren in Xinjiang nicht zu. Die sprachliche Nähe zwischen Uigurisch und Türkisch kann mit derjenigen zwischen Niederländisch und Deutsch verglichen werden.
Svanberg (in der Ethnographie von Andrews veröffentlicht) gab für das Jahr 1980 eine Anzahl von 700 Uiguren in der Türkei an, die in Istanbul (rund 50 Familien in der Kasachen-Siedlung in Safraköy, weitere in Örnektepe), Izmir, Adana und Kayseri (mit der größten Gruppe von rund 100 Familien in Yenimahalle) lebten. Typisch für die Uiguren in Istanbul war es, dass sie ihren Lebensunterhalt durch Handel und Handwerk bestritten, während die Uiguren Kayseris dafür Mützen und insbesondere Gebetskappen (türkisch: takke) nähten. Neben Zeytinburnu gilt heute (Stand: 2021) auch der Stadtteil Sefaköy (in Küçükçekmece) als Heimat der uigurischen Exilgemeinde von Istanbul.
Heute wird darauf hingewiesen, dass die Uiguren in Gemeinsamkeit mit den Türken traditionell eine eher offene Variante des sunnitischen Islam praktizieren. Andrews wies jedoch (1989) darauf hin, dass die Uiguren in der Türkei in ihrer Religionsangehörigkeit dem sunnitischen Islam in strikt hanefitischer Ausprägung folgten und sich allein durch die Striktheit ihrer Befolgung religiöser Bräuche, nach denen Frauen in Seklusion mit Männern lebten, wohl schon vom Rest der türkischen Gesellschaft abhoben. Die „Turkestani“-Immigranten waren im Batı Türkistan Kültür Derneği und im von den Uiguren dominierten Doğu Türkistan Göçmenler Derneği organisiert, über die Folklorevorführungen und Teilnahmen an verschiedenen politischen Kundgebungen veranstaltet und Propaganda zum Thema Turkestan verbreitet wurde. Auch führten Uiguren und Kasachen ein recht aktives kulturelles Leben mit oft panturkistischer Richtung. Neben den sprachlich und kulturell ohnehin augenscheinlichen Ähnlichkeiten zwischen Uiguren und Türken kann auch die Ideologie des Panturanismus (verstanden als ein von der Türkei bis nach Ostturkestan länderübergreifendes Türkentum) zu Beginn des 20. Jahrhunderts die Verbindung der beiden Völker zusätzlich propagandistisch überhöht haben. Der Politiker Isa Yusuf Alptekin, der eine der bedeutendsten Persönlichkeiten der uigurischen Autonomiebestrebungen darstellt, war in den 1950er Jahren in die Türkei geflüchtet und wurde nach seinem Tod im Jahr 1995 neben den türkischen Staatsführern Turgut Özal und Adnan Menderes bestattet. Wie Alptekin hatte auch Mehmet Emin Buğra nach seiner Auswanderung in die Türkei von dort eine separatistische uigurische Bewegung angeführt.
Unmittelbar nach dem Aufstand in Ürümqi von Juli 2009 wurde in Kayseri ein großes Flüchtlingslager errichtet, das von einer uigurischen Hilfsorganisation betrieben wird. Manche Uiguren haben mittlerweile das Lager verlassen, während andere hinzugekommen sind. Heute (Stand: 2019 oder früher) leben über 2000 Uiguren im Kayseri-Lager. Die meisten Uiguren in Kayseri waren ursprünglich Fabrik- und Bauarbeiter, die in Lagern und Zelten für Wanderarbeiter in Ürümqi gelebt hatten.
Anfang Juli 2015 nahm die Türkei rund 175 Uiguren auf, die von China nach Thailand geflüchtet waren. Zuvor kam es in Ankara und Istanbul zu teilweise gewalttätigen Protesten nationalistischer Türken gegen die chinesischen Behörden, die angeblich die uigurische Minorität daran hindern, das religiöse Fasten im Ramadan einzuhalten.
Das in Istanbul ansässige East Turkestan National Center gab die Anzahl der in der Türkei lebenden Uiguren nach einer Nachrichtenagenturangabe von 2019 mit 35.000 an. Anfang 2021 bezifferte die Deutsche Welle die Anzahl der Uiguren, die vorwiegend in den letzten vorangegangenen Jahren in die Türkei geflohen waren, auf 50.000. Damit handelt es sich bei den Uiguren in der Türkei um die weltweit größte uigurische Diaspora.

#### Diaspora in Deutschland

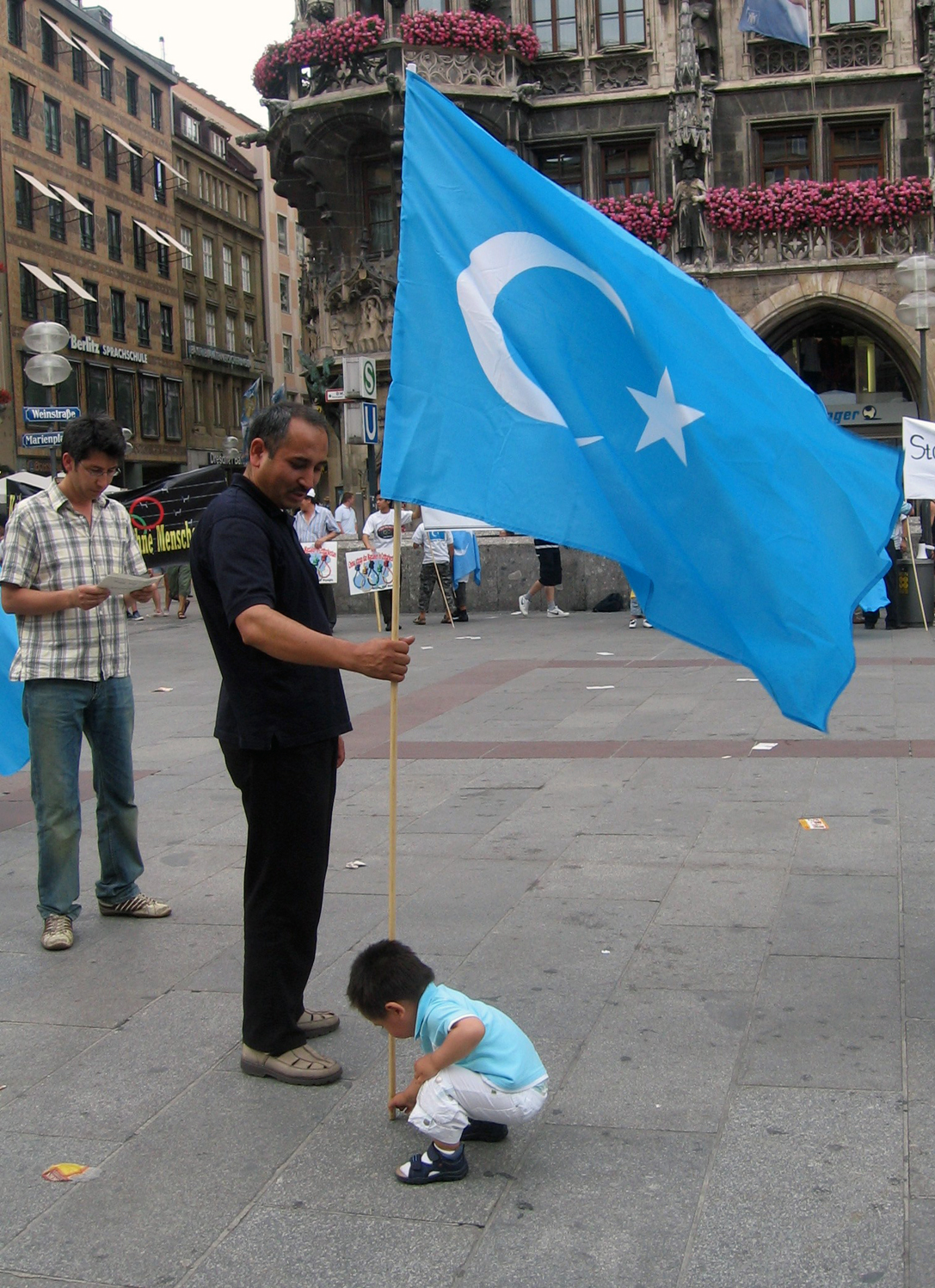
Pro-uigurische Demonstrationen in München (21. August 2008)

Die exil-uigurische Diaspora in Deutschland nimmt eine besondere Stellung ein und ist mit 2000 Mitgliedern die größte Europas. Sie ist in jüngster Zeit unter anderem durch den deutlichen Anstieg von Asylanträgen (2020: 193 Asylanträge) gewachsen. Auch zuvor kamen viele Uiguren in Deutschland als Asylsuchende ins Land. Sie stammen oftmals aus kleineren Städten und ländlich geprägten Gebieten in Xinjiang. Viele lebten auch in jüngster Zeit (Stand: 2011 oder früher) noch immer in Asylunterkünften, während andere als Flüchtlinge in Deutschland anerkannt wurden und eine Vielzahl von Beschäftigungen ausüben, darunter in der Informationstechnologie, in der politischen Interessenvertretung, im Reinigungsgewerbe oder in der Gastronomie, auch als Besitzer von Restaurants.
Eine besonders hohe Zahl an Uiguren in Deutschland lebt in und in der Nähe der Stadt München. Im Jahr 2009 waren 500 der 600 im Jahr 2019 700 der 1.500 und im Jahr 2022 800 der 2000 in Deutschland lebenden Uiguren in München ansässig. München gilt zugleich als größte uigurische Gemeinde in der gesamten europäischen Diaspora. Bei den meisten Uiguren handelte es sich laut einem Vertreter des Weltkongresses der Uiguren (WUC) um politische Flüchtlinge. Die Geschichte der Uiguren in München reicht in die Zeiten des Kalten Krieges in den 1970er Jahren zurück, als der US-amerikanische Sender Radio Liberty mit München als seinem Hauptquartier in Richtung Sowjetunion ausstrahlte. Er hatte auch ein uigurisches Programm, zu dem Dissidenten aus Xinjiang beitrugen, wodurch München seinen Ruf als politisches Zentrum der Exil-Uiguren erwarb. Bei den Uiguren der 1970er Jahre in München handelte es sich um die ersten Uiguren, die in den Westen gingen. München gilt jedoch nicht nur als „Exil-Hauptstadt der Uiguren in Deutschland“, sondern mit dem dort ansässigen WUC, der Dachorganisation für 32 uigurische Gruppen in 18 Ländern, auch als ein „Hauptquartier des uigurischen Widerstandes gegen China“. Der WUC engagiert sich für die Unabhängigkeit „Ost-Turkestans“ und organisiert nicht nur Demonstrationen und kulturelle Feste, sondern unterstützt auch Uiguren auf der Flucht. München ist als Sitz der Dachorganisation WUC auch Sitz kleinerer Gruppen wie dem Uigurischen Frauenverein München. Auch die Ostturkestanische Union in Europa agiert von München aus und organisiert regelmäßig Demonstrationen vor dem chinesischen Konsulat. WUC, Uigurischer Frauenverein München und Ostturkestanische Union in Europa wähnen sehen als Repräsentation der Uiguren in China an und treten oft zusammen auf Protest- und Kulturveranstaltungen in Aktion.
Viele Uiguren in der Diaspora sind Mitglieder von politischen Organisationen der Diaspora wie dem WUC und verbinden oft im Rahmen dieser Organisationen ihr privates mit öffentlichem Engagement, nehmen an Demonstrationen gegen Menschenrechtsverletzungen in China teil, bringen ihren Kindern uigurische Sprache und kulturelle Traditionen bei oder organisierten Gemeinschaftsfeiern für Festtage, wie die Frühlingsfeier Nowruz, die in München in den 2000er Jahren von der Ostturkistanischen Union in Europa e. V. veranstaltet worden sein soll.
Die Organisation des WUC geht laut Medienangaben auf Dolkun Isa zurück, den Anführer prodemokratischer Proteste an der Universität Xinjiang. Isa, heute Präsident des WUC, war 1994 zunächst in die Türkei und dann 1996 nach Deutschland geflüchtet. Die chinesische Regierung betrachtet ihn als Terroristen und lässt ihn von Interpol verfolgen. Sie hatte eine „Red Notice“ gegen Isa erlassen, die erst 2018 gelöscht wurde. Isas Angaben nach soll er in Italien beim Betreten des Senats aufgrund der „Red Notice“ verhaftet, aber dank der deutschen Regierung nicht nach China abgeschoben worden sein. Er gab weiter an, dass er ohne den Einsatz der deutschen Regierung gewaltsam nach China zurückgeschickt worden und „verschwunden oder getötet worden“ wäre. 2022 wurde Isa von der Menschenrechtsorganisation Gesellschaft für bedrohte Völker mit deren Ehrenmitgliedschaft ausgezeichnet.
Seit 2016, als noch 23 Uiguren Asylanträge in Deutschland stellten, nimmt die Anzahl der Uiguren aus China zu, die in Deutschland Asyl beantragen. Die Anzahl der in Deutschland Asyl beantragenden Uiguren stieg von 68 im Jahr 2018 auf 193 im Jahr 2019. Unter den chinesischen Asylantragstellern war dabei der Anteil der Uiguren besonders stark gestiegen. Auch waren dabei die Chancen auf Asylgenehmigung mit rund 96 % für Uiguren überdurchschnittlich hoch im Vergleich zur Gesamtzahl der Chinesen mit weniger als 19 %. Wie die Anzahl der uigurischen Asylbewerber steigt auch deren Schutzquote bereits seit 2016 an.

#### Diaspora in den USA

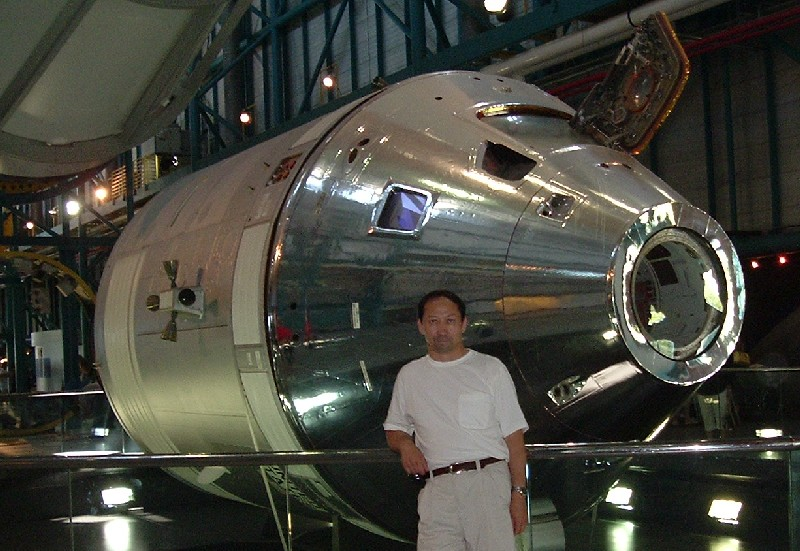
Erkin Sidick (Erkin Sidiq), uigurisch-US-amerikanischer Chefingenieur der NASA, Menschenrechtsaktivist und erster Ehrenvorsitzender der 2009 in Istanbul gegründeten Uyghur Academy (UA)

Uiguren sind auch in beträchtlicher Zahl in die USA ausgewandert. In den 1990er Jahren emigrierte eine Anzahl von Uiguren in die USA, bei denen es sich zum größten Teil um politische Flüchtlinge handelte, die damit auf eine anhaltende und rücksichtslose chinesische Repression reagierten. Auch die Uiguren aus der zentralasiatischen Region flüchteten in sichere Staaten wie die USA, um dort Asyl zu beantragen. Die Migrationsroute der Uiguren führt aufgrund der von den chinesischen Behörden auferlegten Beschränkungen zunächst in die zentralasiatischen Länder, in die Türkei, nach Deutschland und von dort in die USA.
Obwohl die Uiguren in den USA als kleine Diaspora-Gruppe gelten, haben sie sich durch ihr ethnisches Bewusstsein als Uiguren hervorgetan und wurden zu einer der erfolgreichsten Diaspora-Gemeinschaften in den USA. Die Mitglieder der uigurischen Diaspora in Amerika zeichnen sich durch besonderen Erfolg in einer Vielzahl von Branchen und Dienstleistungen aus, wie Journalismus, Recht, Elektronik, Telekommunikation und Computer, Stromerzeugung und Bankwesen. Die Bevölkerung der heute (Stand: 2010) rund 1000 Uiguren in den USA konzentriert sich vorwiegend in Orten wie Washington, D.C., Virginia, Maryland und der kalifornischen Stadt Los Angeles. Das Fortbestehen ihrer Verbundenheit mit der uigurischen Kultur auch in der Diaspora zeigt sich in ihren traditionellen Festen und Zeremonien sowie in anderen soziokulturellen Aktivitäten. Neben uigurischen Magazinen, Zeitungen und Literatur existieren auch Internet-Websites, die ausschließlich für Uiguren erstellt wurden und ebenfalls separatistisch für die Schaffung eines uigurischen Staates ausgerichtet sind.
Die in die USA eingewanderten Uiguren legen ihren Fokus auf Menschenrechtsverletzungen und Opposition gegen China, nicht jedoch auf den Islam. Zu den uigurischen Organisationen in den USA gehört die Uyghur American Association (UAA) mit Sitz in Washington und die ebenfalls in Washington ansässige Exilregierung der Republik Ostturkestan (The Government-in-Exile of East Turkistan Republic). Die Exilregierung der Republik Ostturkistan wurde am 14. September 2001 von ihrem derzeitigen Ministerpräsidenten Anwar Yusuf Turani gegründet, um in Amerika Öffentlichkeitsarbeit über die Geschichte, Kultur und aktuelle politische Situation der Uiguren in „Ostturkistan“ (Xinjiang) zu betreiben. Die UAA ist ein prominenter uigurischer Kulturverein und dient als Dachorganisation für die in verschiedenen Teilen der USA und Kanadas lebenden Uiguren. Hauptziele der UAA sind zum Ersten die Förderung von Aktivitäten zum besseren Verständnis der uigurischen Kultur und des Informationsaustauschs zwischen Uiguren in Amerika und Uiguren in anderen Teilen der Welt. Zum Zweiten strebt die Vereinigung die weltweite Sammlung aller Uiguren zum Kampf für eine unabhängige Republik Ostturkistan an. Die UAA betreibt seit 2004 das Uyghur Human Rights Project (UHRP), das darauf abzielt, Druck auf China auszuüben, um die Verfolgung von Uiguren und politischen Gefangenen zu beenden, negative Folgen von Entwicklungsprojekten in vorwiegend uigurisch besiedelten Teilen Xinjiangs zu überwachen und in Zusammenarbeit mit den USA und anderen weltweit einflussreichen Staaten wie Deutschland und Großbritannien wichtige Informationen über die Uiguren auszutauschen. Die UAA war maßgeblichen Anteil an der Internationalisierung der Rebiya Kadeer-Frage. Die intensive Lobbyarbeit der UAA, der Appell uigurischer Diaspora-Organisationen und Menschenrechtsgruppen wie Amnesty International und Human Rights Watch sowie der Druck der US-Regierung führte einen Tag vor dem Besuch der US-Außenministerin Condoleezza Rice in China im April 2005 zur Entlassung Kadeers durch die chinesischen Behörden. Der chinesische Staat reagierte mit Verärgerung darüber, dass der WUC-Präsidentin Rebiya Kadeer Asyl in den USA gewährt wurde.
Die Uiguren in den USA verfügen über etwas andere Charakteristika in Bezug auf ihren Status vor der Auswanderung als etwa jene in Deutschland, da viele Uiguren in den USA im Gegensatz zu denen in Deutschland als Studenten aus städtischen Zentren in Xinjiang und mit Bildungshintergrund in die USA kamen und einige einen Akademischen Grad in verschiedenen Berufsrichtungen vorweisen konnten. Uiguren in und um Washington, D.C. engagieren sich üblicherweise aktiv für politische Interessen und nutzen ihre Netzwerke, um ihre Angelegenheiten in Regierungskreisen öffentlich bekannt zu machen. So sensibilisiert die Charta der UAA zum Beispiel für die kulturelle und politische Situation in Xinjiang und bietet Uiguren ein virtuelles Forum, um lokal und weltweit miteinander in Kontakt zu treten. Andere Programme wie das UHRP konzentrieren sich ausschließlich auf Menschenrechte, Religionsfreiheit und Demokratie in Xinjiang.
Bei dem von den USA finanzierten und in Washington ansässigen Nachrichtensender Radio Free Asia arbeiten mehrere Uigurisch sprechende oder ethnisch-uigurische Journalisten für den uigurischen Dienst des Senders, der eine aggressive Berichterstattung über die Situation in Region Xinjiang anbietet. Sie haben die harten Bedingungen in den Lagern Xinjiangs und Todesfälle in Polizeigewahrsam dokumentiert. Nachdem die chinesische Regierung seit 2017 massenhaft Uiguren und andere Mitglieder von Minderheitengruppen in politischen Umerziehungslagern inhaftiert hatte und die RFA-Reporter über das breit angelegte Vorgehen des chinesischen Staates berichtet hatten, wurden laut RFA-Angaben von Februar 2018 enge Verwandte von mindestens fünf der Journalisten des uigurischen Dienst von RFA von chinesischen Behörden festgenommen oder verschwanden. Bei mindestens drei der Reporter (Shohret Hoshur, Gulchehra Hoja und Mamatjan Juma) handelte es sich laut RFA um US-amerikanische Staatsbürger, während mindestens ein Reporter (Kurban Niyaz) als dauerhafter Einwohner der USA über eine Niederlassungserlaubnis (Green Card) verfügte.

#### Andere Staaten
Der in Beijing geborene und vor allem unter seinem chinesischen Namen Wu'erkaixi bekannt gewordene uigurische Aktivist Urkesh kann als ein Beispiel für Uiguren gelten, die außerhalb von Xinjiang eine wichtige Rolle eingenommen haben. Uiguren wie die Familie von Urkesh hat es aus verschiedenen Gründen in Städte im Inneren China gezogen. Urkesh gehörte zunächst zu den prominentesten Studentenführern der Tiananmen-Proteste von 1989, war nach der Niederschlagung der Tiananmen-Proteste die zweitmeist gesuchte Person auf der Fahndungsliste und setzte seinen pro-demokratischen Aktivismus gegen die chinesische Regierung dann als bekannter Dissident aus dem Exil in Taiwan fort, wo er seit 1996 lebt und auch gegen die Politik Xi Jinpings und den seiner Ansicht nach seit etwa 1950 andauernden Versuch der KPCh, „den Geist der Uiguren zu brechen“, eintritt. Als Ursache für die rücksichtslose Unterdrückung der muslimischen Bevölkerung Xinjiangs sieht er vorauseilendem Gehorsam der Regionalregierung gegenüber der chinesischen Zentralregierung an. Seine wiederholten Bemühungen bei chinesischen Behörden in Macau, Tokio, Washington und Hongkong in den Jahren 2009 bis 2013 um eine Rückkehr nach China für ein Treffen mit seinen Eltern, denen eine Ausreise zu diesem Zweck untersagt wurde, lehnten die chinesischen Behörden beharrlich ab.
In den späten 1940er Jahren wanderten Tausende Uiguren aus Sorge vor Verfolgung durch die chinesischen Kommunisten nach Pakistan aus. In Gilgit, einer Grenzstadt zwischen Kaschgar und Rawalpindi, lebten zu Beginn des 21. Jahrhunderts viele ihrer Nachkommen. Zu dieser Zeit lebten auch einige hundert uigurische Studenten in Pakistan und studierten in den meisten Fällen an den staatlich betriebenen Schulen die islamische Religion. Die in Pakistan lebenden Uiguren sind in gewisser Hinsicht recht weit in die Lokalbevölkerung assimiliert, indem beispielsweise Eheverbindungen zwischen Uiguren und Pakistani sehr verbreitet sind und die meisten Uiguren – unabhängig von Alter oder Geschlecht – in ihrer Gemeinschaft Urdu als Sprache gegenüber Uigurisch bevorzugen. Viele Uiguren Pakistans betreiben kleine Geschäfte.
In Saudi-Arabien lebten zu Beginn des 21. Jahrhunderts schätzungsweise zumindest einige hundert Uiguren. In wirtschaftlicher Hinsicht sind die Uiguren in Saudi-Arabien recht gut in die Gesellschaft vor Ort integriert und besetzen in einigen Fällen wichtige Funktionen in der öffentlichen Verwaltung und in großen Privatunternehmen. Uiguren in Saudi-Arabien verfügen über großen Einfluss auf die uigurischen Auswanderer in anderen Staaten. Trotz des strengen staatlichen Verbots von politischen Aktivitäten in Saudi-Arabien unterstützen Uiguren aus Saudi-Arabien die uigurische Bewegung weltweit und nachdrücklich und unterstützen uigurische Emigranten bei der Niederlassung in ihren neuen Aufnahmeländern.

## Geschichte
Etwa vom 8. bis 15. Jahrhundert n. Chr. haben die Uiguren eine herausragende Rolle in der Geschichte Chinas und Innerasiens gespielt. Sie gründeten im 8. Jahrhundert das Uigurische Kaganat. Nach dessen Untergang im 9. Jahrhundert entstehen zwei Nachfolgereiche der Uiguren: In der Gansu-Region das der Gansu-Uiguren und im Tarimbecken das Reich von Kocho.
Nach diesem mittelalterlichen Volk haben sich im 20. Jahrhundert die Uiguren der Modernen Geschichte benannt, bei denen es sich um eine turksprachige, muslimische Gruppe mit turko-persischen Traditionen handelt, die insbesondere im Tarimbecken lebt.

### Uiguren im Mittelalter
Zu Beginn des 8. Jahrhunderts gingen die Uiguren aus der großen Konföderation turkischer Stämme mit gefestigter eigener politischer Identität hervor, die die Herrschaft über die Steppenregion anstrebten und in den folgenden sechs Jahrhunderten eine aufsehenerregende Machtentfaltung erlebten, indem sie zunächst ein Steppenreich etablierten, nach dessen Auflösung in den Grenzgebieten zwischen China und der Steppe ein wirtschaftlich ausgerichtetes Königreich etablierten und sich schließlich der Steppen-Stammeskonföderation unter Dschingis Khan anschlossen, bis ihre Existenz als politische Einheit nach dem Untergang des Mongolischen Reiches Mitte des 14. Jahrhunderts ein Ende fand. Bei der Bezeichnung „Uiguren“ handelte es sich in diesen mittelalterlichen Zeiten nicht um eine ethnische, tribale oder territoriale Bezeichnung, sondern um eine politische Identität.
Als die Uiguren zunächst 742 – in Allianz mit den Stämmen der Basmıl und Karluken – das östliche oder zweite Reich der Türk (682–743/744) und daraufhin – diesmal zusammen mit den Karlucken und Oghusen – das Kaganat der Basmıl (742–744) stürzten, womit sie das Uigurische Kaganat (744–840) begründeten, wurden sie zum bekannten Gegenstand der weltgeschichtlichen Ereignisse.
Schon längere Zeit bekannt waren sie allerdings den Chinesen, deren Berichte die fast ausschließlichen Quellen über die uigurische Frühgeschichte liefern. Der Name der Uiguren wird in den alttürkischen Runeninschriften zwar bereits erwähnt, doch sind erst aus den uigurischen Inschriften aus der Zeit des Uigurischen Kaganats etwas detailliertere Informationen über Geschichte und Kultur zu entnehmen, wie etwa ihre sich aus den chinesischen Quellen kaum zu erschließende Zugehörigkeit zu den turksprachigen Völkern.

### Uiguren in der Moderne
Zu Beginn des 20. Jahrhunderts gab es keine sich selbst als „Uiguren“ bezeichnende Bevölkerungsgruppe, doch herrschte im Tarimbecken bereits seit mehreren Jahrhunderten eine turksprachige Bevölkerung vor. Intellektuelle und Aktivisten aus dieser Bevölkerung, die durch verschiedene Gemeinsamkeiten verbunden war – wie islamischer Glaube, eher sesshafte als nomadische Lebensweise, Ost-Turki-Dialekte als Muttersprache und historischer Hintergrund in der Qing-Provinz Xinjiang – versuchten zu diesem Zeitpunkt, für sich eine neue, ethnonationale Identität zu begründen. Nachdem 1910 Uiguren im russisch kontrollierten Ferghana und Semiretschje die historische Verbindung mit den mittelalterlichen Uiguren für sich angenommen hatten, wurde die Bezeichnung „Uiguren“ auf einer Konferenz in Taschkent 1921 auch von der „Arbeiter- und Bauernorganisation von Altishahr und der Dsungarei“ angenommen, die sich nun „Organisation der revolutionären Uiguren“ nannte. Die Bezeichnung der Islamischen Republik Ostturkestan von 1933 bis 1934 als „Republik Uiguristan“ spiegelte bereits die zunehmende Verwendung des Ethnonyms „Uiguren“ wider, mit dem inzwischen aus dem Tarim-Becken stammende, sesshafte Türken identifiziert wurden und die Regierung Sheng Shicais etablierte das Ethnonym „Uiguren“ von offiziell chinesischer Seite. Da ethnische Kategorien wie „Uiguren“ oftmals real existierende kulturelle, sprachliche und teilweise physische Unterschiede zwischen den Bevölkerungen Xinjiangs abbildeten, fanden sie in den späten 1930er und 1940er Jahren allgemeine Anerkennung.
Die Vorfahren der Uiguren wurzeln im Zentralasien des ersten Jahrtausends v. Chr. und sind auf alte Gruppen turksprachiger Stämme zurückzuführen. In chinesischen Quellen werden die Ahnenstämme der Uiguren „Di“, „Chidi“, „Xiongnu“, „Dingling“ und „Gaoche“ benannt, die entlang der alten Seidenstraße nördlich der Tangri-Tagh-Berge und entlang der Flüsse Selenga und Orchon lebten. Dieses Gebiet wurde später als das Uigurische Khaganat bekannt. Die sozialen und kulturellen Aktivitäten der Uiguren finden sich in historischen und archäologischen Materialien bronze- und eisenzeitlicher Epochen bis zur Neuzeit wieder.
Einige Ethnologen sehen in den heutigen Uiguren eine Vermischung turkomongolischer Volksgruppen mit indogermanischen Tocharern und iranischen Sogdern. Eine altaische Substrat-Verwandtschaft sowohl uigurischer als auch alttürkischer Stämme mit den Tocharern bleibt jedoch bisher aus sprachwissenschaftlicher Perspektive aufgrund fehlender zeitlicher und komparativer Kohärenzen unbewiesen.

### Unterdrückung seit 2014
Insbesondere seit 2017 geht die chinesische Regierung unter Berufung auf die Notwendigkeit größerer innerer Sicherheit mit einer besonders tiefgreifenden und repressiven Strategie gegen Uiguren in Xinjiang vor, zu der unter anderem Masseninternierungen, umfassende Umerziehungsmaßnahmen und erhöhter Druck auf die uigurische Diaspora gehören.
Vonseiten verschiedener westlicher Wissenschaftler wird als Ziel der chinesischen Politik in Xinjiang die „Sinisierung“ indigener Kulturen und die vollständige „Transformation“ der Gedanken und Verhaltensweisen der uigurischen Gemeinschaft beschrieben, sowie eine „bewusste Politik des Auslöschens des uigurischen kulturellen Gedächtnisses“ (Rachel Harris, SOAS University of London), die „Auslöschung eines einheimischen Wissenssystems und der die Grundwerte des uigurischen Lebens ausmachenden Grundelemente: Sprache, Religion und Kultur“ (Darren Byler, University of Colorado Boulder) und der Versuch, die Erfahrungen und Identitäten der Uiguren von ihrer Landschaft zu trennen (Rian Thum, University of Nottingham). Der in den USA ansässige Thinktank Newlines Institute for Strategy and Policy veröffentlichte in Zusammenarbeit mit dem in Kanada ansässigen Raoul Wallenberg Centre for Human Rights 2021 einen Bericht von über 30 internationalen Fachleuten, der der chinesischen Führung vorwarf, die staatliche Verantwortung für einen anhaltenden Genozid gegen die Uiguren zu tragen und gegen die Genozidkonvention von 1948 zu verstoßen. Ein von Human Rights Watch und der Universität Stanford 2021 erstellter Bericht wirft der chinesischen Regierung vor, nahezu alle in Art. 7 des Römischen Statuts des Internationalen Strafgerichtshofs (IStGH) aufgeführten Verbrechen gegen die Menschlichkeit an den Uiguren und anderen turkstämmigen Muslimen in Xinjiang begangen zu haben und für eine „weit verbreitete und systematische Politik der Masseninternierungen, Folter und kulturellen Verfolgung verantwortlich“ zu sein.
Von politischer Seite ordneten verschiedene westliche Staaten im Jahr 2021 das Vorgehen des chinesischen Staates gegenüber den Uiguren Xinjiangs offiziell als „Genozid“ ein. Nach Auffassung der deutschen Bundesregierung zielen die Maßnahmen der chinesischen Politik auf die „Sinisierung“ der religiösen und kulturellen Identitäten der Minderheiten in Xinjiang und Tibet ab. Im März 2021 verhängten die USA, Großbritannien, Kanada und die Europäische Union miteinander koordiniert Sanktionen über ehemalige und amtierende chinesische Funktionäre aufgrund mutmaßlicher Menschenrechtsverstöße in Xinjiang. Die UNO-Menschenrechtskommissarin fordert eine gründliche und unabhängige Bewertung der Berichte über willkürliche Internierungen, Misshandlungen, sexuelle Gewalt und Zwangsarbeit in Xinjiang.
Die Vereinten Nationen riefen im August 2018 China dazu auf, die Masseninhaftierungen in den damals von China geleugneten Einrichtungen zu beenden und versuchten seit 2018, die Gewährleistung des uneingeschränkten Zugangs zur Region Xinjiang für UN-Vertreter mit der VR China auszuhandeln, um den Vorwürfen von an Uiguren und anderen muslimischen Minoritäten in Xinjiang begangenen Menschenrechtsverletzungen vor Ort durch eine Untersuchung nachzugehen. Die VR China lehnte die Durchführung einer Untersuchung durch UN-Vertreter in Xinjiang offiziell ab. Die UNO-Menschenrechtskommissarin forderte eine gründliche und unabhängige Bewertung der Berichte über willkürliche Internierungen, Misshandlungen, sexuelle Gewalt und Zwangsarbeit in Xinjiang und gab Ende August 2022 die Veröffentlichung eines Berichts ihres Büros zur Menschenrechtslage in Xinjiang frei, der mögliche Verbrechen der chinesischen Führung gegen die Uiguren und andere ethnische Minderheiten einräumte und den Vorwurf „schwerer Menschenrechtsverletzungen“ in Xinjiang erhob, die dem Bericht zufolge Verbrechen gegen die Menschlichkeit darstellen könnten.

## Kultur und Gesellschaft

### Geschichtliche Einflüsse

Das Netz der antiken Seidenstraße im 1. Jahrhundert n. Chr. mit den im Norden über Turpan und Gulja (Yining) und im Süden entweder über Aksu und Kaschgar oder über Hotan und Kaschgar führenden Handelsrouten

Die uigurische Zivilisation hat sich innerhalb der zentralasiatischen Oasen-Städte der Seidenstraße entwickelt, namentlich in Aksu, Kaschgar, Hotan und Turpan. Entlang der Seidenstraße kam es durch prosperierenden Handel zu einem vielfältigen Austausch unterschiedlichster Kulturen und Interessen. In der Region trafen sich aus dem Norden und Nordosten stammende nomadische Hirten wie die Mongolen ebenso wie aus dem Süden von Indien und Tibet kommende Hindus und Buddhisten, während aus dem Osten Han-Chinesen kamen und aus dem Westen wiederum Tocharer, Sogdier und Iraner. Diese verschiedenen Menschen und Völkerschaften trieben Handel und siedelten sich an. Im Laufe ihrer Geschichte war die Region Xinjiang insbesondere aufgrund ihrer zentralen Lage entlang der „Seidenstraße“ in hohem Maße von kulturellem Austausch zwischen Ost und West geprägt. Zahllose Menschen reisten als Händler, Migranten und Pilger weiter entlang diesem Netz von Handelswegen, auf denen sowohl zwischen den einzelnen Oasen, als auch zwischen den Berg- und Steppenregionen Zentralasiens der Transport von Menschen Religionen, Ideen, Technologien und Gütern stattfand.

### Heutige Situation
Dass die Region auch heute noch auf einer „eurasischen Kreuzung“ liegt, lässt sich besonders an den verschiedenen politischen, kulturellen und religiösen Einflüssen erkennen, die ihren Niederschlag in der lokalen Architektur, Sprache und Identitätsbildung gefunden haben. Auch die Vielfalt an Genres und Stilformen von Volksmusik, Poesie, Tanz, Kunst und Erzählungen der Uiguren ist ein Ausdruck ihrer ebenfalls vielfältigen und komplexen Geschichte.
Die Uiguren gelten als die den Han-Chinesen kulturell und sprachlich divergierendste ethnische Gruppe in China. Die uigurische Sprache ist eine eigenständige Turksprache und grundlegend verschieden von den vorherrschenden chinesischen Sprachen und Dialekten. Die uigurische Kunst und Architektur blickt vielmehr auf Traditionen osmanischer und türkischer Kunstgeschichte zurück, als dass sie mit den künstlerischen Praktiken Zentralasiens vergleichbar wäre.
In China stellen die Uiguren die bevölkerungsreichste ethnische Gruppe der muslimischen Turkvölker dar. Die vier anderen Turkvolk-Nationalitäten sind nach Bevölkerungsanzahl geordnet die Kasachen, Kirgisen, Usbeken und Tataren. Den Uiguren kulturell und sprachlich sehr ähnlich sind die Usbeken. Tatsächlich werden Usbeken und Uiguren in Teilen Zentralasiens als Angehörige derselben ethnischen Gruppe angesehen, und auch die Uiguren heben die sprachliche und kulturelle Nähe zu den Usbeken oft hervor.
In den 1980er Jahren bis in die 2010er Jahre erlangte ein modernes Konzept „uigurischer Bräuche“ in Xinjiang Popularität, das aber nach 2016 seinen Niedergang erlebte. Denn der Versuch uigurischer Intellektueller zwischen der modernen chinesischen Gesellschaft und den uigurischen Gemeinschaften zu vermitteln und durch kulturelles Schaffen eine spezifisch uigurische Moderne vorzustellen, endete abrupt mit der Inhaftierung vieler ihrer Protagonisten und dem allgemeinen harten Durchgreifen des Sicherheitssektors gegen Minderheiten und ihre Kultur in Xinjiang ab 2017.

### Identität
Aus etischer Perspektive können Uiguren entweder als eine der offiziell anerkannten Minderheitsnationalitäten (少数民族) der VR China betrachtet werden – wie etwa auch Tibeter und Mongolen – oder aber als einzige der zentralasiatischen Nationalitäten (Nationen) – wie etwa Usbeken und Tadschiken –, die keinen eigenen unabhängigen Nationalstaat besitzt. Kulturell sind die Uiguren als zentralasiatisch einzuordnen, doch liegt ihre Heimat zum größten Teil innerhalb der heutigen Staatsgrenzen Chinas.
Aus emischer Perspektive sehen sich die Uiguren den zentralasiatischen Völkern kulturell und ethnisch als nahestehend an. Ein bedeutender Aspekt der heutigen uigurischen Kultur ist der Wunsch nach Unabhängigkeit. Angesichts der kulturellen und religiösen Unterschiede zwischen uigurischen Chinesen einerseits und stärker sinisierten Minderheiten und Han-Chinesen andererseits, steht der Wille zur Unabhängigkeit für die uigurische Identität im Vordergrund. Ein uigurischer Separatismus findet allerdings nicht nur wenige Anhänger, ist lediglich locker organisiert und verfügt über mangelhafte Ressourcen, sondern kann auch auf keinen Konsens oder eine gemeinsame Agenda der Uiguren zurückgreifen. Denn während einige Uiguren Unabhängigkeit anzielen und manche anderen lediglich die Wahrung kultureller Unterschiede und einen autonomen Status der Region Xinjiang innerhalb Chinas anstreben, wünschen sich wiederum andere Uiguren eine noch bessere Integration in das chinesische System. Die Selbstidentifikation der Uiguren ist nicht einheitlich ausgeprägt, sondern weist unterschiedliche Formen auf, die zudem häufig fließend ineinander übergehen. Von einer pantürkisch ausgerichteten Gruppierung, die eine Form der uigurischen Identität vertritt, für die sie in Menschenrechtsangelegenheiten Unterstützung westlicher Staaten gegen die chinesischen Behörden sucht, kann eine panislamisch orientierte Gruppierung unterschieden werden, deren uigurische Selbstidentifikation antiwestliche und antiamerikanische Züge aufweist. In den Nachfolgestaaten der Sowjetunion leben zudem uigurische Diasporas, die eher mit Afghanen und Russen Umgang pflegen als mit Türken.
Das Feiern religiöser Feste wie roza heyt (Fest des Fastenbrechens), qurban heyt (Opferfest) und noruz (Neujahrsfest), Hochzeiten, Bestattungsriten, Zusammenkünfte zur Beschneidung von Jungen, Ausflüge auf die Nachtbazare und in für uigurisches Publikum bestimmte Diskotheken sind Ereignisse, die die Mehrheit der Uiguren gemeinsam miteinander unternehmen, auch unabhängig davon, ob sie sprachlich bevorzugt in einer sinisierten Umgebung agieren. Diese vielfältigen Aktivitäten werden nur von Uiguren gemeinsam besucht und tragen daher zur Schaffung eines Gemeinschaftsgefühls unter Uiguren bei, während Han-Chinesen nur gelegentlich als Gäste teilnehmen.
In Bezug auf die politische Organisation herrschten vom 9. bis zum 13. Jahrhundert n. Chr. uigurische Könige über einen Großteil des nördlichen Turpan-Beckens, und im 17. Jahrhundert konsolidierten Naqschbandīya-Sufis die Macht über das südliche Tarim-Becken, bis Qing-Soldaten sie Mitte des 18. Jahrhunderts stürzten. Xinjiang wurde damit recht spät in das chinesische Reich eingegliedert. Die Uiguren hatten andere historische Beziehungen zur Han-Mehrheit und zum chinesischen Staat als etwa die Hui-Chinesen und waren im Gegensatz zu diesen nicht geografisch über ganz China verteilt, sondern in Xinjiang konzentriert. Insbesondere Oasenstädte im Süden von Xinjiang, wie Kaschgar und Yarkant, bildeten Ballungszentren. Als Folge sprachlicher, ethnischer, religiöser und historischer Kulturbildung, haben die Uiguren einen starken Identitätssinn entwickelt, der sich weitgehend von jenem der Han- und Hui-Migranten in Xinjiang abgrenzen lässt.

#### Äußerliche Unterschiede zur Mehrheitsgesellschaft
Die muslimischen Turkvolk-Minderheiten von Xinjiang, wie Uiguren und Kasachen, sind Türken weitaus ähnlicher als chinesischstämmigen Ethnien. Die Uiguren sprechen eine eigene Sprache, die sich als Turksprache von den chinesischen Sprachen abhebt. Die Fachenzyklopädie Muslim Peoples: A World Ethnographic Survey beschrieb die phänotypischen Merkmale der uigurischen Ethnie noch 1984 als „relativ große Menschen mit braunen Haaren, brauner oder hellerer Augenfarbe, Adlernasen und heller Haut“. Nach Angaben der Enzyklopädie waren unter uigurischen Männern „dicke Schnurrbärte und Bärte der türkischen Völker Zentralasiens“ beliebt.
Infolge der Abhebung von den Chinesen und Ähnlichkeit zu den Völkern Zentralasiens identifizieren sich die Uiguren stark mit turksprachigen Muslimen in Zentralasien.

#### Tracht und Mode
Noch im 19. Jahrhundert herrschte in der ostturkestanischen weiblichen Altishahri-Bevölkerung (heutige Uiguren) die gleiche Haartracht wie bei den übrigen Turkvölker, wobei die Mädchen einen langen, mit Bändern geflochtenen Zopf trugen, der frei am Rücken herabhing, die Frauen dagegen mehrere kleine Zöpfe.
1984 berichtete Schwarz, dass die meisten stadtbewohnenden uigurischen Männer westliche Kleidung angenommen haben wie Anzüge und die käpkä, eine Schirmmütze nach russischer Art, während traditioneller Eingestellte weiterhin eine runde doppa (Mütze) trugen. Während sich viele jüngere Männer bereits barhäuptig bewegten, hielten ältere Männer noch weiterhin am Brauch fest, ihre Köpfe in der Öffentlichkeit zu bedecken, ob mit einer doppa oder einer käpkä. Die doppa wurde dabei in der Regel nicht zusammen mit chinesischen Stoffschuhen getragen, sondern nur mit Lederschuhen.
Frauen trugen laut Schwarz (1984) fast überall, so auch in großen Städten, das traditionelle, locker sitzende Baumwollkleid, in der Regel mit großen Blumenmustern, sowie dazu ein Kopftuch oder eine doppa als Kopfbedeckung. In den 1990er Jahren begann eine lokale Wiederbelebung des Islams in Xinjiang, die paradoxerweise durch die zunehmende staatliche Kontrolle von Religion und Kultur nach den Unruhen in Ürümqi von 2009 beschleunigt wurde. Indem die Regierung versuchte, von ihr als Bedrohung durch Separatismus empfundene Strömungen zu unterdrücken, entfremdete sie die Uiguren noch weiter und förderte somit deren Frömmigkeit nicht nur in der Religionsausübung, sondern auch in ihrem äußerlichen Erscheinungsbild. So konnte man laut der Ethnologin und Politologin Smith Finley im Jahr 2004, als das Wiederaufleben des Islams an Tempo zunahm, im uigurischen Bezirk von Ürümqi häufig Frauen und selbst junge Mädchen sehen, die Niqab oder Hidschāb trugen. Bis 2009 bildeten Frauen, die sich auf diese Weise vollständig verschleierten, jedoch eine winzige Minderheit und hoben sich sowohl von dem traditionellen leichten Kopftuch ab, das über den Haaren hinter dem Nacken zusammengebunden war, als auch von den vielen – in der Regel gebildeten – Frauen, die sich mit unbedecktem Kopf in der Öffentlichkeit bewegten. Nach 2009 kam es zu einer Veränderung, die sich in einer sichtbaren und umstrittenen Kleidungswahl von Frauen ausdrückte. Im uigurischen Teil Ürümqis bedeckten sich nun zahlreiche junge Frauen in der Öffentlichkeit mit einer von den Uiguren „arabischer Stil“ genannten Kleidung, einige auch mit körperlangen schwarzen Roben und darunter mit dem Niqab-Gesichtsschleier, während andere alternativen Moden folgten und ihre Köpfe mit Imitaten karierter Burberry-Schals bedeckten. Noch im Jahr 2016 trugen viele junge Frauen in Ürümqi in Anlehnung an den globalen Modetrend für muslimische Frauen eine Kopfbedeckung im Turban-Stil oder eine abgewandelte Version des Hidschāb, während sich im Süden bereits die repressiven Maßnahmen des chinesischen Staates auf die Kleidung und Mode der Bevölkerung auszuwirken begannen.
Mit der Implementierung der „De-Extremisierungs“-Verordnungen seit 2017 wirkte sich die erzwungene Säkularisierung auch auf das äußere Erscheinungsbild der uigurischen Bevölkerung aus. Aufdringliche staatliche Kontrollen auf religiöse Kleidung führten dazu, dass Schleier und Kopftücher verschwanden, Frauen kürzere Kleidung und Männer kein Barthaar mehr trugen. Im Sommer 2018 sah man in Ürümqi kaum noch mehr als hauchdünne Chiffon-Kopftücher, während in Kaschgar bereits keinerlei Kopfbedeckungen mehr zu finden waren. Entsprechend waren bis auf die Alten auch die uigurischen Männer, die bis dahin Bärte oder zumindest einen Schnurrbart getragen hatten, glatt rasiert.

#### Verhältnis zu China

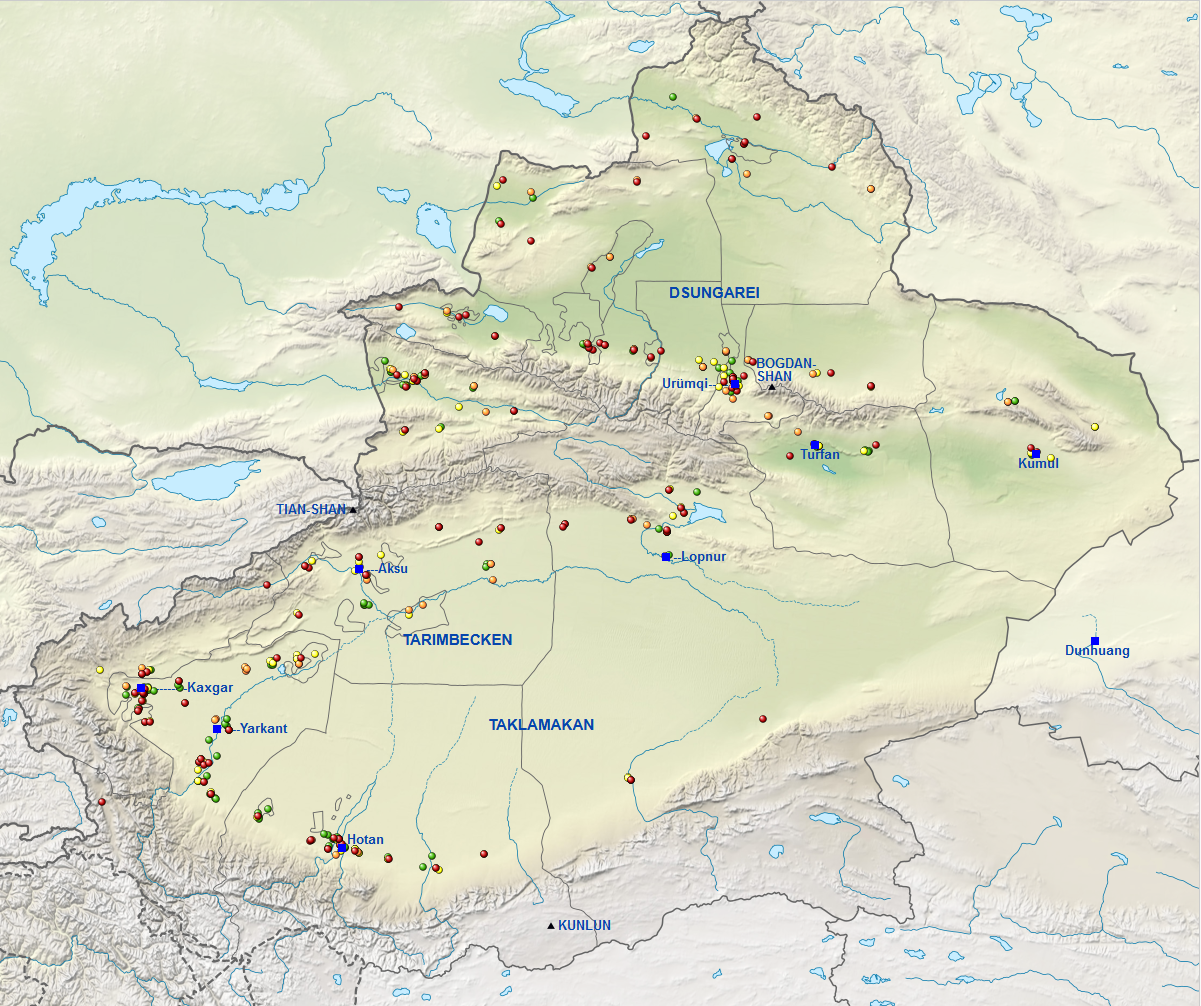
Mutmaßliche Umerziehungs- und Hafteinrichtungen in Xinjiang, die seit 2017 erbaut oder erheblich erweitert wurden
(Quelle: ASPI-Studie vom 24. September 2020)
Legende:
- : Umerziehungseinrichtung geringer Sicherheitsstufe
- : Umerziehungseinrichtung höherer Sicherheitsstufe
- : Hafteinrichtung
- : Gefängnis mit höchsten Sicherheitsvorkehrungen
- : Umerziehungs- oder Hafteinrichtung ohne Einordnung der Sicherheitsstufe
- : Gebirge
- : Stadt

Während die Handhabung der Minderheitenfrage durch die Kommunistische Partei Chinas für die meisten der 55 offiziell anerkannten Minoritäten Chinas im Großen und Ganzen als recht erfolgreich bewertet werden kann, ist sie für zwei der Minderheiten – namentlich die Tibeter und die Uiguren – nicht oder nur sehr unzureichend gelungen. Ein wesentlicher Unterschied zwischen den Tibetern und Uiguren einerseits und den anderen ethnischen Minderheiten andererseits besteht darin, dass die separatistischen Bewegungen unter diesen beiden weitaus hartnäckiger waren. Außerdem sind die Unterschiede zwischen ihnen und den im Staat dominierenden Han-Chinesen größer und tiefergehend als bei den meisten anderen Minderheiten. Wesentlich stärker ausgeprägt als bei anderen Minderheiten ist bei ihnen eindeutig das Bestehen auf einer starken Identität einerseits und die Abneigung – insbesondere unter politischen und kulturellen Eliten – zur Akzeptanz der chinesischen Hoheitsgewalt. Zwischen ihnen als ethnischen Minderheiten auf der einen Seite und den Han-Chinesen sowie dem chinesischen Staat auf der anderen Seite herrscht eine vergleichsweise hohe Intoleranz. Im Gegensatz zu den ebenfalls muslimischen Hui-Chinesen verbinden sich die Uiguren selten ehelich mit Han-Chinesen.
Junge Uiguren sind heute von Restriktionen staatlicher Politik sowohl in Bezug auf ihre Religion als auch in Bezug auf ihre Kultur betroffen. Zwar unterliegen uigurische und muslimische Schüler trotz des allgemeinen chinesischen Gesetzes, nachdem religiöse Praktiken in Schulen nicht erlaubt sind, offenbar einer flexibleren Handhabung und können Hidschāb (im Fall der Mädchen) und doppa (im Fall der Jungen) in der Schule tragen oder in separaten Cafeterien Mahlzeiten ohne Schweinefleisch erhalten. Uigurischen Studenten wird jedoch das Praktizieren des Islams im öffentlichen Raum verboten. So dürfen sie weder die Moschee besuchen, noch im Koran lesen oder während des Fastenmonat Ramadan fasten. Uiguren an Universitäten werden davon abgehalten, den doppa genannten, traditionellen uigurischen „Hut“ zu tragen. Das gleiche gilt für den burut genannten Oberlippenbart, der für viele uigurischen Männer ein Symbol für Männlichkeit darstellt. Diese religiösen und kulturellen Restriktionen stellen eine Bedrohung für das Fortbestehen ihrer ethnischen Identität dar.
Während die ebenfalls muslimischen Hui-Chinesen oft als vorbildliche Minderheit wahrgenommen werden, die sich als „gute Muslime“ an der Staatsmacht beteiligen, werden die Uiguren im Gegensatz dazu als „schlechte Muslime“ dargestellt, allerdings in Verkennung der historischen Realität, da auch die Beziehung zwischen den Hui im Nordwesten Chinas zu dem historischen chinesischen Staat keineswegs ruhig verlaufen war.
In der nationalen Vorstellung Chinas bestand die Rolle ethnischer Minderheiten darin, China als multiethnische, vielfältige und „farbenfrohe“ Gesellschaft darzustellen. Verschiedene Aspekte der Politik der KPCh in Bezug auf Tourismus, Kulturerbe und ethnische Minoritäten spiegeln sich in zwei Themenparks zum Kulturerbe wider, die Ende des 20. Jahrhunderts in Shenzhen (Provinz Guangdong), einer neu gebauten Stadt nahe der Grenze zu Hong Kong, geschaffen wurden. In der Sonderwirtschaftszone in Shenzhen wurde mit Kapital aus Hong Kong und offizieller chinesischer Unterstützung nahe dem Shenzhen Bay Hotel ein Tourismuskomplex mit ethnografischen Ausstellungen eingerichtet, zu dem die „Splendid China Miniature Scenic Spots“ (seit 1989) und die China Folk Culture Villages (FCV) (Zhongguo Minsu Wenhua; seit 1991) gehören. Wenn auch das ursprüngliche Ziel darin bestanden hatte, internationale Besucher nach China zu locken, wurden doch beide Standorte fast vollständig vom Inlandstourismus in Anspruch genommen. Im Themenpark FCV sollen Architektur, Volkskunst (Musik, Tänze, Handwerk) und Kultur von über 20 der mehr als 50 nationalen Minoritäten (shao shu minzu) Chinas präsentiert werden. Für jede vertretene ethnische Minderheit – so auch für die Uiguren – bilden in der Regel mindestens zwei Gebäude ein Themenpark-„Dorf“, in dem mehrere Darsteller dem fortlaufenden Publikumsstrom Darbietungen vorführen. Die „Bewohner“, bei denen es sich um meist junge, gutaussehend und lebhaft wirkende Vertreter der jeweiligen Ethnie handelt, demonstrieren traditionelle Fertigkeiten in Handwerk, Gesang in eigener Sprache, Musik, Tanz oder anderen Folkloreaspekten. Die ethnische Minderheit der Uiguren ist unter anderem mit einer Moschee und einem uigurischen Haus vertreten, das zu den Replika-Gebäuden gehört, bei denen Elemente der traditionellen Architektur, Bauweise und Materialien berücksichtigt wurden. Tatsächlich handelt es sich bei den Darbietungen jedoch um ein Gemisch von authentischen und künstlichen Elementen. Die FCV verkörpern den Kern der KPCh in Bezug auf Demokratie, religiöse Freiheit und Unterstützung ethnischer Kulturen und wurden dazu ausgelegt, der eigenen Bevölkerung sowie der Weltöffentlichkeit ein Bild der Toleranz des chinesischen Sozialismus zu vermitteln. Doch nimmt keine der Darstellungen nennenswert Bezug auf islamische soziale oder religiöse Merkmale. Die uigurische Moschee dient lediglich als Basar für den Verkauf uigurischer Produkte wie Textilien oder Teppiche. Die Ausübung des Islams bleibt mit dem allgemeinen Konzept der Ausstellung unvereinbar und es wird keine Möglichkeit geboten, die Religion mit der ihr anhängenden Bevölkerung in Verbindung zu bringen. Die uigurische Moschee hat dabei wie auch das tibetanische Kloster keine religiöse Funktion, sondern wird als politisches Symbol und als touristischer Blickfang instrumentalisiert und die Integration der Minoritäten zur Darstellung einer „glücklichen chinesischen Familie“ und der Eintracht der Völker Chinas genutzt.
Die Darstellung der ethnischen Minderheiten in China schlägt sich insbesondere auf zwei verschiedene Arten in einer starren und restriktiven Form nieder:
Eine Form ist die Versicherheitlichung der ethnischen Minderheiten, bei der diese – insbesondere Uiguren und Tibeter – routinemäßig als Bedrohung für die nationale Sicherheit und Integrität Chinas betrachtet werden. Die uigurische Gesellschaft in China wird mit Terrorismus in Verbindung gebracht. Seit 2013 verschärften die Behörden ihre Bemühungen, physische Anzeichen und kulturelle Praktiken unter Uiguren zu identifizieren, die der Staat als religiöse Überzeugungen eingeordnet hatte, die nach Ansicht der Behörden dem Staat zuwiderliefen und daher von ihnen mit „Extremismus“ in Verbindung gebracht wurden. Besonders gut veranschaulicht die Kampagne „Project Beauty“ im Jahr 2013 die Bemühungen des Staates, unter den Uiguren die Verwendung kultureller uigurischer Ausdrucksformen ausfindig zu machen, die der Staat als „extremistisch“ erachtete. Die Kampagne strebte an, den Kleidungsstil uigurischer Frauen zu ändern, indem uigurische Frauen gezwungen wurden, im religiösen Sinn weniger sittsame Kleidung zu tragen und „ihre Schönheit zu zeigen“, indem sie auf Verschleierung und muslimisch geprägte Frauenbekleidung verzichteten. „Project Beauty“ war zwar eine Kampagne der ganzen Region Xinjiang, wurde aber im uigurisch geprägten Süden mit besonderem Nachdruck umgesetzt. In Kaschgar wurden Checkpoints für weibliche Gesichtsbedeckung eingerichtet, und CCTV-Kameras überwachten Frauen auf der Straße. Frauen, die beim Tragen von Schleiern in der Öffentlichkeit registriert wurden, erhielten einen Eintrag bei den Behörden und wurden gezwungen, sich an einer Umerziehung zu beteiligen, indem sie Propagandafilme ansehen mussten, in denen Frauen sich dafür einsetzten, die „Schönheit ihrer Gesichter“ in der Öffentlichkeit zu zeigen. Die staatliche Überwachung der Kleidung und anderer Merkmale der Religiosität unter dem Vorwand der Bekämpfung des „Extremismus“ war dabei jedoch nicht nur auf den öffentlichen Raum beschränkt, sondern wurde von regelmäßigen Hausdurchsuchungen und einem Großaufgebot von Han-chinesischen Parteikadern unterstützt, die die uigurische Landbevölkerung in Tausenden Dörfern langfristig überwachten. Auch im Ausland lebende chinesische Uiguren werden in der auf Misstrauen beruhenden offiziellen Position Chinas unter potenziellen Sicherheitsbedenken behandelt. Anders als bei Chinas Behandlung im Ausland lebender Han-Chinesen, deren gemeinsame „Blutsbande“, Kultur, Werte, Interessen und Patriotismus betont wird, wendet sich der Staat an im Ausland lebende chinesische Uiguren unter der Annahme, dass sie eine Bedrohung für die chinesische Sicherheit darstellen könnten. Insbesondere setzte China die Führung der uigurischen Diaspora in Verbindung mit Terrorismus. Der staatliche chinesische Fernsehsender CGTN gab 2019 an, dass die uigurische Identität in China für die Uiguren eine Bürde darstelle, die darauf beruhe, dass Terroranschläge dazu geführt hätten, dass das spezifische Erscheinungsbild der Gesichter von Uiguren von Menschen aus dem Inneren China leicht mit bestimmten Stereotypen verbunden werde und insbesondere seit den Unruhen in Ürümqi 2009 Uiguren gegenüber Angst und Vorbehalte herrschen würden.
Die andere Form ergibt sich dadurch, dass staatlich geförderter Tourismus und kulturelle Darbietungen das Bildes glücklicher, unschuldiger, feminisierter, erotisierter und „gelehriger“ ethnischer Minderheiten verbreiten. Von den Uiguren in China wird vielfach das Bild eines überhöht feminisierten Gegenübers gezeichnet. Wie in vielen anderen Ländern definiert und normiert sich in China die Mehrheitsgesellschaft, indem sie ihre Minderheiten durch visuelle Formen der Verkleinerung maßregelt. Während Minderheiten beispielsweise als Gruppen wahrgenommen werden, die Trachten oder Kostüme tragen, tragen Mitglieder von Mehrheiten dieser Wahrnehmung nach Kleidung. Und während Minoritäten als Menschen dargestellt werden, die in ihrer „primitiven“ Lebensweise glücklich sind, werden Mehrheiten so dargestellt, dass sie eine Sehnsucht der Rückkehr zur Natur empfänden und sich gleichzeitig über ihren Status als moderne Persönlichkeiten bewusst seien. Sowohl in der kollektiven Vorstellung als auch im politischen Diskurs in China werden Uiguren – wie die anderen ethnischen Minderheiten – als Vertreter für ein von der modernen Entwicklung abgeschnittenes Volk und als ein Symbol für Folklore aufgefasst und sind in erster Linie für ihre Tanz- und Musikdarbietungen bekannt. Ein gutes Beispiel boten die öffentlichen Aufführungen der ethnischen Vielfalt in der Gala „Colourful China“, die vor der Eröffnung der Olympischen Spiele 2008 in Peking in Hongkong stattfanden. Diese Veranstaltung stellte die Minderheitengemeinschaften wie die Uiguren als exotische Gegenüber dar, die in der Zeit stehengeblieben seien und keinen Kontakt zur Moderne hätten. Dem chinesischen Multikulturalismus mit seinen farbenfrohen Spektakeln lag eine klare Abgrenzung in der hierarchischen Ordnung und Positionierung von Minderheiten zugrunde, die auch sexualisierte und triebhafte Darstellungen der Minderheiten benutzte. Obwohl uigurische Frauen als Muslime in der Öffentlichkeit in sexueller Hinsicht konservativer auftraten als Han-Chinesinnen, wurden sie bereits in den 1980er Jahren wie andere Minderheiten erotisiert, indem sie als sinnlich und erotisch dargestellt wurden. Die Exotik bezüglich der Minderheiten wird in jüngeren chinesischen Staatsmedien auch auf die körperlichen Attribute prominenter Uigurinnen als „exotische Schönheiten“ bezogen. Zwar fördern chinesische Behörden das folkloristische Image der Uiguren als singendes und tanzendes Volk in besonderem Maße, doch haben die von der Regierung geförderten kulturellen Aktivitäten oftmals die Verbindung zu ihrer Herkunftsgemeinschaft verloren und wurden auf Shows reduziert, die für Han-Chinesen und ausländische Touristen ausgelegt wurden.
Der Staat kriminalisierte kulturelle Aktivitäten der Uiguren als Formen des „religiösen Extremismus“ und führte ihre Kultur gleichzeitig Touristengruppen in Form von Gesangs- und Tanzspektakeln vor. Während große Teile der uigurischen Bevölkerung im Rahmen staatlich überwacht und interniert werden, stellten inszenierte Aufführungen die uigurische Kultur Xinjiangs als ein fröhliches Klischee dar, in dem junge Uigurinnen tanzend und lächelnd Touristen begrüßten.
Ähnlich wie im Fall von rassistischen Stereotypen über Afroamerikaner in den USA wurde die exotisierte Darstellung der Uiguren als Menschen, die gerne singen und tanzen, zunächst mit der Wahrnehmung einer potenziell von ihnen ausgehenden Gefährlichkeit – im Sinne von Kriminalität wie etwa Drogenhandel – verbunden. Ab dem Jahr 2008 fand erstmals auch die Idee Eingang in die Vorstellung der chinesischen Mehrheitsbevölkerung, dass von den Uiguren eine „existenzielle Bedrohung“ ausginge. Dieser Wandel in der Wahrnehmung der Uiguren von einer als „minderwertig, halbkriminell und exotisch“ (Sean R. Roberts) angesehenen Gruppe hin zu einer „existenziellen Bedrohung“, erfuhr durch die Unruhen von Ürümqi im Jahr 2009 Auftrieb, als es sowohl zu ethnischer Gewalt von Uiguren gegenüber Han-Chinesen als auch umgekehrt und im Gefolge zu einer erheblichen Dämonisierung der Uiguren kam. Diese öffentliche Wahrnehmung bestimmter Minderheitengruppen Chinas wie die der Uiguren führte zu einer umfassenden Kontrolle ihres sozialen Lebens. Von den Einschränkungen betroffen war beispielsweise ihr Zugang zum Internet und zu Hotelzimmern, sowie ihre Möglichkeit zur freien Bewegung oder auch zum Fotokopieren und Drucken.

#### Störfaktoren des Unabhängigkeitsstrebens
Dem Unabhängigkeitsstreben der Nationalisten wirken verschiedene Faktoren entgegen. Erstens wird die Sprache in ihrer die uigurischen Gemeinschaften vereinenden Wirkung dadurch beeinträchtigt, dass die Uiguren in verschiedenen Staaten unterschiedliche Schriften wie Arabisch, Kyrillisch oder Lateinisch zur Niederschrift der Sprache verwenden und so ihre Kommunikation zwischen den Staaten erschwert wird. Zweitens behindern sich gegensätzliche Programme der unterschiedlichen uigurischen politischen Gruppen wie Pan-Turkismus, uigurischer Nationalismus, Säkularismus und Islamismus gegenseitig beim Verfolgen gemeinsamer uigurischer Ziele. Drittens scheuen alle in der jüngeren Zeit neu unabhängig gewordenen Turkvolkrepubliken aus geopolitischen Gründen vor der Unterstützung aufkeimender Unabhängigkeitsbewegungen wie die der chinesischen Minderheiten zurück, aus der Sorge, damit lukrativen Handelsabkommen oder politischer Unterstützung von der UNO im Weg zu stehen. Viertens führte die Angst vor muslimischen Bewegungen weltweit nach den Terroranschlägen vom 11. September 2001 allgemein zu einer Hemmung einiger uigurischer Bewegungen, insbesondere wenn diese ihre Religion als Zentrum der uigurischen Identität behandelten.

#### Sinisierung der kulturellen Identität seit 2017

KPCh-Propaganda am Straßenrand nahe dem Turpan-Museum in Turpan (2018). Es zeigt eine von Weinreben und Blumen umgebene Frau mit Kopftuch, die ein kleines Kind im Arm wiegt und vermittelt auf Uigurisch und Chinesisch die Hauptbotschaft: 我把党来比母亲 (dt. etwa: „Ich vergleiche die Partei mit meiner Mutter“)
Dieser Slogan der Xi-Jinping-Ära greift die Mutterfigur als Kern der uigurischen Gemeinschaft an. Seine öffentliche Präsentation als traditioneller chinesischer Scherenschnitt verdrängt sinnbildlich die turkvölkische Kultur und ersetzt sie durch eine Form der ethnischen Han-Kultur.

Vor allem seit 2017 treibt die chinesische Regierung Bemühungen voran, die uigurische Kultur unter eigene Kontrolle zu bringen, zu sinisieren und von der weiteren islamischen Welt abzutrennen. Ziel der Angriffe ist dabei auch das uigurische kulturelle Erbe in einem Ausmaß, das die UNESCO als kulturelle Säuberung bezeichnet hat. Zahlreiche Anzeichen wie die staatlichen Angriffe auf bedeutende kulturelle Ziele der Uiguren und die alle Lebensbereiche der Uiguren berührende staatliche Zerstörungswelle sprechen dabei dafür, dass der chinesische Staat eine breitangelegte Anstrengung unternimmt, die Erfahrungen und Identitäten der Uiguren von ihrer Landschaft zu trennen. Nach Ansicht der deutschen Bundesregierung strebt die chinesische Regierung mit ihren Maßnahmen eine Sinisierung der religiösen und kulturellen Identität der uigurischen Minderheit in Xinjiang an.
Die aktuelle chinesische Politik wird auch an Tilgungen der uigurischen Geschichte durch staatliche Behörden sichtbar, mit denen die uigurische Identität den Tatsachen widersprechend umgeschrieben wird. So erklärte im August 2018 Yasheng Sidike als Bürgermeister und stellvertretender KPCh-Chef von Ürümqi, dass die „Uiguren keine Nachfahren der Türken, geschweige denn irgendetwas, was mit dem türkischen Volk zu tun hat“ seien, sondern „Mitglieder der chinesischen Familie“. Im Jahr 2019 forderten die staatlichen Behörden in einem vom Staatsrat der Volksrepublik China herausgegebenen White Paper der Regierung zur ethnischen Politik in Xinjiang, die „chinesische“ Kultur solle fortan als Kern aller anderen ethnischen Kulturen betrachtet werden und die Identität als Chinese sei als allen anderen Identitäten vorangehend anzusehen.

### Uigurische Namen

#### Historische Einflüsse auf die Namen
Im Laufe des langen geschichtlichen Bildungsprozesses der uigurischen Namen haben diese einen starken Wandel erfahren. Zu den historischen Einflussfaktoren, die sich auf die Namenskultur der Uiguren ausgewirkt haben, zählen zum Ersten die unterschiedlichen Wirtschaftsformen wie Nomadismus, Sesshaftigkeit, Urbanisierung und Industrialisierung. Weitere dieser Einflussfaktoren liegen vor in den religiösen Überzeugungen wie Schamanismus, Zoroastrismus, Buddhismus, nestorianisches Christentum und Islam. Und schließlich gehören in die Reihe dieser Einflussgrößen auch die unterschiedlichen Zivilisationen wie die eurasisch-nomadische, die Zivilisation der Oasen des Tarim-Beckens, die Han-chinesische, die indische, die persische, die griechisch-hellenistische, die arabisch-islamische und die moderne russisch-europäische.

#### Herkunftssprachen der Namen
Die Namen in Xinjiang entsprechen im Allgemeinen der bemerkenswerten Vermischung der Kulturen, die an diesem alten Begegnungspunkt der östlichen und westlichen Zivilisationen aufeinandergetroffen sind. Die bei den Turkvölkern in Xinjiang heutzutage üblicherweise verwendeten Namen enthalten viele Ableitungen aus dem Arabischen oder Persischen, die auf den tiefgreifenden Einfluss der islamischen Kultur verweisen. Andererseits sind auch russische und chinesische Einflüsse auf die Wahl der Namen zu erkennen, worin sich die Bindung der Region an diese beiden starken kulturellen Traditionen niederschlägt.
Laut dem Uyğur Kishi Isimliri (Führer für uigurische Namen) von Mutällip Sidiq Qahiri machten aus dem Arabischen abgeleitete Namen im Jahr 1998 über 80 Prozent aller uigurischen Namen aus.
| Name    | Bedeutung       | Name   | Bedeutung |
| ------- | --------------- | ------ | --------- |
| Chechäk | Blume           | Bars   | Tiger     |
| Yultuz  | Stern           | Qaplan | Leopard   |
| Aykhan  | Mond            | Alp    | Held      |
| Hidligh | süßlich duftend | Bilgä  | klug      |

#### Bedeutungen der Namen
In der vorislamischen Phase der Uiguren vor Mitte des 9. Jahrhunderts n. Chr., als sich diese Religion noch nicht aus dem Westen bis zu ihnen hin ausgebreitet hatte, führten die Uiguren eine Geburtszeremonie aus, bei der sie für das Neugeborene einen Namen wählten, der den Namenstraditionen der alten Turkvölker oder der Alt-Uiguren entsprach. Die Bräuche der uigurischen Namen und Nachnamen folgten in dieser Zeit den alten turki-uigurischen Namenstraditionen des Ersten und Zweiten Türk-Kaganats (552-744) sowie des Uigurischen Kaganats (744-840). In dieser Tradition herrschte der Glaube vor, dass der Vorname auf magische Weise Wirkung auf die Zukunft des Namensträgers ausüben würde. In dieser alten Tradition verkörperten uigurische Namen somit die vielen guten Wünsche der Eltern für die Eigenschaften ihrer Kinder, wobei den Mädchen über die Namen in der Regel Attribute der Schönheit zugewiesen wurden, während die Namen für Jungen ihre Stärke, ihren Genius oder Ähnliches ausdrücken sollten. Nicht nur während des Uigurischen Kaganats, sondern auch noch in der Zeit des Königreichs von Chotscho (850-1250) wurden für Vornamen häufig Wörter verwendet wie tömür („Eisen“), qara („schwarz, stark, groß“) und buqa („Bulle“) oder solche mit der Bedeutung von „Raubtieren“ (im Sinne von Beutegreifern und Greifvögeln) wie börä („Wolf“), arslan („Löwe“), toghril („Adler“), shingqur („Falke“), tunga („Leopard“), adigh („Bär“) und Qaplan („Leopard“).
| Name                                         | Bedeutung                                                                     |
| -------------------------------------------- | ----------------------------------------------------------------------------- |
| Ibrahim ibni Yusuf Khotani                   | Ibrahim, Sohn von Yusuf, geboren in Hotan                                     |
| Molla Ismätulla binni Molla Nemätulla Möjizi | Molla Ismätulla, dessen Vater Molla Nemätulla und dessen Pseudonym Möjizi ist |
| Äysa Hashim oghli                            | Isa, Sohn von Hashim                                                          |
| Märiyam Saqim qizi                           | Märiyam, Tochter von Saqim                                                    |

Im zweiten Jahrtausend übte schließlich die arabische und islamische Kultur starken Einfluss aus und bewirkte im Hinblick auf die Namensgebung, dass die vergebenen uigurischen Namen in erster Linie aus den persönlichen Namen gebildet wurden, die sich im Koran und anderen islamischen religiösen Büchern vorfanden. Zudem fingen Manche und insbesondere Intellektuelle an, in schriftlichen Dokumenten die patronymischen Formen ibn oder bin (Arabisch für: „Sohn“ bzw. „Vater“) und oghli oder qizi (Uigurisch für: „Sohn von ...“ bzw. „Tochter von ...“) zu übernehmen.

#### Nachnamen
Bis zur Mitte des 20. Jahrhunderts blieb die Verwendung von Nachnamen oder Familiennamen bei Uiguren, die traditionell nur Vornamen vergeben, unüblich.
Erst ab den 1930er Jahren begannen manche Intellektuelle und einzelne Uiguren, die eigene Erfahrungen aus den ehemals sowjetischen zentralasiatischen Republiken oder in der Türkei mitbrachten, für sich neben ihrem persönlichen Namen auch einen Nachnamen zu verwenden. Dazu verwendeten sie russifizierte Nachnamen-Suffixe oder nahmen die turkische patronymische Form oghli (männlich) oder qizi (weiblich). Andere Intellektuelle lehnten die russische Art der Familiennamen ab und übernahmen das persische Pseudonym (im Sinne von: Künstlername) -i, das turkische Intellektuelle seit dem Mittelalter verwendeten. Die russifizierte Form der Familiennamen konnte sich für die uigurische Bevölkerungsmehrheit – trotz einer gewissen Beliebtheit bei Intellektuellen während der Drei-Bezirke-Revolution (1944–1949) – nicht durchsetzen.
| Generation 1 | Generation 2    | Generation 3    |
| ------------ | --------------- | --------------- |
| Sidiq Tömür  | Abdurehim Sidiq | Tahir Abdurehim |

Nach 1949 fand die Bildung „instabiler Familiennamen“ unter Uiguren allmählich starke Verbreitung, indem der Vorname des Vaters als Familienname übernommen und für offizielle Dokumente direkt nach dem eigenen Namen geschrieben wurde. Wirkliche Familiennamen im eigentlichen Sinne blieben selten und waren meist vom Persischen abgeleitet. Die Verwendung von Familiennamen beziehungsweise ihrer patronymisch gebildeten Ersatzformen blieb auf Situationen beschränkt, in denen eine förmliche Identifikation benötigt wird, wie dies vor allem für amtliche Zwecke oder bei Reisen der Fall war. Die einfache Form der Bildung eines Nachnamenersatzes durch das schlichte Anhängen des Namens des Vaters an den seines Sohnes oder seiner Tochter stellte die häufigste Form der patronymisch gebildeten Nachnamenersatzformen dar und implizierte eine genealogische Verwandtschaftsbeziehung. Beispielsweise die Namen Äsäd Sulayman oder Rahilä Sulayman würden dabei die Bedeutung „Äsäd, Sohn des Sulayman“ beziehungsweise „Rahilä, Tochter des Sulayman“ beinhalten. Anders als bei den in den meisten europäischen Nationalstaaten üblichen Systemen stabiler Familiennamen muss sich der Familienname in diesem System also notwendigerweise beim Übergang in die jeweils nächste Generation ändern.
Seit Anfang des 21. Jahrhunderts engagieren sich uigurische Intellektuelle für Reformen, um Problemen entgegenzuwirken, die mit der Standardisierung und chinesischen Transliteration uigurischer Vor- und Nachnamen auftreten.

#### Verbote religiöser Namen seit 2017
Ein Schwerpunkt des mit Belangen der Inneren Sicherheit begründeten Vorgehens der KPCh seit Ende 2016 und 2017 lag in der ideologischen und politischen Umerziehung. Seit Anfang 2017 griffen die regionalen Behörden massiv in die Lebensgestaltung der Uiguren ein. Nach dem Verbot von religiösen Hochzeitszeremonien oder dem Tragen „abnormaler“ Bärte kam es auch zu einem Verbot muslimisch religiöser Namen bei Neugeborenen. Die chinesischen Behörden untersagten Eltern der ethnisch-uigurischen Minderheit, ihren neugeborenen Kindern Namen wie zum Beispiel Mohammed zu geben oder Namen, die nach Ansicht der chinesischen Behörden „extrem religiöse“ Bedeutung haben. Das Verbot des Namens Muḥammad gehörte in den Kontext der möglicherweise striktesten Kampagne von Einschränkungen religiöser Bräuche für Uiguren in der VR China. Später wurden auch Jugendliche dazu verpflichtet, als „übermäßig“ religiös eingestufte Namen abzulegen und stattdessen neue anzunehmen.
Das 2010 erschienene, neu-uigurische Onomastikon des uigurischen Wissenschaftlers Mutällip Sidiq Qahiri wurde in China verboten und 2017 auf die Liste gefährlicher Bücher gesetzt. Dieses wichtigste Werk Qahiris, der Schaffer grundlegender Werke über Namen und Begriffsfamilien der uigurischen Sprache ist, listet in einem „Namenslexikon“-ähnlichen und nach Begriffsfeldern geordneten Teil uigurische Personennamen auf und erklärt ihre Herkunft, Bedeutung und Aussprache. Gegen Qahiri wurde laut Radio Free Asia in einem KPCh-internen Verfahren eine hohe Strafe verhängt.

### Sprache

#### Alt-Uigurisch
Die (Alten) Uiguren gehören zu den frühesten Sprechern einer Turksprache in Zentralasien und werden bereits in chinesischen Aufzeichnungen des 3. Jahrhunderts erwähnt. Alttürkisch und Altuigurisch werden oft als Synonyme verwendet. Das Altuigurische als Variante des Alttürkischen ist die am besten bezeugte Sprache des vorislamischen Zentralasiens und zugleich die erste ausführlich dokumentierte türkische Literatursprache, woraus sich ihre große Bedeutung sowohl für die Turkologie und allgemeine Sprachwissenschaft ergibt, als auch für die vielfältige Kulturgeschichte der Seidenstraße.
Die Sprache wurde sowohl von den Türk (Köktürken) als auch von den (Alten) Uiguren gesprochen, die die Türk auf dem Gebiet der Mongolei verdrängten. Es handelt sich dabei um die Sprache, in der die frühesten erhaltenen turksprachigen und darüber hinaus auch die ältesten altaisprachigen (im Sinne von: Turksprachen, mongolische Sprachen und tungusischen Sprachen) Texte verfasst wurden.

#### Neu-Uigurisch
Die uigurische Sprache gehört zur Sprachfamilie der Turksprachen innerhalb der Gruppe der Altaischen Sprachen. Innerhalb der Turksprachen wird das Uigurische in den Zweig der karlukischen Sprachen eingeordnet und steht dem Usbekischen besonders nahe.
Die meisten Uigurisch-Sprecher leben heute in Xinjiang, während das ehemals sowjetische Gebiet Zentralasiens eine weit kleinere Gruppe beheimatet.
Die neuuigurische Schriftsprache wurde ab 1921 in Russisch-Turkestan gebildet und ab 1949 auch als Schriftsprache der Uiguren in Xinjiang übernommen. Bevor 1921 beschlossen wurde, den verschiedenen türkischen Dialekten der heutigen modernen Uiguren den gebräuchlichen Namen „Uiguren“ zu geben, waren die Uiguren von Russisch-Turkestan Taranchi („Bauern“) genannt worden, während die Sprache der Uiguren Xinjiangs unter den Bezeichnungen für die verschiedenen Oasen-Dialekte, in denen sie lebten, bekannt war, wie beispielsweise Qasgharliq (dt. etwa: „Kaschgarisch“) oder Turfanliq (dt. etwa: „Turpanisch“). Obwohl die Sprache heute „Uigurisch“ genannt wird und ein uigurischer nationaler Mythos einer direkten Abstammung von den Alten Uiguren besteht, geht diese neuuigurische Sprache nicht auf das zu den nordtürkischen Sprachen gehörende Altuigurisch zurück und es liegt keine direkte Abstammung der heutigen Uiguren von den Uiguren des 8. Jahrhunderts vor

#### Sprachgebrauch
Im Gegensatz zu den Hui-Chinesen sprechen die meisten Uiguren keine Chinesische Sprache. Trotz der lange zurückreichenden Besiedlung Xinjiangs durch die Uiguren, gerieten sie erstmals Mitte des 18. Jahrhunderts unter chinesischer Herrschaft. Keinem der chinesischen Herrscher gelang es in den folgenden 250 Jahren jedoch, das uigurische Volk in das chinesische zu assimilieren.
Mit zunehmender Höhe im Bildungssystem nimmt der Anteil des Chinesischen als Unterrichtssprache zu. Uigurische Sprachschulen sind in der Mittelschule weitaus seltener als in der Grundschule. Auf Universitätsniveau ist Chinesisch bei weitem die dominierende Unterrichtssprache. Der Trend geht dabei weiter in Richtung Chinesisch. Im Hochschulbereich erfolgt der Unterricht letztlich in Mandarin. An der Xinjiang-Universität waren Kurse sowohl auf Chinesisch als auch auf Uigurisch unterrichtet worden, bis ein Regierungserlass im Jahr 2002 bestimmt hat, dass die meisten Kurse nur auf Chinesisch abgehalten werden. Es wurde kritisiert, dass die Verengung praktisch des gesamten Universitätsunterrichts in Mandarin einen Hauptbestandteil der Kultur der ethnischen Minderheit der Uiguren untergrabe. Die Unterrichtssprache und der mangelnde Bezug des zentralisierten und standardisierten Lehrplans zu den Gemeinschaften der ethnischen Minderheiten insbesondere in ländlichen Gebieten gelten Kritikern als Hauptgründe dafür, dass die Prüfungsergebnisse der Minoritäten schwach ausfallen und Schüler, die ethnischen Minderheiten angehören, die Schulbildung vollständig abbrechen. Heutzutage schicken viele uigurische Eltern ihre Kinder in chinesischsprachige Schulen, mínkǎohàn (民考汉) genannt, damit diese bessere Chinesischkenntnisse erwerben und dadurch bessere Jobchancen erhalten. Dies führt teilweise zu dem Vorwurf anderer Uiguren, die solche minkaomin-Schüler oft als zu stark von der Han-Kultur beeinflusst ansehen oder sie im schlimmsten Fall als Abtrünnige der uigurischen Kultur betrachten und behandeln können. Die minkaomin-Schüler selbst schämen sich manchmal für ihren Minderheitenhintergrund oder ihren „kulturellen Mangel“. Andere betrachten sich durch ihre chinesische Ausbildung als moderner, fortschrittlicher oder internationalistischer als diejenige aus Schulen mit Unterricht in Minderheitensprache, mínkǎomín (民考民) genannt. Allmählich erfasst alle chinesischen Minderheitenregionen der als sogenannte „zweisprachige Bildung“ (shuāngyǔ jiàoyù 双语教育) propagierte Trend einer immer breiteren und früheren Einführung des Chinesischen als Unterrichtssprache. Diese Sinisierung des Bildungssystems wird zumindest vordergründig damit plausibel begründet, dass die Beherrschung der „Verkehrssprache der Mehrheitsgesellschaft“ die Arbeitsmarktchancen erhöht und so bei der Überwindung der wirtschaftlichen Rückständigkeit der Minderheiten und ihrer Regionen helfen könne. Tatsächlich liegen die Uiguren durchschnittlich weit hinter den Bildungsstandards der Han-chinesischen Bevölkerung zurück.
Heute sprechen viele chinesische Tadschiken in einer weitgehend uigurisch besiedelten Region des Landes neben ihrem indoeuropäischen Tadschikisch auch Uigurusch, während sie aber nur sehr geringe Kenntnisse in Han-Chinesisch oder anderen Sprachen erwerben.
Auch viele der den Uiguren als Muslime kulturell nahestehenden Usbeken in China sprechen die uigurische Sprache.
Die realexistierenden Bedingungen der Modernisierung haben zwar den Aufstieg des Chinesischen (Modernes Standardchinesisch, Putonghua) gegenüber den Sprachen der ethnischen Minderheiten begünstigt, und Anfang des 21. Jahrhunderts ergab eine Studie der Chinesischen Akademie der Sozialwissenschaften, dass nur noch fünf ethnische Sprachen in den öffentlichen Bereichen wie Regierung, Rechtswesen, Verlagswesen, Medien und Bildung aktiv waren. Doch zählte Uigurisch (zusammen mit Tibetisch, Mongolisch, Koreanisch und Kasachisch) zu diesen noch aktiv verwendeten Sprachen.
Der Wortschatz des modernen Uigurisch ist dabei äußerst reich an Entlehnungen, die Zeugnisse des Kontakts der Uigurisch-Sprecher zu verschiedenen Sprachen und Bevölkerungen der Gegenwart und Vergangenheit sind. In jüngster Zeit geraten im urbanen Sprachgebrauch einerseits Begriffe des Standard-Uigurischen in Vergessenheit und werden oftmals durch chinesische Begriffe ersetzt, andererseits wird in der informellen Sprache oft zwischen Uigurisch und Chinesisch gewechselt. Während aber Entlehnungen aus dem Arabischen, Persischen und Russischen von den Uigurisch-Sprechern als integraler Teil des Vokabulars der uigurischen Sprache betrachtet werden, wurden chinesische phonetische Entlehnungen von konservativen Sprachpflegern angegriffen. Dieser sprachliche Purismus wendet sich also nur gegen Entlehnungen aus dem Chinesischen, das als verbreitete dominante Sprache als einzige Sprache eine Gefahr für das Überleben und die Entwicklung der ethnischen Sprache darstellt.

#### Sinisierungsdruck seit 2017
Infolge der ideologischen und politischen Veränderungen zielte die „De-Extremifizierung“ in Xinjiang nicht nur auf gewaltbereiten religiösen „Extremismus“ ab, sondern insgesamt auf die islamische und auf die ethnische Kultur der Uiguren. Im Sommer 2017 erfolgten behördliche Bestimmungen, die Uigurisch als Unterrichtssprache verboten.
Seit 2017 wurde es in der Heimat der Uiguren zunehmend zur Norm für uigurische Staatsangestellte, statt der uigurischen Sprache die chinesische zu benutzen. Entsprechend schrieb der stellvertretende KPCh-Sekretär im Bezirk Qaghaliq in Kaschgar, Memtimin Ubul, am 27. Oktober 2018 öffentlich in einer an über 750.000 Leser verteilten Erklärung, dass jeder Staatsangestellte, der in der Öffentlichkeit Uigurisch spricht, als „Person mit zwei Gesichtern“ einzustufen sei. Diese Anklage hat zur Inhaftierung Hunderter bis möglicherweise Tausender uigurischer Persönlichkeiten des öffentlichen Lebens geführt, zusätzlich zu der außerordentlich hohen und teilweise auf über eine Million geschätzte Anzahl von Menschen, die in die Internierungslager zur „Transformation durch Erziehung“ geschickt wurden. Ab dieser Erklärung war es in Xinjiang fortan für uigurische Staatsangestellte offiziell unpatriotisch, in uigurischer Sprache zu sprechen oder zu schreiben. Der „Patriotismus“ der Uiguren erforderte nach dieser Denkart die aktive Ablehnung der uigurischen Lebensweise. Dies lief laut Darren Byler hinaus auf die Auslöschung eines einheimischen Systems des Wissens und der grundlegenden, das uigurische Leben ausmachenden Elemente von Sprache, Religion und Kultur. Die staatliche Kampagne zur Sinisierung der uigurischen Kultur schlägt sich auch in visueller Propaganda nieder, wie sie im Jahr 2018 in Xinjiang dokumentiert wurde. Joanne Smith Finley führt dazu als Beispiel ein außen an der Ürümqi-Grundschule Nr. 1 angebrachtes Plakat an, auf dem chinesische und uigurische Kinder aufgefordert wurden, ihre Lehrer zu respektieren und „ihre persönliche Qualität zu verbessern“ und auf dem die Begrüßungsformel (dt. etwa: „Hallo“) in chinesischer Sprache („您好 nin hao“; also in chinesischen Schriftzeichen und in latinisierter Transkription) und in uigurischer Sprache („Yahximu siz“; also in latinisierter Transkription) angegeben wird, die ursprünglich mitangegebene uigurische Schrift (also die uigurisch-modifizierte Form der arabischen Schrift) aber nachträglich hinaus retuschiert wurde. Statt der Zweisprachigkeit diente die latinisierte Form der uigurischen Phrase dabei nur noch als notwendiger Zwischenschritt für den Unterricht der Kinder von Mandarin-Chinesisch, die auch nicht mehr als „Han-Sprache“ (chines.: 汉语 hànyǔ; uigur.: Hanzuche), sondern fortan als „Nationalsprache“ (chines.: 国语 guóyǔ; uigur.: dolet tili) bezeichnet wurde. Chinesisch sollte nicht mehr länger die Sprache der ethnischen Han-Chinesen sein, sondern auch der umerzogenen patriotischen Uiguren.

### Schrift
Im Mittelalter - für die Alt-uyghurische Sprache - wurde im Wesentlichen das Uigurische Alphabet, daneben auch Orchon-Runen verwendet.
Für die heute gesprochene Uigurische Sprache werden vor allem ein auf dem arabischen Alphabet und ein auf dem kyrillischen Alphabet basierendes Alphabet genutzt.
Zu den in der Zeitspanne vom frühen Mittelalter bis zur Gegenwart verwendeten Schriften der (Alten und modernen) Uiguren zählen unter anderem:
- die Brahmi-Schrift[212]
- die Orchon-Runen (auch: „uigurische Runen“)[212]
- die mittelalterliche uigurische Schrift[212]
- die uigurische, sogdische und manichaeische Schrift[212]
- das auf der arabisch-persischen Schrift basierende uigurische Tschagatai-Schiftsystem[212]
- das auf der arabischen Schrift basierende moderne uigurische Schriftsystem (heute gültig)[212]
- das auf der lateinischen Schrift basierende moderne uigurische Schriftsystem[212]
- das auf der kyrillischen Schrift basierende moderne uigurische Schriftsystem[3]

#### Schrift der Alt-uyghurischen Sprache
Die vor über 1000 Jahren vollzogene Urbanisierung der Uiguren ging Hand in Hand mit einer langen literarischen Tradition.
In der Nachfolgeschaft des Türk-Reiches verwendeten auch die mittelalterlichen Uiguren turkische Runenschrift. Steinstelen mit Inschriften dienen heute als bedeutende Primärquellen. Erhalten sind die Inschriften von Tes (errichtet 750), Tariat (= Terkh; errichtet 752–753), Šine-Usu (= Moyun Čor; errichtet 759), Kara-Balgasun (I und II) und Süüǰi (auch: Suği oder Sudži). Die zu Ehren von Bayan Chor nach seinem Tod errichtete und 1909 von G. J. Ramstedt entdeckte Šine-Usu-Inschrift ist mit 50 Zeilen die umfangreichste. Sie hat die Geschichte der militärischen Siege und Aktivitäten von Bayan Chor aufgezeichnet und zählt zu den bedeutendsten Primärquellen der frühen Geschichte der mittelalterlichen Uiguren.
Die vom 8. bis 11. Jahrhundert erfolgte Annahme der in besonderem Maße schreibkundigen Religion des Manichäismus durch die führende uigurische Elite der Uiguren, die ihre Winterhauptstadt in Kocho nahe der heutigen Turfan-Oase gegründet hatten, brachte die Einführung einer westasiatischen Buchkultur in die Region Turfan mit sich (heute als manichäische Buchkunst Turfans bekannt). Aus den archäologischen Funden des manichäischen Turfan sind mannigfache Sprach-, Schrift- und Schreiberzeugnissen höchster Güte erhalten, die zusammen eine komplexe und hoch entwickelte literarische Kultur belegen. Von der bis 1904 der wissenschaftlichen Welt unbekannten und erst von Friedrich Wilhelm Karl Müller identifizierten manichäischen Schrift wurden Bilderhandschriftfragmente nicht nur in mittelpersischer, parthischer und sogdischer, sondern auch in (alt-)uigurischer Sprache gefunden. Auch die Sogdische Schrift diente sowohl zum Schreiben sogdischer, als auch (alt-)uigurischer Sprache, während von der seltenen „Runen“-Schrift nur Zeugnisse (alt-)uigurischer Texte erhalten sind.
Einer Theorie zufolge hatte das früheste uigurische Khanat die Schrift der schreibkundigen Sogdier übernommen, um eigene Texte zu erstellen. Grundlage der uigurischen Schrift wäre demnach die Schrift der Sogdier, die wiederum bedeutende Elemente ihres Alphabets aus dem Aramäischen entlehnt hatten.
Die uigurische Schrift wurde von den Naimanen zum Schreiben ihrer mongolischen Sprache verwendet. Nachdem Dschingis Khan die Naimanen unterworfen hatte, übernahm er die Naimanen-Schrift zum Schreiben der mongolischen Sprache.

#### Schrift der gegenwärtigen Sprache
Heute verwenden die Uiguren in den verschiedenen Staaten ihres Siedlungsgebietes unterschiedliche Schriften wie Arabisch, Kyrillisch oder Lateinisch zur Niederschrift der Sprache.
Als die Neu-Uigurische Schriftsprache ab 1921 in Russisch-Turkestan entstand, geschah dies zunächst unter Verwendung der arabischen Schrift, die sich für die Transkription von Wörtern aus Turksprachen schlecht eignet.
In der Zeit zwischen den 1930er und den 1980er Jahren wurde das für das Neu-Uigurische verwendete Schriftsystem viermal reformiert oder vollständig ersetzt. Während für das Neu-Uigurische in der Sowjetunion auf eine 1925 erfolgte Reform der arabischen Schrift im Jahr 1930 der Übergang zur lateinischen und schließlich 1946/1947 zur kyrillischen Schrift erfolgte, wurde in China letztendlich die Verwendung einer reformierten arabischen Schrift durchgesetzt.
- Mit den in den Jahren 1937 und 1954 erfolgten Reformen konnte die Eignung der arabischen Schrift für das Neu-Uigurische erhöht werden. Gleichzeitig bewirkten die Reformen der in China verwendeten arabischen Schrift für das Neu-Uigurische eine Absetzung von den anderen auf der arabischen Schrift fußenden Schriften Zentralasiens und im Mittleren Osten, womit das „Uigurisch“-Sein als primäre Identität der nicht-nomadischen Muslime Xinjiangs gegenüber dem „Turkisch“-Sein etabliert wurde.[218]
- 1956 folgten die chinesischen Behörden Xinjiangs dem Beispiel der Sowjetunion und führten für die Sprachen der auf ihrem Territorium lebenden Turkvölker Schriftsysteme ein, die auf der kyrillischen Schrift beruhten.[219]
- 1960 reagierte die chinesische Führung auf die inzwischen erfolgte Abkühlung der chinesisch-sowjetischen Beziehungen mit der Abwendung von den kyrillischen Schriften und der Einführung neuer Schriftsysteme für in Xinjiang lebende Turkvölker, beruhend auf dem lateinischen Alphabet (auch: römisches Alphabet) unter Zuhilfenahme einiger Sonderzeichen beruhten. Ein in den 1970er Jahren unternommener Versuch zur Einführung der lateinischen Schrift wurde jedoch 1980 wieder aufgegeben.[3]
- 1984 führte China eine leicht von der arabischen Schrift abgewandelte Schrift für die Uiguren ein. Wie die gesprochenen und geschriebenen Sprachen der anderen offiziell anerkannten Minderheiten ist auch das Uigurische in arabischer Schrift in China in den Bereichen Recht und Gesetz, Verwaltung, Bildung, politisches und soziales Leben und in anderen Bereichen weit verbreitet. So wird etwa der Name „Chinesische Volksbank“ auf jeder Banknote, von 100 Yuan RMB herab bis 1 Jiao, auch in der uigurischen Form geschrieben.[91]
- Während der Kulturrevolution war die modifizierte arabische Schrift in Xinjiang staatlich verboten. Im Zuge der Kampagnen zur „De-Extremifizierung“ seit 2017[220] kam es in Xinjiang erneut zu einer Rückdrängung der uigurischen Schrift in verschiedenen Bereichen durch den chinesischen Staat.[170]

### Religion
Die Uiguren gehören einer sunnitischen Islamauslegung an, die stark von den Sufi-Traditionen beeinflusst ist, insbesondere von Praktiken der Schrein-Pilgerfahrt und Formen der rituellen sama’-Versammlung. Die muslimische Identität stellt heute ein zentrales Element der uigurischen Ethnizität dar.
Die Uiguren und ihre Vorfahren einerseits und die Region Ostturkestan im Zentrum der „Seidenstraße“ mit ihrem lebhaften Verkehr religiöser Ideen in früheren Jahrhunderten andererseits weisen eine lange und vielfältige religiöse Tradition auf. Vor der Zeit intensiver kultureller Kontakte scheinen animistische Vorstellungen und Ahnenkult-Formen vorherrschende religiöse Elemente in der Region gewesen zu sein. Die Vorfahren der Uiguren waren Teil eines Volkes, das Schamanismus und frühe zentralasiatische Religionen annahm. Neben dem Schamanismus gehörte auch der Zoroastrismus zu ihren frühesten Religionen. Die Uiguren kamen dabei unter den benachbarten zentralasiatischen Turkvölkern (wie Kasachen und Kirgisen) am stärksten mit den Weltreligionen in Kontakt, namentlich seit dem frühen Mittelalter neben dem Zoroastrismus auch mit dem Manichäismus (jedoch nicht vor dem Ende des Zweiten Östlichen Türk-Kaganats), dem nestorianischen Christentum und dem aus südlicher Richtung vordringenden Buddhismus, wobei den beiden letztgenannten bedeutende Erfolge gelungen waren, bevor der Islam an Einfluss gewann. Der Islam erreichte im 8. bis 10. Jahrhundert Zentralasien.
Der Islam konnte schließlich im 15. bis 16. Jahrhundert den Buddhismus verdrängen und wurde seitdem in seiner sunnitischen Form nach vorwiegend hanafitische Rechtsschule die beherrschende Religion. Der Süden Xinjiangs war dabei bereits etwa seit dem 11. Jahrhundert islamisch geprägt, wohingegen der Osten Xinjiangs – wie etwa die Region Turpan – im 15. Jahrhundert islamisiert wurde und damit relativ spät. In den auf das 11. Jahrhundert folgenden Jahrhunderten wurde der Islam hauptsächlich durch mystische Orden und Sufi-Netzwerke wie den Khwājagān und ihrem sunnitisch orientierten und in der Regel eine strikte Einhaltung der Scharia fördernden Ableger der Naqschbandīya verbreitet.
Die Uiguren gehören zwar – wie andere zentralasiatische Turkvölker – traditionell der hanafitische Rechtsschule an, sind sich allerdings in den meisten Fällen ihrer Zugehörigkeit zu dieser Rechtsschule nicht bewusst. Selbst das Schisma zwischen Sunniten und Schiiten vergegenwärtigen sie sich meist nicht. Da die Islamisierung der Region überwiegend durch Sufi-Proselytismus erreicht wurde, kam es dort von Beginn an zu keiner scharfen Gegenüberstellung zwischen Sunnitismus und Schiismus. Während von den 55 anerkannten Minderheiten Chinas lediglich etwa 50 % für einen von der Han-Kultur abweichenden Glauben eintreten, gelten die Uiguren als das vorderst zu nennende Gegenbeispiel, indem sie zu einem weitaus höheren Anteil religiös gläubig, also überwiegend muslimisch, sind. Die Ausübung islamischer Glaubenspraktiken ist ein Element ihres zentralasiatischen Erbes.
Der vorislamische Glaube beeinflusst jedoch weiterhin die uigurische Islampraxis, insbesondere unter den Sufis im südlichen Xinjiang. Viele städtische Uiguren identifizieren sich heute als „Sunniten“, womit sie „anders als Sufis“ meinen. Das Fortbestehen von Vorstellungen unter den heutigen Einwohnern der Region, die dem Animismus und Ahnenkult der frühen Zeit ähneln, veranlasste Gelehrten zu der Theorie einer archaischen „schamanischen Schicht“ unter der islamischen Oberfläche. Zu den vorislamischen Bräuchen der Uiguren gehört auch das Nowruz-Fest, das sich damit unter den von den Uiguren gefeierten Festtagen als nicht-islamischer Feiertag absetzt. Nowruz ist ein altertümlicher Feiertag Zentralasiens und wird traditionell mit Zoroaster in Verbindung gebracht, der eine vor-monotheistische Philosophie der Wissenschaft und der Naturreligion verkörpert. Für die vielen zentralasiatischen Völker, die dieser Tradition folgen, beginnt das Jahr mit der Frühjahrstagundnachtgleiche. Die Verbindungen zum vorislamischen Glauben wurzeln bei den Uiguren in der Volkskultur, und eine Studie in der uigurischen Diaspora in der Türkei, die mit in Xinjiang geborenen und aufgewachsenen Uiguren gemacht wurde, weist darauf hin, dass der vorislamische und traditionelle Volksfeiertag Nowruz besonders in den weniger gebildeten Schichten verteidigt wird. Am 23. Februar 2010 wurde dem Tag der Tagundnachtgleiche (21. März jeden Jahres) von den UN der Status als „Internationaler Nowruz-Tag“ (mit den je nach Land variierenden Sprech- und Schreibweisen Nowruz, Novruz, Navruz, Nooruz, Nevruz, Nauryz mit der Bedeutung „Neu-Tag“) verliehen, was auch Erwähnung in chinesischen Staatsmedien fand, wo Nowruz als traditionell-uigurischer und nicht exklusiv-uigurischer Festtag vorgestellt wurde.
In China sind die Minderheiten allgemein sowohl im Glauben als auch in der Praxis religiöser als die Han-Chinesen. Neben den Tibetern zeichnen sich die Uiguren in China durch die starke Rolle aus, die die Religion traditionell in ihren Gesellschaften spielte und weiterhin spielt. Während bei den Han-Chinesen die staatsorientierte Ideologie des Konfuzianismus religiöse Körperschaften immer daran hinderte und weiterhin hindert, Einfluss oder gar Kontrolle auf die formelle Staatsführung auszuüben, ist es bei einigen Minderheiten zu starkem religiösen Einfluss auf die staatliche Politik gekommen. So durch den tibetischen Dalai Lama als früheres Oberhaupt sowohl der Religion als auch der Regierung, aber auch durch den islamischen Klerus, der sowohl sozial als auch politisch hohe Bedeutung für die muslimischen ethnischen Gruppen hatte. Unter der modernen chinesischen Herrschaft war das Gebiet des ehemaligen Osstturkistans dann nie religiös frei. Seit Regierungsübernahme durch die Volksrepublik China in der Region Xinjiang im Jahr 1949 verfolgte die chinesische Führung eine Politik der religiösen Repression, die auf die vollständige Assimilation der Uiguren an die Han-chinesischen Einwanderer abzielte. In der Hochphase der maoistischen Ära in den 1950er und 1960er Jahren wurden alle mit dem Islam verbundenen uigurischen Traditionen als konterrevolutionär bezeichnet und sämtliche traditionellen Feiertage – sowohl jene der Han-Chinesen als auch der Uiguren, ausgesetzt. Nach dem Ende der Kulturrevolution und dem Tod Mao Zedongs im Jahr 1976 änderte sich die Situation radikal und es kam im Jahrzehnt nach 1979 zu einem erheblichen Wiederaufleben muslimischer Gemeinschaften und islamischer religiöser Aktivitäten in China. Uiguren und Hui aus Nordwestchina, die ins innere China reisten, regierten mit Empörung, als sie nach der Kulturrevolution erkennen mussten, dass Moscheen in Gebieten abgerissen worden waren, in denen traditionelle chinesische buddhistische Tempel verschont geblieben worden waren.
Für die gesamte Region Xinjiang mit ihren verschiedenen Ethnien ist der Islam die in außerordentlichem Maße vorherrschende Religion. Nach offiziellen Angaben lebten im Jahr 2000 8,1 Millionen religiöse Menschen in Xinjiang, in fast allen Fällen Muslime, und es waren 20.000 Moscheen und rund 29.000 Angehörige des Klerus verzeichnet. Dabei handelte es sich um offiziell gesponserte und vom Staat finanziell unterhaltene Moscheen, sowie teilweise um staatlich unterstützte Imame. Die einst zahlreichen Anti-Regierungs-Moscheen waren dagegen seit der 1996 gestarteten „Kampagne des harten Schlags“ stark geschwächt worden. Im Süden Xinjiangs ist der Islam allerdings weitaus stärker als im Norden der Region. Ein Grund liegt darin, dass der Süden uigurisches Gebiet ist, während der Norden durch Kasachen besiedelt wird, die als nachlässiger in der Ausübung islamischer Praktiken gelten als Uiguren. Zwar existierten auch kasachische Moscheen, doch lebten viele Kasachen weiterhin nomadisch und besuchten Moscheen daher wohl auch mit geringerer Wahrscheinlichkeit.
In den von wirtschaftlicher Entwicklung und Urbanisierung geprägten 1990er Jahren kam es zu einer Wiederbelebung des Islams und uigurische Dorfbewohner begannen, neue Formen der Gemeinschaft aufzubauen, die oft einen länderübergreifend waren und mit technologisch Mitteln herbeigeführt waren. Um den Anstieg der religiösen Frömmigkeit und den engeren Verbindungen zwischen Uiguren und dem Nahen Osten entgegenzuwirken, rief der chinesische Staat eine Reihe zunehmend repressiver und gewalttätiger „Antiextremismus-Kampagnen“ ins Leben, in denen übliche religiöse Ausdrucksformen schrittweise verboten wurden, darunter das Lesen religiöser Bücher (auch des Korans), religiöse Kleidungsstile, das Ramadan-Fasten, tägliche Gebete und der Moscheebesuch. Obwohl die Uiguren überwiegend einem traditionellen, synkretistischen Volksislam folgten, der teilweise auch als liberaler und weniger extremistisch oder weniger orthodox beschrieben werden kann, unterlagen sie in China nach den sukzessiven Einschränkungen ihrer Religionsfreiheit seit den späten 1990er Jahren und vor allem seit 2001 strikteren Bestimmungen als andere Muslime. Seit den 1990er Jahren hat in Xinjiang die staatliche Kontrolle über die Religion den Dialog mit ihr offenbar zunehmend ersetzt. Diese Kontrolle wurde so überzogen und die damit verbundenen Strafen so ungerecht oder übertrieben, dass sie auch im kontraproduktiven Sinne gewirkt und eine Zunahme von Gewalttaten gefördert haben kann. Diese Politik löste eine Reihe von gewalttätigen Vorfällen aus, die die chinesischen Staatsmedien schnell als extremistischen Terror deklarierten. Nach den Terroranschlägen des 11. September 2001 hatte die chinesische Führung unmissverständlich darauf bestanden, dass es sich bei den uigurischen Separatisten um Terroristen handle, die vom islamischen Fundamentalismus inspiriert seien. Westliche Experten bestritten dagegen schon im Jahr 2004, dass die Quelle der Konfrontation mit den Han-Chinesen oder dem chinesischen Staat im Islam zu suchen sei, räumten jedoch ein, dass der Islam vermutlich für die Zukunft eine wachsende Rolle in der nationalistisch uigurischen Bewegung spielen werde.

#### Schriftreligion
Die Mehrheit der Uiguren gehört heute dem sunnitischen Islam hanafitischer Rechtsschule an. Die Bekehrung des uigurischen Herrschers in Kaschgar im 10. Jahrhundert bildete den Ursprung des Islams nicht nur für die Uiguren, sondern für alle Turkvölker. Obwohl die Intensität der Bindung an den Islam unter den Uiguren unterschiedlich ist, bleibt sie im Allgemeinen und vor allem im südlichen Xinjiang stärker als bei den Hui-Chinesen.
Das Festhalten der Uiguren an den Grundsätzen des sunnitischen Islam kann als ein zentrales Merkmal ihrer Identität in der heutigen Welt angesehen werden. Der religiöse Glaube hat Einfluss auf die Ernährung und Auswahl der Nahrungsmittel der Uiguren genommen. In den meisten Fleischgerichten meiden sie Schweinefleisch und ziehen stattdessen Lammfleisch vor. Auch Märchen, Musik und Tanz der Uiguren wurden von ihrer Religion beeinflusst.
Die Form der Islampraxis der meisten Uiguren wird als im weltweiten Vergleich verhältnismäßig liberal beschrieben. Nur wenige Frauen bedecken sich demnach mit einem Schleier, wenngleich Frauen und Männer außerhalb des Heims körperlichen Kontakt vermeiden. Andererseits beschreiben Wissenschaftler die uigurischen Immigranten in der Türkei der zweiten Hälfte des 20. Jahrhunderts als strikt sunnitisch und sich offenbar schon allein durch die strengere Geschlechtertrennung von den Türken abhebend.

#### „Volksrecht“ und Religionsrecht
Bei den muslimischen Turkvölkern haben islamische Rechtsinstitutionen eine lange Geschichte und konnten sich noch bis in die sozialistische Zeit halten. Die Qing-Dynastie herrschte in indirekter Weise, die solchen Institutionen ein gewisses Maß an politischer Autonomie ermöglichten. In den Oasenstädten rund um die Taklamakan-Wüste in Xinjiang setzten die Qadis eine Kombination aus Scharia und uigurischem Gewohnheitsrecht vor qadihana (uigurisch für: „Haus des Qadi“) genannten Gerichten um. Im Jahr 1874 hob das Qing-Gericht die Anwendung des islamischen Rechts bei der Behandlung von Strafsachen auf, ließ jedoch weiterhin das islamische Recht und die lokale Sitte für die Behandlung nicht-krimineller Angelegenheiten durch Qadis zu. Bis in die frühen 1950er Jahre beglaubigten Qadis noch häufig juristische Dokumente, obwohl chinesische Verwaltungsbeamte zunehmend versuchten, solche Rechtsformen zu standardisieren. In uigurischen Fabeln sind oft Qadis zu sehen, manchmal in Form des Volksweisen Afanti, was die starke Stellung der Institution des Qadi im uigurischen kollektiven Bewusstsein demonstriert. Die muslimischen Turkvolk-Gemeinschaften – so die Uiguren oder auch die Salaren – unterhielten islamische Rechtsinstitutionen weitaus länger aufrecht als chinesische Muslime in der Provinz Gansu. Die lockere geografische Verteilung und die geringere Bevölkerungsdichte ihrer Gemeinden machten die Hui-Chinesen dort anfälliger für den Druck der Hanifizierung als es bei den Uiguren in ihrem konzentrierten Siedlungsgebiet in Xinjiang der Fall war.
Wie der „Volksglaube“ (minjian xinyang) ist auch das „Volksrecht“, einschließlich des Religionsrechts, nicht über formelles Recht geregelt. Das Religionsrecht einiger ethnischer Gruppen, die transnationale Verbindungen haben und nicht unbedingt an nationaler Gerichtsbarkeit festhalten, erwies sich für die sozialistische Herrschaft als störend. Zu diesen ethnischen Gruppen gehörten an erster Stelle die Uiguren und Tibeter und in geringerem Maße die Mongolen und Hui.

#### Volksglaube
Die Formen der Islamausübung bei den Uiguren wie allgemein in Zentralasien gelten als typische Beispiele für einen Islam, der in der Wissenschaft – wie in der sowjetischen – teilweise als „heterodox“ und teilweise mit anderen Begriffen wie „traditionell“, „Volksglaube“ oder „inoffiziell“ bezeichnet wurde, um ihn von einem „orthodoxen“, „reinen“ oder „offiziellen“ Islam abzugrenzen, der auf der Auslegung des Korans und der Hadithe beruhe. Die offizielle chinesische Wissenschaft machte einen Unterschied zwischen einigen Erscheinungsformen lokaler Bräuche (örp-adät) und religiösen Bräuchen. Die lokalen Bräuche wurden von der chinesischen Wissenschaft als tolerabel oder sogar positiv eingeordnet, da sie zur Bildung einer bunten ethnischen Gruppe in der VR China beitragen sollten. Viele religiöse Bräuche verurteilte die chinesische Wissenschaft hingegen als rückständig und an das Erbe des Feudalismus gekoppelt, das es im Kommunismus zu überwinden gelte.
Zu den vielen kulturellen Elementen, die die alten und die modernen Uiguren wie andere turkstämmige Gruppen Zentralasiens mit den Mongolen gemein haben, bei denen der Schamanismus in der Geschichte eine Blütezeit erlebt hatte, zählen auch Elemente alter schamanistischer Vorstellungen und Praktiken, wenngleich solche Ursprünge in der islamischen Kultur nicht immer explizit als solche anerkannt werden. Wie der kasachische, kirgisische, usbekische und tadschikische „Schamanismus“ weist auch die kulturelle Gruppe der uigurischen „Schamanen“ andererseits eine starke Überlagerung mit dem Islam auf, der ihre Praktiken beeinflusst hat – im Gegensatz zu den mongolischen und tuwinischen Gruppen, bei denen der Buddhismus als Religion dominiert und seit dem 16. Jahrhundert mit dem „Schamanismus“ koexistierte. Besser als von „Schamanismus“ ist im Fall der Uiguren von einer Reihe tief in den lokalen Volksglauben integrierter Heilmethoden zu sprechen. Tatsächlich hält die uigurische Gesellschaft noch in weiten Teilen an traditionellen Praktiken wie Heiligenkult und ritueller Heilung fest, auch wenn diese in der uigurischen Gesellschaft zugleich sehr umstritten sind. Die Heilungszeremonien und damit verbundene Rituale haben zumindest einen Teil ihrer Bedeutung beibehalten und genießen einerseits wie andere „traditionelle“ Volkspraktiken das Ansehen eines integralen Teils des Islams und der muslimischen Lebensweise, werden aber gleichzeitig sowohl von Vertretern der islamischen Schrifttradition (als „ketzerisch“), als auch vom sozialistischen Staat und vielen uigurischen Intellektuellen (als „rückständig“) abgelehnt. Diese Heilpraktiken beruhen auf dem Glauben an die Existenz verschiedener Arten von Geistern, die wohlwollend oder schadenstiftend wirken können. Nach uigurischer Vorstellung können schadenstiftende Geister Krankheiten herbeiführen, während wohlwollende Geister vom Heiler während der Heilzeremonie zur Hilfe herbeigerufen werden können.
Die Verehrung der Toten steht bereits seit langem im Mittelpunkt der volksreligiösen Praktiken der Turki-Bevölkerung oder Uiguren. Der Ahnenkult der Uiguren mit seinen Erscheinungsformen ist eng verwandt mit ähnlichen Praktiken unter den türkisch und iranisch sprechenden Völkern des muslimischen Zentralasiens und unterscheidet sich stark von den Ahnenkult-Bräuchen unter Han-Chinesen. Unter den Uiguren ist die Vorstellung weit verbreitet, dass das Wohlergehen der Lebenden eng mit dem Wohlergehen der Toten verbunden ist und dass die Toten die Lebenden beeinflussen können. Dem besonderen Umgang mit dem Tod liegt in der uigurischen Gesellschaft ein genereller Glaube an die Existenz unsichtbarer, aber ständig anwesender „Geister“ (roh, Pl. rohlar) zugrunde. Dabei sind nach uigurischer Vorstellung sowohl Geister verstorbener Menschen allgegenwärtig und von alltäglicher Relevanz, als auch nichtmenschliche Geister (djin/ǧin, Pl. djinlar/ǧinlar). Dieser Glaube an die Existenz und das Vorhandensein verschiedener Arten spiritueller Wesen, die gegenwärtig sind und in das Leben der Menschen eingreifen, spielt unter Uiguren eine wichtige Rolle. Eine ganze Reihe religiöser Praktiken beruht auf solchen Vorstellungen und besteht darin, diese Geister auf unterschiedliche Weise als Gegner, Partner oder Fürsprecher für Gott (alla oder xuda) anzusprechen. Es können dabei drei Bereiche von Praktiken des Geisterglaubens unterschieden werden, die eng ineinander greifen:
1. – Häusliche Riten für die Geister verstorbener Verwandter und enger Familienangehöriger
Als „häuslicher Kult“ (nicht: „schamanischer“) kann ein zentraler Bereich des Geisterglaubens der Uiguren bezeichnet werden, in dessen Zentrum die Geister toter Verwandter und enger Bekannter stehen, wie etwa Eltern, Großeltern und anderer Personen, die man zu ihren Lebzeiten kannte. Bei den sich mit dem Bereich des Todes beschäftigenden sowie anderen offiziellen und inoffiziellen islamischen Ritualen handelt es sich weniger um einen wirklichen Ahnenkult, als vielmehr um die Bewahrung bestimmter Aspekte der Totenvererhrung. Vorrangig sollen sie das Wohlwollen der Toten sicherstellen, damit deren Hilfe für das Wohlergehen und den Wohlstand der Lebenden gewonnen werden kann. Zentrale Bestandteile dieser Kultform sind die „Speisung“ der Geister mit dem Duft von Weihrauch, dem Geruch von heißem Öl bei der Zubereitung zeremonieller Kuchen und den damit in Verbindung stehenden Gebeten. Nach uigurischer Vorstellung helfen Geister, deren Erinnerung man derart mithilfe von Gebeten und Opfergaben zelebriert, ihrer Familie, während vernachlässigte Geister der Familie Unglück bereiten können.
2. – Riten an den Gräbern muslimischer Heiliger (ävliya)
Menschliche Geister – verstanden als „Seelen“ verstorbener Menschen – nehmen einen wichtigen Platz im spirituellen Denken der Uiguren ein. Wie allgemein im zentralasiatischen Islam spielen Heiligengräber als Pilgerorte (mazar für „Grabstätte“; auch ziyarätgah für „Pilgerort“ oder muqäddäs djay für „heiliger Ort“) bei den Uiguren eine große Rolle. In erster Linie wird die Heiligenverehrung (tavap qilish) in Rahmen individueller Besuche am Grab (ziyarät) ausgeübt oder in Form größerer Pilgerfahrten, die an einem bestimmten Kalendertag im Jahr stattfinden. Der Pilger umwandelt die Grabstätte – wie es auch bei der Kaaba in Mekka Brauch ist –, küsst den Sarkophag oder den Heiligen repräsentierende Gegenstände, legt Tücher auf das Grab und zündet Lichter an. Meist erhofft sich der Pilger dadurch die Erfüllung weltlicher Anliegen. Je nach Bedeutung des Heiligen können die Besuche der Grabstätte aber auch entweder als einfache Akte der Verehrung oder im Zusammenspiel mit dem Besuch weiterer entsprechender Wallfahrtsorte auch als Ersatz für die Hāddsch anerkannt werden. Auch das mazar selbst erhält durch den dort wohnenden Geist (roh) des Heiligen einen besonderen Status, an dem spirituelle Spezialisten wie Wahrsager bevorzugt ihre Dienste anbieten und an dem die Erde in der Nähe des Heiligtums als heilkräftig gilt. Die Heiligen (ävliya) weisen oft eine Verbindung zu Sufi-Linien auf.
3. – Umgang mit Geistern nichtmenschlichen Ursprungs (ǧinlar, šaytunlar, albastilar u. a.)
Alle djin werden als unberechenbar und im Falle ihrer Verärgerung als gefährlich angesehen, wobei aber einigen (albasti und šaytun) ein immerzu „böser“ und gefährlicher Charakter zugeschrieben wird. Weiterhin glauben die Uiguren an die Existenz weiterer, als „Engel“ (pärishtä, von pers. fereshte) bezeichneter, nichtmenschlicher Geister, denen sie hingegen einen „guten“ und wohlwollenden Charakter zuschreiben.
Mit der Existenz der djin und ihrer scheinbaren Willkür wird nach uigurischem Glauben plötzliches und unverschuldetes Unglück oder Unheil erklärt. Mittels bestimmter Maßnahmen und Riten versuchen Uiguren Schaden abzuwehren, indem sie beispielsweise vermeintlich bevorzugte Aufenthaltsstätten der djin (beispielsweise Friedhöfe, unreine Orte oder bestimmte Bäume wie Ulmen meiden) oder bestimmte Pflanzen (isriq selish) verbrennen, deren Rauch vermeintlich reinigende und abwehrende Wirkung hat. Steppenraute (adrasman), Wacholder (archa) und Apfel (Holz und Blätter) sollen nicht nur gefährliche Geister vertrieben, sondern gleichzeitig auch Engel angezogen werden. So übernimmt isriq selish bei Anlässen wie der Eröffnung eines Ladens, dem Einzug in eine Wohnung oder vor Feiertagen eine Funktion bei der Reinigung der entsprechenden Räumlichkeiten.
Traditionelle Heiler oder „Schamanen“
Der Umgang mit Geistern nichtmenschlichen Ursprungs fällt vor allem in den Zuständigkeitsbereich religiöser Spezialisten, die in der Literatur oft als „Schamanen“ bezeichnet werden. Tatsächlich gibt es in den uigurisch geprägten Landesteilen Xinjiangs traditionelle uigurische Heiler und Heilerinnen (baxši/perixon/daxan genannt), deren Praktiken Parallelen zu den „klassischen“ sibirischen Schamanen aufweisen und in ekstatischen Tänzen und Trancezuständen bestehen, mit denen die Heiler nach uigurischer Vorstellung Kontakt zu den Geistern herstellen. Bei den heutigen Uiguren gibt es jedoch nicht nur klassische „Schamanen“ mit ihren typisch schamanischen ekstatischen Tänzen und Trancezuständen, sondern verschiedene Bezeichnungen für Heiler, die neben diesen Techniken noch ein breites Spektrum anderer Methoden anwenden. Damit stellen sie den Kontakt mit der Geisterwelt her und bieten verschiedene Dienste an wie Wahrsagerei, Glückbringen und Heilen. Je nach ihren Schwerpunkten und Methoden sind diese Spezialisten entweder bekannt als daxan/baxši/perixon (jeweils als „Schamane“ übersetzt), als palči/qumilaqči (meist als „Seher“ oder „Wahrsager“ übersetzt) oder als ǧadugär/sehirči („Zauberer“). Die wissenschaftliche Beschäftigung mit den Schamanen (perixan, baxşi) hat dazu geführt, dass andere Spezialisten vernachlässigt wurden, deren Methoden weniger spektakulär waren. Während die Kräfte der bakhshı genannten Schamanen-Heiler als außerordentlich und selten erachtet werden, handelt es sich bei den qumılaqchı Genannten um „schwächere“ Heiler, die in der Regel spirituelle Heilung mit Wahrsagerei verbinden und eine traditionelle Methode der Weissagung mit qumılaq genannten Bohnen oder kleinen Steinen (früher Schafkot) verwenden. Die verschiedenen Bezeichnungen und ihre Übersetzungen werden jedoch offenbar recht willkürlich verwendet und entsprechen keinen klar definierten Berufen, zumal viele dieser Spezialisten gleichzeitig unterschiedliche Rollen mit entsprechend unterschiedlichen Techniken einnehmen. Zudem ist die Verwendung verschiedener Begriffe auch regional bedingt, so dass beispielsweise in der Umgebung von Kaschgar der Begriff daxan vorherrscht, während Heiler in der Region Turpan vorwiegend als molla bezeichnet werden, womit der Unterschied zwischen den Berufen Heiler und Imam verwischt wird. Vereinfacht können die genannten religiösen Spezialisten statt als „Schamanen“ allgemein als „traditioneller Heiler“ oder kurzweg als „Heiler“ bezeichnet werden.
Sowohl bei der Diagnose zur Ursache des zu heilenden Übels, bei dem es sich um sehr unterschiedliche soziale und körperliche Störungen handeln kann, als auch bei der Therapie zu deren Heilung legt der Heiler eine „Kosmologie“ zugrunde, die davon ausgeht, dass Geister Einfluss auf das Leben und Schicksal menschlicher Individuen ausüben und auch umgekehrt die Möglichkeit besteht, diese Geister durch rituelle Handlungen zu beeinflussen. In dieser Vorstellung leiden die Menschen unter dem negativen Einfluss von Geistern und können oft auch über die Geister der Verstorbenen geheilt werden. Die „magischen“ Praktiken sind im Idealfall in der Nähe des Schreins (mazar) eines Heiligen durchzuführen, wo der Geist des ävliya, der über besondere Kraft verfügt, um Unterstützung angerufen wird. Einige Heiler klassifizieren schädliche Geister nach ihrer religiösen Ausrichtung und verwenden verschiedene Beschwörungsformeln, je nachdem, ob als muslimisch, christlich, jüdisch oder „ketzerisch“ (außerhalb der abrahamitischen Religionen stehend) eingestufte Geister ausgetrieben werden sollen. Die Schutzgeister können als islamische Heilige aufgefasst werden, insbesondere als anerkannte Schutzpatrone für verschiedene Berufe. Heilrituale in der Region sind lediglich für die zweite Hälfte des 19. Jahrhunderts ausreichend ausführlich dokumentiert. Über deren Praxis in jüngster Zeit (Stand: 2004) ist dagegen nur wenig bekannt.
Abgrenzung zum „Schamanismus“-Begriff und Integration in den Islam
Zwar ist bei den Uiguren ein Glaube an spirituelle Wesen verbreitet, die mit dem Leben der Menschen interagieren. Im Gegensatz zur Darstellung vieler ethnographischer Werke aus der Sowjetunion und China jedoch, die vor dem Hintergrund marxistisch beeinflusster Kulturtheorien von „dem Schamanismus“ als einer eigenen Religionsform ausgingen, stellt die Person des Geisterheilers oder Schamanen bei den Uiguren keine zentrale Instanz dieses Weltbilds dar, wie mit dem Begriff „Schamanismus“ in den meisten Darstellungen suggeriert wird. Im Fall der Vorstellungen der modernen Uiguren ist angesichts ihrer komplexen Ethnogenese und in der Region gegenüber vielen religiösen Einflüssen besonders exponierten Lage umstritten, ob der Begriff „Schamanismus“ angewendet werden sollte, der von der gut erforschten Natur des Glaubens vorislamischer turkstämmiger Gruppen bekannt ist, aber ein integrales System mit eigener Kosmologie, religiöser Hierarchie und eigenen Praktiken suggeriert, während bei den Uiguren eine lange Geschichte der Islamisierung besteht und jegliche indigene Konzeptualisierung fehlt.
Das von einigen Gelehrten unter „Schamanismus“ subsumierte Phänomen kann im Fall der Uiguren besser als eine Reihe von Heilmethoden beschrieben werden, die tief in den lokalen Volksglauben integriert wurden. Die rituellen Praktiken der Schamanen der Uiguren konzentrieren sich auf Heilung und verwandte Rituale. Diese Heilpraktiken der modernen Uiguren bilden ein synkretistisches Gefüge, in dem vorislamische Elemente und möglicherweise der Einfluss anderer Traditionen untrennbar miteinander verbunden sind. Gleichzeitig sind sie untrennbar mit dem Islam und der muslimischen Lebensweise verbunden. Der Einfluss des Sufismus als einer ekstatischen Islam-Form nimmt ebenso eine wichtige Rolle ein wie der Einfluss des sich auf die Geister toter Verwandter und enger Familienangehöriger beziehende „häusliche Kult“. Für Exorzismuszeremonien und Heilrituale, die schädliche Geister aus dem Körper des Kranken austreiben sollen (päri oynatiş, dt.: „den Päri zum Tanzen bringen“; oder: oyun, dt. „Tanz“), kommen unter anderem Beschwörungsformeln für islamische Heilige, andere Exorzismusformeln und aus Koranversen bestehende arabische Gebete zum Einsatz. Bei den Uiguren dienen die Geisterheiler oder Schamanen somit lediglich als eine praktische Institution im lokalen Islam. Sie bieten dem einzelnen Ratsuchenden die Möglichkeit, sich in einer konkreten Situation aus dem Angebot der „heterodoxen“ Dienstleistungen zu bedienen, die somit für ihn eine wichtige Ergänzung zum Angebot des örtlichen Imams darstellen, falls dieser die entsprechenden Techniken nicht selbst anbietet.

#### Unterdrückung und Sinisierung religiöser Ausdrucksformen seit 2017
Bereits 2016 hatte der chinesische Staatsführer Xi Jinping in einer Grundsatzrede eine Strategie der „Sinisierung von Religionen“ propagiert, mit der die VR China eine effektive Überwachung und Kontrolle auch derjenigen Gesellschaftsbereiche gewährleisten wollte, die nicht unmittelbar der KPCh unterstellt waren. Wörtlich sagte Xi in der Rede: „Religionen in China müssen chinesisch ausgerichtet sein“ und „sich an die sozialistische Gesellschaft anpassen“. Anders als die muslimische Ethnie der Hui waren die Uiguren zu diesem Zeitpunkt jedoch noch nicht kulturell und religiös weitgehend assimiliert, sondern von der Mehrheit der Han-Chinesen in ihrem Äußeren zu unterscheiden. Sie wurden in den folgenden Jahren mit großer Härte unterdrückt.
Seit 2017 begann der chinesische Staat mit der systematischen Einschränkung persönlicher Ausdrucksformen islamischer Kultur und islamischen Glaubens in Xinjiang. 2019 erklärte Shorat Zakir als Gouverneur Xinjiangs gegenüber der internationalen Presse, China werde auch weiterhin am „sehr erfolgreichen Programm der De-Radikalisierung“ in Xinjiang festhalten. Im Zuge der offiziellen Einführung und des Ausbaus des Systems der „Berufsbildungszentren“ (zhiye jineng jiaoyu peixun zhongxin 職業 技能 教育 培訓 中心) in Xinjiang, das Anfang 2017 intensiviert wurde und in der Öffentlichkeit als Kampagne der „Umerziehung“ (zai jiaoyu 再教育) der Uiguren bezeichnet wird, wurde das chinesische Mond-Neujahr zum größten kulturellen Jahresereignis der Uiguren. Indem über 1,1 Million vorwiegend han-chinesische Staatsangestellte in den uigurischen Dörfern stationiert und bis zu eine Million Uiguren und andere turkstämmige Muslime inhaftiert wurden, ersetzte das chinesische Neujahrsfest zusammen mit anderen chinesischen Festen wie dem Drachenbootfest die traditionellen heiligen Feiertage der Uiguren, Eid al-Adha (qurban heyt) und Eid al-Fitr (roza heyt), die stattdessen – ebenso wie das traditionelle uigurische Frühlingsfest Nawruz – den Uiguren verboten und als Anzeichen für „religiösen Extremismus“ stigmatisiert wurden. Selbst an und in Moscheen wurden überdimensionale rote Banner mit Regierungspropaganda wie dem politischen Slogan „爱党 爱国“ (dt.: „Liebe die Partei, liebe das Land“) angebracht.
Seit dieser Zeit rückten die staatlichen Behörden in Xinjiang die Bedeutung „anti-terroristischer“ (fankong 反恐) und „entextremisierter“ (qujiduanhua 去極端化) Kulturarbeit in den Vordergrund, die als „Aufrechterhaltung der Stabilität“ (weiwen 維穩) bekannt ist und „Präventivmaßnahmen gegen Terrorismus“ (yufangxing fankong 預防性反恐) beinhaltet. In diesem Zusammenhang errichteten die Regionalbehörden ein alle Uiguren und anderen turkstämmigen Muslime Nordwestchinas betreffendes System von außergerichtlichen Internierungen und Zwangserziehungs-Programmen, das darauf abzielt ihre islamischen „Tumore auszurotten“ und ihre „Herzen und Gedanken zu waschen“, um sie mit han-chinesischen Kulturwerten und chinesischen politischen Überzeugungen zu ersetzen. Die Kampagne gegen religiösen Extremismus in Xinjiang richtet sich in der Praxis jedoch nicht gegen eine für Radikalisierung und gewalttätige Aktionen anfällige Minderheit, sondern pauschal gegen alle Ausdrucksformen des islamischen Glaubens.
Gleichzeitig wurde laut dem englischsprachigen KPCh-Organ Global Times ein Fünfjahresplan erstellt und Anfang Januar 2019 mit Islam-Vertretern aus acht Provinzen und Regionen auf einer Arbeitssitzung in Peking mit dem Ziel besprochen, die sogenannte „Sinisierung des Islams“ in China voranzutreiben. Nach Ansicht verschiedener Fachleute wie dem Experten für chinesische Minderheitenpolitik, David Stroup (Universität von Oklahoma) oder dem Historiker Haiyun Ma (Frostburg State University in Maryland) bildet die Beseitigung ausländischen Einflusses das Hauptmotiv für den Fünfjahresplan zur „Sinisierung des Islams“. Arabische Einflüsse sollen laut Ma aus dem Leben der Muslime in China ausgemerzt und ihre kulturellen Verbindungen zu islamischen Ländern auf ein Minimum reduziert oder ganz unterbrochen werden, um die muslimische Bevölkerung unter dem Vorwand der Globalisierung zu isolieren. Im November 2018 berichtete die Global Times, dass die Erfahrungen aus dem Vorgehen in Xinjiang auch in anderen Regionen mit nennenswertem muslimischem Bevölkerungsanteil angewandt werden sollen.

### Mündliche Überlieferung und Literatur

#### Interaktion zwischen mündlicher und schriftlicher Überlieferung
Anhand des Beispiels der epischen Dichtung der Uiguren lässt sich zeigen, dass bei den Uiguren eine Wechselbeziehung zwischen oraler und literarischer Überlieferung besteht. Der Umstand, dass die Uiguren das sprachliche und literarische Erbe der tschagataischen Sprache fortführen, macht die Tatsache verständlich, dass auch in der mündlichen epischen Überlieferung der Uiguren Alphabetisierung und schriftliche Literatur eine bedeutende Rolle gespielt haben. Zahlreiche Erzählungen sind von der mündlichen zur schriftlichen Form übergegangen und umgekehrt. Eine große Anzahl von Volksepen und Romanzen fanden Niederschrift oder Übertragung in handschriftliche oder gedruckte Form und beeinflussten selbst wiederum mündlich übermittelte Versionen.
In dieser kulturellen Region, die seit Jahrhunderten mit dem hohen Literaturstand sowohl in tschagataiischer als auch in persischer Sprache in Kontakt stand, standen schriftliche und mündliche Überlieferung, das Auswendiglernen fester Textformen und die Kunst des Freestyles (im Sinne von „Composition in Performance“) in enger Verbindung miteinander. So hatten etwa improvisierende Live-Aufführungen hatten einen außerordentlich großen Einfluss auf verschiedene literarische Formen wie beispielsweise niedergeschriebene dastan-Erzählungen. Viele Schriftsteller und Dichter haben Inspirationen aus Themen und Bildsprache der Volksepen gewonnen. Gleichzeitig beeinflusste und beeinflusst aber auch die schriftliche in umgekehrter Richtung die mündliche Überlieferung, so dass eine reziproke Beziehung zwischen oraler und literarischer Tradition besteht. Die mündliche epische Dichtung der Uiguren unterscheidet sich in dieser Hinsicht deutlich von der solcher turksprachigen Völker, deren traditionelle Kultur eher nomadisch als urban geprägt war oder ist.

#### Mündliche Überlieferung

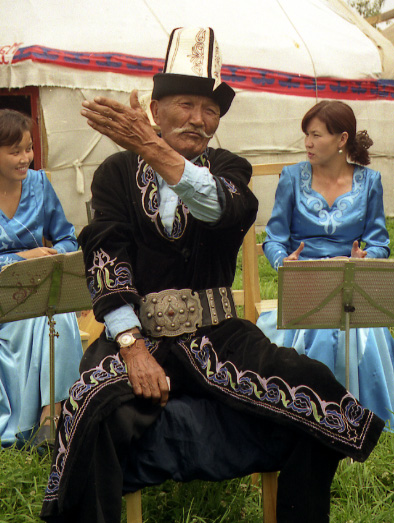
manastschi in Karakol, der den Manas-Epos vom Kampf gegen die Uiguren erzählen kann (2002).
Die dastan genannten „eposähnlichen“ Erzählungen sind außer bei den Uiguren auch bei anderen Turkvölkern verbreitet

Die wichtigsten Genres der in den letzten 200 Jahren aufgezeichneten uigurischen oralen Folklore waren:
- Volksmärchen (bekannt als čöčäk)[42]
- Volkslieder mit Quatrain-Strophen (bekannt als qoshaq)[42]
- Sprichwörter (maqaltämsil)[42]
- humorvolle Anekdoten (lätipä)[42]

Die Sprichwörter, Märchen und meisten qoshaq fanden allein über mündliche Überlieferung Verbreitung. Zu den humorvollen Erzählungen gehören dagegen neben den lokalen mündlich-überlieferten Erzählungen über und von historischen Persönlichkeiten auch die internationalen Geschichten von Nasreddin Effendi (Näsirdin Äpändi), die sowohl mündlich als auch schriftlich zirkulierten. In diesem Zeitraum der letzten 200 Jahre entnahmen viele Sänger einige ihrer qoshaq-, ghazal- (eine sonettartige Textform) und dastan-Gedichte schriftlichen Quellen.
Der aus dem Persischen stammende Begriff dastan (mit der Grundbedeutung: „Geschichte“) wird von den Uiguren wie von einer Reihe anderer turksprachiger Völker über Zentralasien hinaus zur Bezeichnung einer „epos-ähnlichen“ Erzählung verwendet. Vorgetragen werden sie von einer Art uigurischer „Geschichtensänger“, die heute in der Regel dastanchi genannt werden. Es existieren zwei Einschränkungen für die Bezeichnung „Epos“ auf uigurische dastan: Zum Ersten besteht die überwiegende Mehrheit der uigurischen dastan aus einer Mischung, die sich sowohl aus Vers (Poesie) als auch aus Prosa zusammensetzt. Der auffälligste Unterschied zwischen Prosa und Poesie besteht darin, dass die Prosa gesprochen wird, während die Verse gesungen werden, was sowohl für die prosimetrischen Epen und dastan, als auch für andere turksprachige mündliche Überlieferungen in Zentralasien und im Nahen Osten typisch ist.
Diese prosimetrische Erzählung ist in der Weltliteratur weit verbreitet. Der Prototyp des Epos im westlichen Kanon ist jedoch durch die homerischen Gedichte definierbar, bei denen es sich um lange Erzählungen in Versform handelt. Da in der turksprachigen mündlichen Überlieferung ein und dieselbe heroische Erzählung sowohl in Versform vorliegen kann, als auch im Prosimetrum, ohne dass die beiden Varianten dabei in Inhalt, Stil und Konzeption voneinander abweichen, ist es jedoch konsequent, den Genrebegriff „Epos“ nicht auf die Variante in Versform zu beschränken, sondern auch für die prosimetrische Variante anzuwenden. Zum Zweiten unterscheiden sich die uigurischen dastan von den homerischen Epen, die in einer Welt der Vergangenheit spielen und die Tapferkeit und Taten von Helden in den Vordergrund rücken, auch dadurch, dass es sich bei vielen dastan eher um Liebes- und Abenteuergeschichten als um Heldenerzählungen handelt. Viele Handlungen und Motive dieser Erzählungen stammen aus dem Pool orientalischer (oder: „morgenländischer“) Geschichten, die beispielsweise über Geschichtensammlungen wie Tausendundeine Nacht oder das Tuti Nameh („Papageienbuch“) Verbreitung fanden. Die in Versform verfassten Anteile dieser Liebes- und Abenteuer-dastan sind in der Regel Monologe oder Dialoge, in denen die Protagonisten ihre Gefühle ausdrücken. Sowohl in ihren Handlungen und Motive als auch in ihren Stil weisen diese dastan zahlreiche Ähnlichkeiten mit dem Genre auf, das in der mittelalterlichen Literatur in der Regel als „Roman“ bezeichnet wird.
Fachleute der Region unterscheiden zwischen heroischen dastan (qährimanliq dastanliri, zum Beispiel Chin Tömür Batur und Yüsüp-Ähmäd), Liebes-dastan (muhäbbät dastanliri), religiösen dastan (diniy dastanlar) und historischen dastan (tarixiy dastanlar, zum Beispiel Seyit Nochi und Yachibäg). Die heutige Verbreitung als mündlich vorgetragene Erzählungen ist nur schwer zu bemessen. Viele dastanchi tragen religiöse dastan vor, insbesondere bei mazar-Festen, die zu Ehren von Heiligen an ihren Grabstätten abgehalten werden. Der politische Druck durch die chinesische Regierung hat jedoch dazu sowohl auf die Ausrichtung von mazar-Festivals als auch auf das Vortragen religiöser dastan abschreckende oder sogar unterdrückende Wirkung entfaltet. Eine große Anzahl dieser religiösen dastan ist – meist in schriftlicher Form – auch in anderen Überlieferungen als der uigurischen nachweisbar. So sind die von Wilhelm Radloff in Kasachstan gesammelten „Büchergesänge“ Kiyiknamä („Der Hirsch“), Qiyamätnamä („Das Ende der Welt“) und Imam Hüseyning shehitnamisi („Imam Husseins Märtyrertum“) auch im Repertoire der uigurischen dastanchi enthalten.
Für das südliche Xinjiang ist belegt, dass zahlreiche dastanchi Epen wie Abdurakhman Pasha aus schriftlichen Versionen gelernt, die Sprache und den Inhalt im Laufe ihrer eigenen Aufführungen aber leicht verändert haben, während im Gegenzug zeitgenössische mündliche Vorführungen oftmals in die Schriftform übergehen, indem Wissenschaftler sie aufzeichnen, transkribieren, übersetzen und weiter verbreiten. Einige dastanchi erlangten behördliche Anerkennung. So wurde der aus Karakax stammende Shamämät Pasar'akhun (1912–2009) als repräsentativer Erbe der dastan-Tradition im März 2008 auf der Liste zum Schutz der immateriellen Kultur der Autonomen Uigurischen Region Xinjiang und im Juni 2009 auch auf der Nationalen Liste zum Schutz der immateriellen Kultur der Volksrepublik China anerkannt. Ein weiteres Beispiel ist der 1955 in Karax geborene Ubulhäsän Muhämmät, der im März 2008 als repräsentativer Erbe der dastan-Tradition auf der Liste zum Schutz der immateriellen Kultur der Autonomen Uigurischen Region Xinjiang und 2013 auf der nationalen Liste anerkannt wurde.
Weitere Genres der uigurische Folklore sind Rätsel (tepishmaq) und weniger verbreitete Erzählformen, die als rivayät (Legende), hikayät (Anekdote oder Geschichte), äpsanä (Mythos oder Legende) oder qissä (längere Geschichte) geführt und nicht mit dem spezifischeren čöčäk-Genre zusammengefasst werden.

#### Schriftliche Überlieferung (Literatur)
Die uigurische Literatur befasste sich im Laufe ihrer Geschichte vorwiegend mit religiösen Themen, angefangen von der Zeit ihrer Bekehrung zum Manichäismus, über das nestorianische Christentum und dann den Buddhismus bis hin zum Islam. Die Uiguren verfügen über eine umfangreiche literarische Hinterlassenschaft. Erhalten sind neben einzelnen christlichen Zeugnissen wie etwa Fragmenten der Georgspassion in erster Linie manichäische und buddhistische Texte. Beim buddhistischen Schrifttum handelt es sich in der Regel um Übersetzungsschriften aus ganz unterschiedlichen Sprachen wie dem Tocharischen oder dem Tibetischen.
Neben der religionsbezogenen Literatur existieren aus den Überlieferungen der uigurischen Gelehrten seit rund 1000 Jahren aber auch Volksmärchen, uigurische Legenden und historische Abhandlungen.
Im Prozess der Sesshaftwerdung in Ostturkestan ab dem 9. Jahrhundert übernahmen und evolvierten die Uiguren, deren ursprüngliche Lebensweise im Nomadentum sich nun bedeutend geändert hatte, bemerkenswert schnell und umfangreich die bereits in der Region bestehenden kulturellen Traditionen. Im Verein mit der weiteren Verbreitung des Buddhismus entfaltete sich ihr künstlerisches und literarisches Schaffen.
Nach dem 14. Jahrhundert begann für die uigurische Literatur mit der Entwicklung der Tschagatai-Sprache und der schrittweisen Schaffung der Tschagatai-Literatur eine neue Ära, deren bedeutendste Dichter Altay, Sekkaki und Lutfi waren. Insbesondere Lutfi, der neben einer großen Anzahl von Kurzgedichten auch das Langgedicht Gül We Newruz schrieb, blieb späteren Generationen als größter ghazal-Meister vor Alishir Nawa'i bekannt.
Im 15. Jahrhundert brachte die die Uiguren einschließende turkstämmige Bevölkerung den bedeutenden Dichter und Denker Alishir Nawa'i (auch bekannt als: Mīr ʿAlī Shīr) hervor, der nicht nur eine wichtige kulturelle und politische Persönlichkeit während der Regierungszeit des letzten großen Timuriden-Herrschers Sulṭān Ḥusayn Bāyqarā (reg. 1469–1506) darstellte, sondern auch als herausragender tschagatai-türkischer Poet unter dem Pseudonym Navāʾī schrieb. Heute beanspruchen sowohl die Uiguren als auch die Usbeken, deren einander sehr ähnliche Sprachen beide auf die Tschagataische Sprache zurückgehen, Alishir Nawa'ials, dessen Sprache das Tschagataiische war, als ihren Nationaldichter. ʿAlī Shīr entstammte einer kultivierten, turkstämmigen Familie uigurischer bak̲h̲s̲h̲ī (oder: turksprachiger Kanzleischreiber), die lange Zeit im Dienst der dynastischen Familie der Timuriden gestanden hatte. Er schrieb mehrere tausend lyrische Kurzgedichte sowie fünf epische Erzählgedichte. Unter letzteren befinden sich auch die beiden heute noch von den Uiguren hochgeschätzten Masnawī-Liebesgeschichten Farhad We Sherin (oder: Farhād va Shīrīn; dt.: „Farhad und Sherin“) und Leyli We Mejnun (oder: Laylī va Majnūn; dt.: „Leyli und Mejnun“), beide jeweils nach dem Vorbild der in etwa gleichnamigen romantischen Masnawī von Niẓāmī und von Amīr K̲h̲usraw. Nawa'is Werke hatten unschätzbare Auswirkungen auf sämtliche Turkvölker und Turksprachen. Der tiefgreifende Einfluss seines Schaffens erfasste nicht nur spätere zentralasiatische Autoren, die bis zum Beginn des 20. Jahrhunderts in Tschagatai schrieben, sondern auch die Entwicklung der aserbaidschanischen Literatur (insbesondere die Poesie Fuḍūlīs) sowie die der turkmenischen (Dichter Makhdūm Qulī im 18. Jh.), uigurischen, tatarischen und osmanisch-türkischen Literatur.
Im 17. und 18. Jahrhundert belebte eine Gruppe dynamischer Dichter die uigurische Literatur mit ihren Werken neu, als deren berühmteste Muhabatnama We Mehnetnama (dt. etwa: „Liebe und Bitterkeit verflochten“) von Hirkit, Gül We Bulbul (dt. „Rose und Nachtigall“) von Shah Yari und Muhabatnama (dt. etwa: „Liebesbrief“) von Molla Abdureyim zu nennen sind.
Die uigurische Literatur (in Abgrenzung von der altuigurischen Literatur auch als neuuigurische Literatur bezeichnet) ist im Westen über nahezu alle literarischen Genres hinweg fast unbekannt. Ein wachsendes Interesse an der uigurischen Literatur ist in jüngster Zeit allerdings in der Türkei zu verzeichnen, wo die uigurische Literatur Gegenstand von literarischen, linguistischen und turkologischen Forschungsstudien wurde.
Neben der Dichtung stellt vor allem das volkstümliche Lied eine bevorzugte Ausdrucksform uigurischen Kunstschaffens dar. Lieder eignen sich besonders gut für die Vermittlung versteckter oder auch ausdrücklicher politischer Botschaften, da sie sich dem Zugriff der Zensur weitgehend entziehen.
Eine Legende besagt, die heutigen Uiguren seien die Nachkommen einer mystischen Vereinigung zwischen einer Hunnenprinzessin und einem Wolf.
Die in uigurischen Fabeln häufig auftauchenden Qadis treten manchmal in Form des auch aus der mündlichen Überlieferung bekannten Volksweisen Afanti (Näsirdin Äpändi, Nasreddin ependi) in Erscheinung: Kinderliteratur in Form von Büchern mit traditionellen uigurischen und zentralasiatischen Märchen wie Nasreddin Ependi ist auch im sinisierten Gebiet Ürümqis erhältlich. Als Ependi oder Apendi (kirgisische Variante) und als Apandi (Usbekisch), Afandi oder Avanti (Neu-Uigurisch) ist in Zentralasien die Figur des „Nasrettin Hoca“ bekannt, die als Held von Anekdoten und Witzen aus der türkischen Tradition stammt, sich in allen Regionen der osmanischen Herrschaft verbreitet und inzwischen Erzählstoff krimtatarischen (Ahmet Akaj), usbekischen (Navoi) oder kirgisischen (Aldarkösö) Ursprungs eingebunden hat. Das moderne chinesische Wort Afanti („Betrüger“) entstand somit durch uigurische Abwandlung aus dem türkischen efendi (hier als Ausdruck der respekterweisenden Ansprache), das in Zentralasien anstelle des in der Türkei oder auch bei den Serbokroaten und Ungarn verwendeten religiösen Titels „Hoca“ gewählt wurde, aus dem durch Lautverschiebung im Arabischen auch „Joha“ wurde. Je nach Region unterscheiden sich innerhalb des weiten Verbreitungsgebiets zwar die Details der Umgebung in den Anekdoten, indem beispielsweise der türkische Mantel durch den usbekischen chapan, das anatolische Haus durch die kirgisische Jurte oder der westliche padişah durch den, oft durch Tamerlan verkörperten, östlichen „khan“ ersetzt wird. Doch sind die Anekdoten und der Charakter der kleinen, schlauen, auf einem Esel reitenden Figur von Anatolien bis nach Xinjiang annähernd unverändert geblieben, die sich in ihrer Lage zu helfen weiß, aus Situationen Lehren zieht oder sich gegen die Mächtigen stellt und somit ein Modell zum Bestehen einer im Alltag harten Welt bietet.

### Gesellschafts- und Wirtschaftsformen
Traditionell existiert bei den Uiguren ein auf Uigurisch jäma'ät (dt. etwa: „Gemeinschaft“) genanntes, hierarchisches System, das von angesehenen und frommen älteren Männern dominiert wird und dessen Bezeichnung primär auf die Moscheengemeinschaft hindeutet. Dieses überlappt sich mit geografischen Einheiten – wie dem yeza (Dorf) oder der mähällä (Nachbarschaft) – und den engen Netzwerken der Gegenseitigkeit – wie Gastfreundschaft, gemeinsamen Essen, gegenseitige Unterstützung –, die von Frauen mit ihren Nachbarinnen und ihrer Großfamilie aktiv gepflegt werden.

#### Geschichte
In historischer Perspektive war der Lebensunterhalt der Uiguren auf die Tierhaltung begründet, und die Uiguren erlangten großes Geschick bei der Aufzucht von Pferden, Schafen und anderem Vieh. Historischen chinesischen Aufzeichnungen zufolge wurde eine enorme Anzahl von Tieren stetig in die chinesische Zentralebene getrieben. An einem Tauschhandel, den die Uiguren mit der Tang-Dynastie (618–907 n. Chr.) herstellten, waren mehrere Zehntausend Pferde beteiligt, und jedes Jahr wurden 300.000 bis 500.000 Bolzen Seidenstoff gegen uigurisches Vieh ausgetauscht. Im 8. Jahrhundert gelang den Uiguren als Gegenleistung für ihre Militärhilfe, einen für sie vorteilhaften Tauschhandel mit der geschwächten Tang-Dynastie (618–907 n. Chr.) zu erwirken, bei dem sie mit erheblichem Profit beispielsweise uigurische Pferde gegen chinesische Seide eintauschten. Ein solcher Tauschhandel betraf jeweils mehrere Zehntausend Pferde neben anderem uigurischen Vieh, das Jahr für Jahr gegen 300.000 bis 500.000 Ballen Seidenstoff eingetauscht wurde.
Nahezu unmittelbar, nachdem die Uiguren im 9. Jahrhundert aus der mongolischen Steppe nach Xinjiang geflüchtet waren, begannen sie mit dem Übergang vom Nomadismus – im Sinne von Wanderweidewirtschaft – als vorherrschender Lebensweise zur sesshaften Landwirtschaft. Vorherrschend wurde schließlich eine Lebensweise mit der Oase als Zentrum und einem Schwerpunkt auf Bewässerungsfeldwirtschaft und Karawanenhandel, wenngleich auch einige Uiguren noch über eine gewisse Zeit hinweg Nomaden blieben. Zwischen dem 9. und 12. Jahrhundert begannen die Uiguren im Tarimbecken so eine fortgeschrittene Landwirtschaft zu betreiben. In der Folge züchteten sie Weizen, Mais, Gemüse und Obst an. Die von den Uiguren in Turpan gezüchteten Wassermelonen erlangten große Berühmtheit. Die Felder wurden über große Entfernungen hinweg über ein von den Uiguren gebautes und karez genanntes Wasserkanalsystem bewässert, das noch heute in Xinjiang verwendet wird. Von den 1.600 karez Xinjiangs gehören nach chinesischen Angaben 1.100 zum Bewässerungssystem von Turpan (davon 538 zur Stadt Turpan) und viele andere zu Kumul. Sie verwandelten das trockene Turpan-Becken in eine Region des Weintraubenanbaus. So betrug die Weinproduktion im Jahr 2004 trotz geringer Niederschläge (16 mm pro Jahr) 600.000 Tonnen. 2008 wurde das karez-Bewässerungssystem auf der Tentativliste der VR China zur Nominierung für das UNESCO-Welterbe eingetragen.
Neben Baumwolle als einem der wichtigsten lokalen Produkte von kommerziellem Wert besaßen auch Teppiche kommerziellen Wert. Zentren der Teppichanfertigung waten die Städte Hotan, Kaschgar und Turpan.
Die Uiguren blieben nun bis ins 20. Jahrhundert hinein fast sämtlich sesshafte Bauern oder Stadtbewohner, die auf kleinen unabhängigen Bauernhöfen Melonen, Baumwolle, Mais, Pfirsiche, Pflaumen und Weizen erzeugten. Alle diese Feldfrüchte waren im chinesischen Tiefland unbekannt. Ein etwas gehobeneres Leben führten Uiguren in der Stadt als Vermieter, Kaufleute, Ladenbesitzer, Karawanenhalter, muslimische Shaiks, Dichter und in vielen anderen Berufen.
Im 20. Jahrhundert erfuhren die uigurischen Gemeinschaften in Xinjiang erhebliche Umbrüche wie Unruhen und Kriege, die Eingliederung in die VR China von 1955, Landreformen, Kommunisierung, der Aufstieg einer gebildeten Mittelschicht, ethnischer Nationalismus und die Wirren der Kulturrevolution.
Die Gründung der VR China und der nach 1951 eingeleitete gesellschaftliche Wandel führten zu einer Umwälzung der althergebrachten Verhältnisse. Die Zunahme von Einfluss und Macht von China in Xinjiang veränderte die traditionelle Lebensweise der uigurischen Bevölkerung stark. Die meisten uigurischen Bauern, die zuvor unabhängig gewesen waren, wurden in Kommunen zusammengeschlossen. Mit Programmen zur Wiederaufforstung von Berghängen sollten riesige Flächen für die Bewässerung erschlossen werden, und durch eine stärkere Industrialisierung der Region kam es zu einer Umstrukturierung und Durchmischung der Bevölkerung.
In den 1980er Jahren erhielten die Bauern wieder eigenes Land, unterlagen aber in vielen Belangen weiterhin den Weisungen des interventionistischen Staatsapparats. Dieser gibt beispielsweise die Auswahl der anzubauenden Pflanzen und die Beteiligung an der khasha (Pflichtarbeit) vor.
In den 1990er Jahren fand eine Urbanisierung und wirtschaftliche Entwicklung in großem Maßstab statt, die einerseits eine massive Einwanderung von Han-chinesischen Migranten und andererseits eine erhebliche Migration von Uiguren vom Land in die Stadt mit sich brachte. Dabei wurden manchmal ganze Lokalgemeinschaften an neue Standorte versetzt, um Entwicklungsprojekte zu erleichtern.

#### Gegenwart
Die gesellschaftliche Organisation der Uiguren ist auf das Dorf ausgerichtet. Sie leben vorwiegend als sesshafte Dorfbewohner in einem Oasenverbund, der sich aus den Tälern und unteren Hängen des Tien Shan, Pamirs und in Beziehung stehend Gebirgssystemen zusammensetzt. Da diese Region zu den trockensten der Welt gehört, wenden die Uiguren seit Jahrhunderten ein Bewässerungssystem an und erhalten so die Wasserversorgung für ihre Landwirtschaft. Wie auch über ihre frühere Geschichte hinweg leben die Uiguren heute in einer Region mit fruchtbaren, sandigen Böden. Bewässerung findet durch Schnee und Regen in den die Region umgebenden Bergen und durch die Wüstenoasen statt, um die sie ihre kleineren Ortschaften und größeren Städte errichtet haben.
Ein Großteil der uigurischen Bevölkerung betreibt Ackerbau und Viehzucht. Als Hauptnahrungspflanzen (Food Crops) bauen die Uiguren Weizen, Mais, Kaoliang (eine Form von Sorghum) und Melonen an. Weizen, Reis, Mais, Wassermelonen, Maulbeeren, Birnen, Feigen, Granatäpfel, Walnüsse und vor allem Trauben und Baumwolle gedeihen im Klima Xinjiangs sehr gut.
Eine der wichtigsten oder die wichtigste Industriepflanze (Cash Crops) der Uiguren ist die bereits seit langer Zeit in der Region angebaute Baumwolle. In der Turpan-Senke und im Tarimbecken werden bedeutende Erträge von Baumwolle mit hoher Stapellänge erzeugt. Aus Xinjiang stammen (Stand: 2020) laut dem Center for Strategic and International Studies (CSIS) 85 Prozent der chinesischen und 20 Prozent der weltweit produzierten Baumwolle. 2018 wurden 10 Prozent der chinesischen Exporterlöse durch die Ausfuhr von Rohbaumwolle, Garn, Textilien und Bekleidung erzielt. Trotz zunehmender Mechanisierung des Baumwollpflückens mussten 2019 noch rund 70 Prozent der Baumwollfelder Xinjiangs von Hand gepflückt werden, insbesondere die hochwertige und überwiegend in den uigurischen Regionen im südlichen Xinjiang angebaute Langstapelbaumwolle. Während die chinesischen Kooperativen wenige Jahre zuvor noch vorwiegend freiwillige han-chinesische Saisonarbeiter aus westlichen und zentralen Provinzen Chinas zur Baumwollernte in Xinjiang eingesetzt hatten, soll – laut einem CGP-Bericht des China-Forschers Adrian Zenz von Dezember 2020 – inzwischen vermutlich ein Großteil der chinesischen Baumwolle vorwiegend von Uiguren und teilweise unter Zwang gepflückt werden. Über ein Drittel der Baumwolle aus Xinjiang wird von dem staatlichen Produzenten Xinjiang Production and Construction Corps (XPCC) angebaut, der in der Vergangenheit auch Häftlinge bei der Ernte eingesetzt hat. 2018 haben alleine die Präfekturen Aksu und Hotan chinesischen Regierungsdokumenten und Staatsmedien zufolge zusammen 210.000 Arbeiter zum Baumwollpflücken in die Regionen des paramilitärischen XPCC entsandt. Anfang Dezember 2020 hatten die US-Behörden für die Baumwolle und daraus hergestellte Produkte des XPCC ein Importverbot wegen des Verdachts von Zwangsarbeit verhängt, obwohl laut der CGP-Studie rund 80 Prozent der vom XPCC angebauten Baumwolle maschinell gepflückt werden.
Etwa die Hälfte der gesamten Anbaufläche Xinjiangs erzeugt zudem Winter- und Frühlingsweizen, so dass die Region in Bezug auf die Versorgung mit Brotgetreide autark ist. Mais wird mehr im Süden Xinjiangs als im Norden angebaut.
Xinjiang gehört außerdem zu einer der wichtigsten Obstregionen Chinas. Die Region ist bekannt für ihre süßen Hami-Melonen – eine Form von Zuckermelonen –, kernlosen Turpan-Trauben, Korla-Birnen und Ili-Äpfel. Des Weiteren produziert Xinjiang Zuckerrüben für die bedeutende Zuckerfabrikation im Nordwesten Chinas sowie zunehmend im großen Maßstab auch Hopfen und Seidenraupen-Kokons für die nationalen Märkte und den Export.
Wein wird in China erst seit den 1980er Jahren in großem Maßstab angebaut und hergestellt und bis 1990 nur in den Provinzen Hebei, Shandong und Xinjiang und unter Kontrolle einzelner großer staatlicher Unternehmen produziert. Zu Beginn des 21. Jahrhunderts gründete China jedoch spektakulär erfolgreiche Joint Ventures mit dem Ausland und der Boom im Weinbau soll nach dem Wunsch Chinas im Westen des Landes die vom Wirtschaftswachstum ausgeschlossenen Provinzen wie Xinjiang als „vorrangige Investitionsregionen“ wirtschaftlich entwickeln. Mit dem Weinbau erhoffen sich die örtlichen Behörden eine Begrenzung der Landflucht und die Schaffung von Arbeitsplätzen zu erreichen. Die Reben wurden in extremsten Umgebungen gepflanzt wie den sehr trockenen Regionen Xinjiangs mit dem als „Ofen“ Chinas bekannten und 150 Meter unter dem Meeresspiegel liegenden Turpan. Gegen die Trockenheit der Wüstenregionen wie Xinjiang wird Bewässerung eingesetzt und die Reben müssen in Xinjiang im Winter unter erheblichen Kosten begraben werden, um Frostschäden zu vermeiden.
In jüngerer Zeit wird auch wieder vermehrt Viehzucht betrieben, insbesondere nördlich des Tian-Shan-Gebirges.
Viele Uiguren finden Beschäftigung in der Erdölgewinnung, im Bergbau und in der verarbeitenden Industrie der städtischen Zentren. Zu den seit Alters her fortbestehenden uigurischen Traditionen gehört die Praxis des Teppich-Webens. In den als Zentren der Teppichproduktion geltenden Städte Kaschgar und Turpan wird die feine Wolle uigurischer Schafe zum Weben verwendet.

### Ernährung und Küche
Das traditionelle uigurische Essen ist für seine Vielfalt bekannt. Die Zutaten, Gerichte, Zubereitungsmethoden und der Wortschatz in Bezug auf uigurische Lebensmittel verweisen auf eine stattgefundene kulturelle Vermischung. Uigurische Lebensmittel und die damit in Verbindung stehenden sprachlichen Ausdrücke zeigen viele historische Zusammenhänge mit Zentralasien und Indien auf. Sie sind kulturelle und linguistische Belege für die Verbindung der uigurischen Küche sowohl mit den jenseits des Pamir gelegenen Ländern, als auch darüber hinaus mit der weitergefassten islamischen Welt, in der Persisch als Verkehrssprache fungierte. Die uigurische Theorie und Praxis von Halāl und Harām ist in Bezug auf den Islam Teil eines globalen Diskurses und somit ein Merkmal der Universalität.
Gleichzeitig stellt sie in Bezug auf die han-chinesische Kultur einen lokalen Gegensatz dar und ist Schauplatz des ethnischen Widerstands. Andererseits bestehen in der uigurischen Küche naheliegenderweise auch Verbindungen zu China.

#### Hauptnahrungsmittel
Als Grundnahrungsmittel der Uiguren können auf Grundlage von Mehl erzeugte Nahrungsmittel sowie Fleisch angesehen werden, die durch große Mengen von Obst ergänzt werden. Nach anderer Einteilung bilden die Weizenprodukte die Grundnahrungsmittel der Uiguren und werden vor allem durch Fleisch und Obst ergänzt.

##### Lebensmittel auf Mehlbasis
Als Grundnahrungsmittel der uigurischen Ernährung und Küche sind an erster Stelle „Lebensmittel auf Mehl-Grundlage“ (un tamaq) zu nennen wie Nudeln, Knödel, Brot (nan) und Ähnliches.
In der alltäglichen Nahrungszubereitung kommen verschiedene Getreidesorten zum Einsatz. Dazu zählen Weizen, Reis, Mais und Sorghum. Die Dominanz von Weizen hat die uigurische Küche mit anderen Regionen in Nordchina gemein, während im Süden Chinas Reis vorherrscht.
Das bei den Uiguren nach wie vor beliebteste Getreide ist der Weizen, dessen Mehl zur Zubereitung von nan-Brot, samsa, pitir-manta, manta, chuchure, ugre, halva, huang mian, toksun soman, suyuqax und umaq dient. Reis dient dagegen vorwiegend zur Zubereitung von uigurischem polo.
Beim nan-Brot handelt es sich um ein typisch uigurisches Lebensmittel mit 3000-jähriger Geschichte, das heute in über 20 Sorten einen Bestandteil der uigurischen Kultur und zusammen mit Milchtee verzehrt noch immer ein typisch uigurisches Frühstück bildet. Die Herstellung und der Verzehr von nan-Brot lassen sich chinesischen Wissenschaftlern zufolge „bis zu den Ursprüngen der uigurischen Kultur“ zurückverfolgen. Ursprünglich verwendeten die Uiguren für dieses Brot den Begriff emek (vgl. türkisch: ekmek), übernahmen mit dem Einzug des Islams in ihrem Gebiet dann aber das persische Wort nan, das weite Verbreitung in Arabien und Kleinasien erfuhr. Archäologische Funde von nan-Brot in altertümlichen Grabstätten wie etwa im Tarim-Becken deuten darauf hin, dass es bereits vor 1400 Jahren zu den gebräuchlichen Nahrungsmitteln der Region gehörte. Auch schriftlich ist nan-Brot bereits historisch nachgewiesen. So werden in Mahmūd al-Kāschgharīs Dīwān lughāt at-turk („Sammlung der Sprachen der Türken“, 11. Jahrhundert) allein 16 Sorten von geröstetem nan-Brot aufgeführt.

##### Fleisch
Fleisch (insbesondere Lamm- oder Hammelfleisch) stellt ein weiteres Grundnahrungsmittel dar und dominiert die uigurische Ernährung stark.

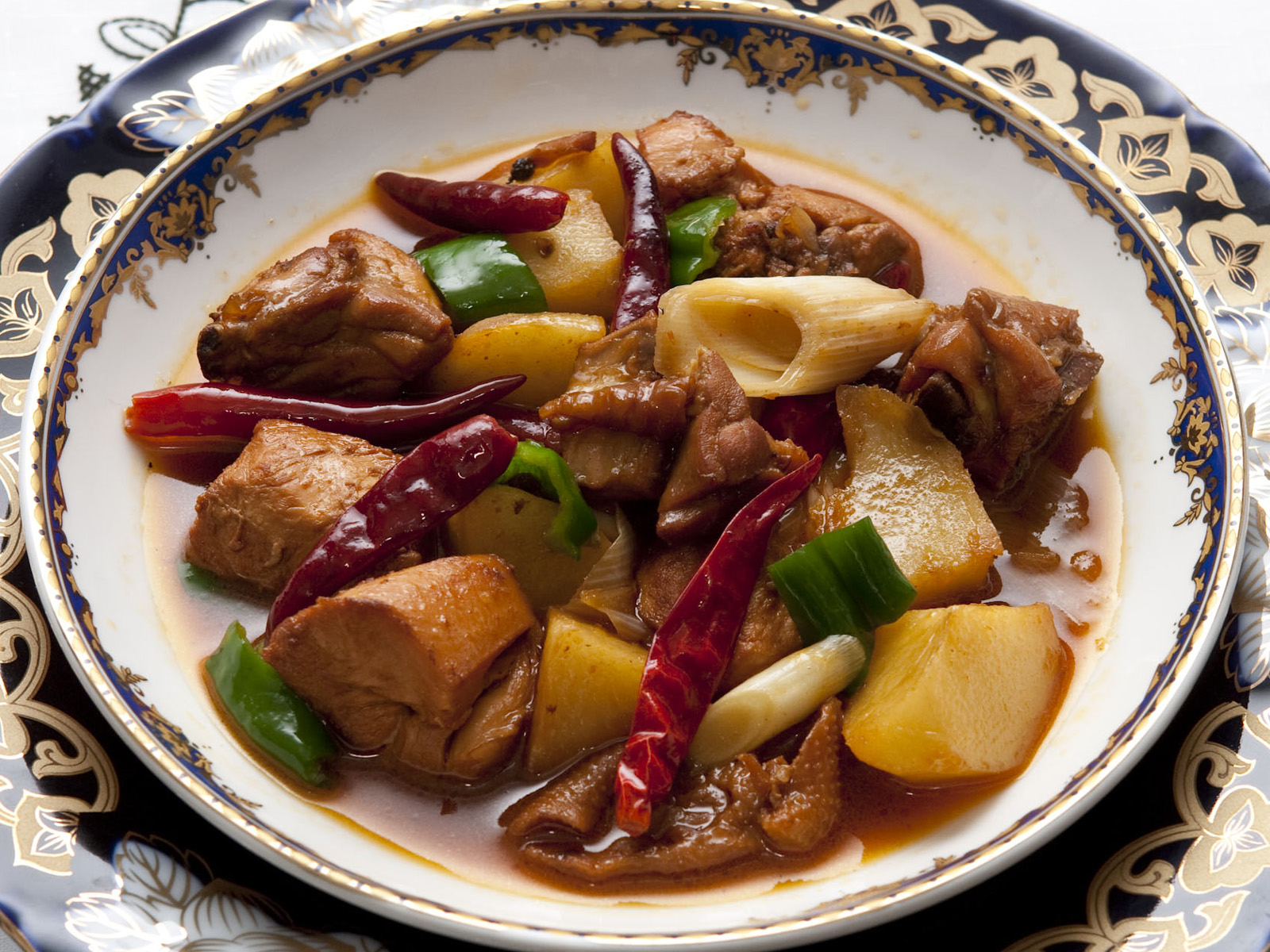
da panji

Neben Lammfleisch gehört auch Rindfleisch und Hühnerfleisch zu den beliebtesten Fleischsorten der uigurischen Küche, während Taubenfleisch seltener verzehrt wird. Das Fehlen von Schweinefleisch auf der Speisekarte der uigurischen Küche lässt sich auf die überwiegend muslimische Prägung der uigurischen Kultur zurückführen, während die geringe Rolle von Fisch in der uigurischen Ernährung damit erklärt werden kann, dass die Region Xinjiang als Heimat der Uiguren weit vom Meer entfernt liegt, so dass Rind, Lamm und Huhn als Fleischlieferanten dominieren.
Fleisch wird zur Zubereitung verschiedener Gerichte verwendet. Dazu zählen unter anderem Lammbraten, Kebab, Fleischbällchen, Hammelsuppe, gekochtes Hammelfleisch mit Salz, Hammelfleisch mit Nüssen, oder da panji (auf einem großen Teller gereichtes, gebratenes Hähnchen mit Kartoffeln).
Für Uiguren bildet Fleisch einen wesentlichen und begehrten Bestandteil der täglichen Ernährung. Eine Mahlzeit ohne Fleisch wird bei ihnen als unvollständig und geschmacklich minderwertig angesehen. Während Forsyth (1873) für Kaschgar und Vámbéry (1885) für Ostturkestan darauf verwiesen, dass sowohl die Land- wie auch die Stadtbevölkerung angesichts der für alle Bevölkerungsschichten erschwinglichen Verfügbarkeit von Fleisch die Turkvölker Zentralasiens in ihrem Fleisch- und Fischkonsum bei weitem übertraf und darin den Europäern glich, weist Schwarz (1984) darauf hin, dass die Uiguren in ihrem hohen Fleischkonsum den Kasachen und Mongolen ähneln. Der tatsächliche Konsum von Fleisch in Xinjiang variiert jedoch stark je nach Einkommen und ist auch vom Geschlecht abhängig. Die Menge des Fleischverzehrs stellt somit eine wichtige Aussage über die sozialen Klasse dar, und eine geringe Menge im Haushalt zum Verzehr zubereiteten Fleisches dient der Bevölkerung als negatives Anzeichen für den sozialen Status der Betroffenen. Dies stellt auch einen der Gründe dafür dar, dass uigurische Gastgeber anstreben, ihre Gäste mit einer Auswahl an „prestigeträchtigen Lebensmitteln“, insbesondere Fleischgerichten, zufriedenzustellen. Zudem existiert laut Smith Finley (2013) unter Uiguren ein Stereotyp, nach welchem Han-Chinesen zu Hause selten Fleisch zu sich nehmen, mit der Implikation, dass der leichtere und „weiblichere“ Körperbau von Han-Männern, verglichen mit dem stärkeren, breiteren Körperbau von uigurischen Männern, das Ergebnis geringeren Fleischkonsums sei.
Beim gebratenem Fleisch und Kebap handelt es sich wie beim nan-Brot um ein typisches Lebensmittel der heutigen, durch Trockenheit geprägten Region Xinjiang. Deren Verzehr lässt sich als Bestandteil der uigurischen Esskultur und als typische Speise von nomadisierenden Völkern geschichtlich weit zurückverfolgen und ist beispielsweise archäologisch für den Kreis Qiemo sowie schriftlich in Mahmūd al-Kāschgharīs „Dīwān lughāt at-turk“ belegt. Aus dem „Dīwān lughāt at-turk“ lassen sich sowohl lexikalische Hinweise auf ein insbesondere für gebratenes Fleisch verwendetes Knoblauch-Gewürz (enliqi), auf Fleisch am Holzspieß (takelidi) als auch auf wie beim bekannten uigurischen Lammbraten in einer Grube gebratenes Fleisch (suigulunchu) ableiten.
Archäologische Befunde lassen darauf schließen, dass Fleisch das Hauptnahrungsmittel der Alten Uiguren war, als deren Hauptsiedlungsgebiet sich in der nördlich der Wüste Gobi gelegenen Region Mobei befand, während Reis erst allmählich Eingang in ihre Ernährung fand. Historische Quellen legen zudem nahe, dass auch die ethnisch mit den Alten Uiguren verwandten Tiele wie die heutigen Modernen Uiguren eine auf Milch- und Fleischprodukten basierende Ernährung besaßen.

##### Obst und Gemüse
Insbesondere im Sommer werden große Mengen an Obst verzehrt, entweder frisch oder auch in getrockneter Form. Das Obst der Uiguren stammt aus der Region Xinjiang und umfasst Trauben, Äpfel, Wassermelonen, Aprikosen und Feigen.
Im Gegensatz zum Obst wird Gemüse, das größtenteils von Han-Chinesen eingeführt wurde und dessen Namen noch oftmals erkennbar chinesischen Ursprungs sind, bei den Uiguren in weitaus geringeren Mengen gegessen.
Zu den gewöhnlich verwendeten lokalen Gemüsesorten zählen Zwiebeln, Chinakohl, Kartoffeln und Paprika.

##### Getränke und Joghurt
Im Gegensatz zu den Han-Chinesen in Xinjiang, die als Getränk grünen Tee bevorzugen, wird von Uiguren an erster Stelle schwarzer Tee (in China 紅茶, also „Roter Tee“ genannt) getrunken, den sie oftmals mit chay dora „heilen“, einer Gewürzmischung, der auch therapeutische Eigenschaften zugeschrieben werden. Neben Schwarzem Tee zählt auch Milchtee mit Salz zu den beliebtesten Getränken der Uiguren.
Abgesehen von den verschiedenen Teesorten gehören zum Repertoire der uigurischen Kultur auch Saft, das aus Honig hergestellte Getränk kawas sowie das alkoholische Getränk musallas.
Während die meisten dieser Getränke aus heimischen Ausgangsstoffen und mit regionaltypischen Verfahren hergestellt werden und so einen für die Region charakteristischen Geschmack aufweisen, müssen die für die Herstellung von anderen beliebten Getränken erforderlichen Teepflanzen von außen eingeführt werden, da sie im ariden Klima Xinjiangs nicht gedeihen. Die Entwicklung neuartiger Milch-, Früchte- und Kräutertees wurde durch den über die Seidenstraße nach Xinjiang gelangten chinesischen Tee ermöglicht, dem dann lokale Zutaten beigefügt wurden.
Großer Beliebtheit erfreut sich bei den Uiguren zudem hausgemachter Joghurt.

##### Gewürze und geschmacksverbessernde Zusätze
Bei der Zubereitung der wichtigsten uigurischen Nahrungsmittel kommen verschiedene Gewürze zum Einsatz. In erster Linie dienen in der uigurischen Küche als Gewürze schwarzer Pfeffer, roter Pfeffer, Kreuzkümmel und gehackte Zwiebeln.
Geschmacksverbessernde Wirkung kann durch Karotten, Honig, Konfitüre oder Fruchtsaft erzielt werden, sowie durch Zugabe von Butter, Joghurt oder Stutenmilch.

#### Speisen

##### Typisch uigurische Gerichte
Zu den „typisch“ uigurischen Gerichten werden gezählt:
- polo – pilaf-Reis mit Karotten und gebratenem Hammelfleisch.[281][283] Polo wird sowohl von Uiguren als auch von Han-Chinesen als das wohl typischste uigurische Gericht erachtet. Es ist die Speise, die üblicherweise Gästen serviert wird oder auf Hochzeiten, Bestattungsfeiern und ähnlichen Bräuchen des Lebenszyklus zum Einsatz kommt.[289] Die chinesische Bezeichnung für polok lautet zhuafan (dt. etwa: „mit Fingern zu essender Reis“)[168][289] und transportiert eine abfällige Konnotation, die sich mit einem han-chinesischen Stereotyp deckt, der Uiguren als rückständig und unzivilisiert betrachtet.[289] Polo kann als authentisch zentralasiatisches Gericht eingestuft werden, da es in ganz Zentralasien verbreitet ist (als polau, plof, ash usw.). Auch das iranische polow ist nachweislich mit dem uigurischen polo verwandt. Während dieses Gericht von Uiguren als ihre repräsentativste und mit einer symbolischen Bedeutung ihrer Identität behaftete Speise angesehen wird, findet es sich daher gleichwohl in mehr oder weniger ähnlicher Form im größten Teil Zentralasiens, was den zentralasiatischen Charakter der Uiguren der Moderne unterstreicht.[290]

- läghmän – handgezogene Nudeln aus Weizenmehl,[168][283][291] gekocht und verspeist mit säy (verballhornt aus chin. cai), einer unter starker Hitze kurz angebratenen Beilage, die üblicherweise aus Tomaten, Zwiebeln, grünem Paprika, Hammel und anderem Gemüse besteht.[283][291] Im Gegensatz zu dem höchst repräsentativen Charakter von polo wird läghmän (oder: längmän) als die gewöhnlichste Speise unter Uiguren angesehen.[291] In diesem in besonderer Weise mit Xinjiang verbundenen Gericht vermengen sich zentralasiatisch-islamische mit chinesischen Einflüssen.[282] Obwohl läghmän inzwischen in Xinjiang und Zentralasien ein üblicherweise mit Uiguren assoziiertes Gericht ist und in Kirgistan und Usbekistan sogar als „uigurisches läghmän“ bezeichnet wird, sind die Nudeln wohl ursprünglich von chinesischer oder muslimisch-chinesischer (Hui) Herkunft.[291] Vermutlich sind sie eng verwandt mit den vorwiegend in den nordchinesischen Provinzen verbreiteten chinesischen handgezogenen Lamian-Nudeln, die ebenfalls durch wiederholtes Ziehen und Falten eines langen starken Streifens sehr elastischen Teigs hergestellt werden[282][291] und bereits in Aufzeichnungen des frühen 16. Jahrhunderts Erwähnung finden.[291] Nach der Eroberung durch die Qing waren die ethnischen Hui- und Han-chinesischen Immigranten von Shaanxi und Gansu, die sich nicht von Reis, sondern von Weizenprodukten wie Nudeln ernährten, die ersten und zahlreichsten Chinesen in Xinjiang.[282] Beim uigurischen Namen läghmän handelt es sich seinem phonetischen Aufbau zufolge vermutlich um ein Lehnwort, da turksprachige Ausdrücke in der uigurischen Sprache nicht mit „l“ beginnen. Als wahrscheinlichste Etymologie wird die Ableitung vom chinesischen lengmian („kalte Nudeln“) oder lamian („gezogene Nudeln“) angenommen.[291] Während läghmän in Restaurants und Imbissständen ausschließlich von Männern und durch diese spektakulär wirkende Technik hergestellt werden, verwenden uigurische Frauen – die im Haushalt üblicherweise für die Zubereitung des Essens zuständig sind – eine andere Methode, indem sie einen dünnen Teigstreifen ziehen und falten, was eine für einen Familienhaushalt ausreichende Menge an Nudeln hervorbringt.[291] Die Gemüse-Fleisch-Mischung, zu der die gekochten Nudeln hinzugefügt werden, ist als Chaocai (dt. etwa: „schnelle Pfanne“) einerseits eine chinesische Kochtechnik, enthält aber anderseits Hammelfleisch, anstelle des von Han-Chinesen favorisierten Schweinefleischs oder des im Nordwesten Chinas zu diesen dicken Nudeln verzehrten Rindfleischs. Viele Köche in Xinjiang bereiten läghmän sowohl mit runden Zwiebeln (piaz in Zentralasien, Indien etc.) als auch mit Grünen Zwiebeln (meist in chinesischen Gerichten bevorzugt) zu. Gewürzt wird die Mischung wird mit in Zentralasien und Indien allgegenwärtigen, aber in der traditionellen chinesischen Küche selten verwendeten trockenen Gewürzen (trockener Chili in Pulverform, Kreuzkümmel und manchmal Koriander). Andererseits enthält das Gemüse in der Regel auch frische grüne oder scharfe Paprikaschoten (uig.: laza, von chin. lazi) und das Gericht kann mit chinesischen Gewürzen gewürzt werden wie Sojasauce, Dunkler Reisessig oder sogar Sternanis oder Weißer Pfeffer (Hujiao).[282] Unabhängig von ihrem Ursprung werden läghmän heute nicht nur von Uiguren, sondern auch von anderen zentralasiatischen Völkern und von Han-Chinesen als „traditionelles“ uigurisches Gericht angesehen und besitzen auch tatsächlich einen eigenen spezifischen Geschmack, der sie von anderen zentralasiatischen und chinesischen Nudeln abhebt.[292] Läghmän sind ein gutes Beispiel für Signatur-Gerichte, also Speisen, die für eine bestimmte „Küche“ aus emischer (Insider-)Perspektive als charakteristisch angesehen werden.[293]

- (gösh) kawap – Hammelfleischstücke am Spieß,[168][283] gegrillt auf einer Feuerschale (Kohlenbecken) und gewürzt.[283] Ähnlich wie läghmän sind auch kawap[lar] (dt.: Kebab[s]) keineswegs eine exklusiv-uigurische kulinarische Speise, sondern unter ähnlichen oder entsprechenden Namen in ganz Zentralasien anzufinden, ebenso wie in der Türkei (kebap[lar]), Griechenland (souvlaki, giros) und über den Balkan hinaus bis nach Kroatien (čevapčiči, rašnijči) und Slowenien, wo der türkische Einfluss in die Zeit des Osmanischen Reiches zurückreicht.[294] Als allgemeiner Begriff bezeichnet kawap im Uigurischen gegrilltes – oder gebackenes – Fleisch, in der Regel Hammelfleisch. Die am meisten verbreitete Form in Xinjiang ist das ziq kawap (dt. etwa: „Kebab-Spieß“), bei dem der Spieß mit Hammelfleischstücken auf einem charakteristischen Kohlenbecken gegrillt und mit gemahlenem Kreuzkümmel und manchmal gemahlenem Chili gewürzt wird.[283][294] Eine andere Form, qiyma kawap, besteht aus magerem Hammelhackfleisch, gemischt mit zerstückelten Zwiebeln, Eiern, Mehl, gemahlenem Kreuzkümmel, schwarzem Pfeffer und Chili. Die Mischung wird auf einen Spieß gewickelt, gegrillt und ähnelt sehr dem türkischen köfte kebap, das in den meisten Kebap-Läden Europas angeboten wird. Eine weitere Form, tonur kawap besteht aus einem ganzen Schaf, das in einem tonur – dem Lehmofen, in dem nan gebacken wird – gebacken wird und als sehr teures und zeitaufwändiges Gericht und üblicherweise auf Banketts serviert wird.[294] Uiguren betrachten kawap als typisch uigurische Speise.[174] Das Kebab der Uiguren ist ein gutes Beispiel für Gerichte, die als ethnischer Marker fungieren, also aus etischer (Outsider-)Perspektive dazu verwendet werden, um eine bestimmte Gruppe metonymisch zu definieren.[293] Han-Chinesen assoziieren den chinesisch yangrouchuan (dt. etwa: „Hammelspieß“) genannten Kebab in ihrer Vorstellung tendenziell so eng mit den Uiguren, dass der Kebab-Verkäufer (uigurisch: kawapchilar) zum häufigsten – oft abfällig gebrauchten – stereotypen Klischee für Uiguren in China geworden ist. Trotz der negativen Konnotation des Stereotyps für Uiguren sind die uigurischen Hammelspieße selbst bei den Han-Chinesen sehr beliebt und bereits seit Ende der 1980er Jahre sind die uigurischen Kebab-Verkäufer in ganz China zu finden.[174]

##### Weitere uigurische Gerichte
Zu weiteren uigurischen Gerichten, die alle Nudeln enthalten, die mit Hammelfleisch und weitaus geringeren Mengen an Gemüse kombiniert werden, zählen unter anderem:
- chöchürä oder chuchure (gefüllte Teigtaschen mit Suppe[281])
- qoldama
- suyuq ash oder suyqash (eine Nudelsuppe[281])
- ügrä oder ugre (Suppe mit nadelförmigen Nudeln[281])
- pitir manta und manta (Teigtaschen mit dünner beziehungsweise normaler Fleischfüllung[281])
- samsa (geröstete Teigtaschen mit Füllung[281])
- gösh nan
- pörä
- xoshän

Außerdem sind zu nennen:
- halva (süßer Brei, der vorwiegend aus Maismehl hergestellt und mit gehackten Rüben, Zwiebeln und Tomaten gekocht wird)[281]
- umaq (Brei, der vorwiegend aus Maismehl hergestellt und mit gehackten Rüben, Zwiebeln, Tomaten und Salz gekocht wird[281])

##### Beilagen
Viele Gerichte wie polo, manta, kawap oder shorpa (Suppe mit Fleisch) werden fast immer zusammen mit dem ungesäuerten und knusprigen nan gegessen. Als weitere vegetarische Beilagen dienen gänpän (Reis), suyqash, läghmän, pechinä (Kekse), qatlima (Pfannkuchen mit grünen Zwiebeln), poshkal (Presskuchen) und zum Nachtisch die weithin beliebten halwa (Süßware aus Mehl, Zucker und Öl).

#### Politisierung und Kriminalisierung uigurisch-muslimischer Ernährungsweise seit 2017
Infolge der seit 2017 bekanntgewordenen Verfolgung und Umerziehung der Uiguren in China verlangt der chinesische Staat der uigurischen Bevölkerung den Konsum von Alkohol und Schweinefleisch als patriotisches Bekenntnis ab, während deren Verweigerung als Zeichen des Extremismus ausgelegt wird.

### Architektur und Stadtgeschichte
Die islamische Architektur in Xinjiang hat viele Gemeinsamkeiten mit derjenigen in den Xinjiang umgebenden Ländern Zentral-, Süd- und Westasiens.

#### Stadtgeschichte
Zwar waren die ursprünglichen Uiguren in Steppen lebende Nomaden, doch blicken sie auf eine sehr lange Stadtgeschichte zurück und gehören zu den ersten Turkvölkern, die in den Oasenstädten Zentralasiens sesshaft wurden. Der Übergang zum Handel mit China erforderte Städtebau, da sich in den bei den Nomadengesellschaften üblichen Zeltsiedlungen die Waren nicht verstauen ließen. Diese lange Geschichte der Urbanisierung muss durch ein Subsistenzsystem gefördert worden sein, durch das ein ausreichend großer Nahrungsmittelüberschuss erzeugt werden konnte, um die Arbeitsleistung der Bevölkerungsmehrheit für Handwerk, Handel und religiöse oder säkulare Bürokratien freigeben zu können. Noch heute bildet sich die lange Historie der islamischen und vorislamischen Urbanisierung in der Architektur von Turpan, Kaschgar und Ürümqi ab. Moscheen, Minarette, Basare und Gräber prägen die städtischen und ländlichen Landschaften von Xinjiang als Zeugnisse der historisch weit zurückreichenden uigurischen Ansässigkeit.

#### Architektur
Die bedeutendsten islamischen Baudenkmäler Xinjiangs stehen in enger Verbindung zur Architektur des westlicher gelegenen Zentralasiens.
Die Uiguren (und ähnlich auch die Hui-Chinesen und andere ethnische Minderheiten in China) verfügen mit ihren Moscheen über eine herausragende Architekturgeschichte. Anfang des 21. Jahrhunderts befanden sich 23.000 der rund 34.000 Moscheen Chinas in Xinjiang. Wegen des religiös bedingten Verbots der Darstellung von Menschen und Tieren finden sich in den Moscheen keine entsprechenden Skulpturen und Gemälde. Anders als die meisten Moscheen der Hui folgen die Moscheen der Uiguren eher dem zentralasiatischen Stil. Zwei Merkmale sind für uigurische Moscheen im südlichen Teil Xinjiangs bezeichnend. Zum einen sind dies die zwar überdachten, aber manchmal mehr oder weniger nach außen geöffneten Gebetsräume, die nicht im traditionellen arabischen Stil gewölbt sind. Zum Zweiten ist es das Vorhandensein zahlreicher Säulen entlang der Halle, die an der Verbindungsstelle mit dem Dach charakteristisch gestaltet sind.
Kaschgar ist die bedeutendste Oasenstadt im Westen Xinjiangs. Im Jahr 2005 waren 77 Prozent der Bevölkerung von Kaschgar, Xjinjiangs größter Stadt, uigurische Muslime. In Kaschgar allein befanden sich im Jahr 2005 351 Moscheen.
- Die aus dem 15. Jahrhundert stammende und mehrfach – auch in der Zeit der Volksrepublik China – renovierte Heytgah-Moschee gilt als größte Moschee Chinas und als gutes Beispiel für eine uigurische Moschee nach zentralasiatischem Vorbild.[91] Sie liegt in der Altstadt von Kaschgar und gilt als eines der beiden eindrucksvollsten erhaltenen Beispiele islamischer Architektur im Tarim-Becken.[5]
- Das andere Beispiel ist das Mausoleum von Apak Hodscha (Ābā Khvāja) (uigur.: Apakh Khoğa Mazār; chin.: 阿巴和加麻札) im Dorf Haohan (浩罕村) am nördlichen Stadtrand Kaschgars.[1][298] Es wurde 1640 als Grab des Naqschbandi-Sufi Muḥammad Yūsuf – dem Vater Apak Hodschas[298][299] – erbaut,[297][298] in der zweiten Hälfte des 17. Jahrhunderts von den Kirgisen zerstört, 1693/1694 von Apak Hodschas Sohn Yahya wiederaufgebaut, 1795 renoviert, 1947 von einem Erdbeben erneut zerstört[298] und im Jahr 1956 restauriert.[1][298] Es gilt als das prächtigste Mausoleum von Altishahr.[1] Wie bei der Heytgah-Moschee handelt es sich auch hierbei um ein Bauwerk der Superlative.[224][297] Es ist der größte islamische Architekturkomplex und für Manche das heiligste muslimische Gebäude[224][297] oder die heiligste muslimische Stätte in Xinjiang.[298] Zudem stellt es ein Symbol uigurischer Identität dar.[298] Dort begraben liegt neben vielen seiner Nachfahren auch Apak Hodscha (auch: Hazrat Apak) selbst, der Priesterkönig von Kaschgar, der nicht nur über Ostturkestan herrschte, sondern auch über Jünger in China und Indien verfügte. Ihm wurde noch zu Anfang des 20. Jahrhunderts die Kraft zum Heilen und sogar zur Wiedererweckung der Toten ebenso zugeschrieben wie die Bekehrung Tausender vom Buddhismus zum Islam. Die Einwohner Kaschgars betrachteten ihn als zweitwichtigste Figur nach Mohammed und als ebenso bedeutend wie Hazrat Isa (Jesus Christus).[300] Das Hauptmausoleum ist ein Qubba-Bauwerk.[297] Seit dem Jahr 2000 ist die Durchführung von Ritualen und Zeremonien zu Ehren von Apak Hodscha im Mausoleum untersagt. Heute wurde das Mausoleum als große Sightseeing-Attraktion der VR China eingestuft und von vielen chinesischen und westlichen Touristen als wichtiges Highlight angesehen, während es weiterhin – insbesondere uigurische – Muslime gibt, die die Stätte als Heiligtum betrachten.[298] Die museale Umfunktionierung des Apak-Hodscha-Mazar-Schreins, der einst ein Ort großer Versammlungen gewesen war, ließ die Pilgerreise zu ihm abflauen. Nur wenige Mitglieder der ländlichen Umgebung des mazar-Schreines konnten sich die für sie teure Eintrittskarte leisten. Auch fanden sie nun keine religiösen Autoritäten in einer heiligen Stätte mit sichtbaren Opfergaben und Heiligtümern mehr vor, sondern eine säkularisierte Umgebung voller Han-chinesischer Touristen, Souvenirverkäufer und Führer. Pilgerfeste und Übernachtungsaktivitäten wurden seitdem gänzlich verhindert.[132]
- Das als Mazha von Yūsuf (oder: Yusuf-Has-Hajip-Mazar[301]) bekannte muslimische Grab aus dem Jahr 1069 macht Kaschgar zur einzigen Stadt in Xinjiang mit einem Baudenkmal aus dem 11. Jahrhundert.[224][297] Yusuf Khass Hajib ist ein hochverehrter uigurischer Literat aus der Zeit der Karachaniden, der sein Werk „Kutadgu Bilig“ über Staatskunst für turkische Herrscher 1069 in Kaschgar fertiggestellt hat und der noch im Xinjiang der Gegenwart als nationaler Held gefeiert wird. Zu Yusufs Ehren wurde ein moderner Schrein erbaut und dessen Standort in die touristischen Reiserouten Kaschgars aufgenommen.[302] Zwar wird Satoq Bugra Khan, einem Karachaniden, zugeschrieben, den Islam nach West-Xinjiang gebracht zu haben, doch finden sich nur in Kaschgar Spuren dieser Geschichte des 10. Jahrhunderts in den erhaltenen Baudenkmälern.[224]

Keriya (chin.: Yutian) im Süden Xinjiangs:
- Die Moschee des Ortes galt als weiteres und schönes Beispiel für uigurische Moscheen.[91] Die in der Nähe Hotans gelegene Yutian-Aitika-Moschee (auch: Keriya-Etika-Moschee,[303] Keriya-Aitika-Moschee[304] oder Keriya-Id-Kah-Moschee[305]) als größte Moschee ihres Bezirks mit etwa 800-jähriger Geschichte wurde von der Bevölkerung als Versammlungsort bei islamischen Festen genutzt, bis sie offenbar im März 2018 abgerissen wurde.[306] Der Abriss der wichtigsten Moscheen von Kargilik und Keriya folgte einer großangelegten Kampagne der Behörden von Xinjiang zur „Rektifikation der Moscheen“ ab Ende 2016.[130][132]

Yarkant, das eine geringere Bevölkerung hat und weniger bekannt ist als das nordwestlich gelegene Kaschgar, verfügt über ein Stadttor und eine Moschee mit Portal und Gebetshalle. In Yarkant wurde im 16. und 17. Jahrhundert ebenfalls islamische Architektur in den Stilen errichtet, für die Kaschgar bekannt ist:
- Ein Beleg dafür ist die Große Moschee von Shache, die heute auch als Yarkant-Moschee bekannt ist.[224]
- Die als schön geltende Altun-Moschee stammt aus dem Jahr 1533 und wurde mehrfach renoviert.[91]
- Ganz in der Nähe der Gebetshalle der Altun-Moschee befinden sich die Gräber von Abdurixithan Khan und seiner Frau Aman Isa Khan, der das Zusammenstellen, Bearbeiten und Sammeln der anerkannten kanonischen Form der Zwölf Muqam zugeschrieben wird.[91]

In Kuqa, einer zentral in Xinjiang gelegenen Stadt mit buddhistischen Höhlentempeln aus dem 4. und 5. Jahrhundert (Tausend-Buddha-Höhlen von Kumtura), befinden sich eine Moschee und ein Mausoleum, deren Bau in der Ming-Dynastie begonnen wurde:
- Die Jiaman-Moschee (bekannt als „Kuqa-Moschee“) wurde im 16. Jahrhundert von Khoja Isḥāq Walī, dem Gründer des Karataglik-Ordens und Sohn des mächtigen iranischen Naqschbandi-Sufi-Meisters Makhdūm-i Aʿẓam, gegründet, 1931 vollständig zerstört und von 1931 bis 1934 sofort wieder aufgebaut.[224][297] Zu dem Komplex zählen auch ein Minarett, das Mausoleum von Isḥāq Walī und zweitgrößte Gebetshalle in Xinjiang, deren Decke von 88 schlanken Säulen aus Maulbeerbaumholz mitgetragen wird.[224][297]
- Das Mausoleum von Molana'eshiding Khoja ist die Ruhestätte von Eshiding Khoja aus Buchara, der den Tschagatai-Khanat-Khan Tughluk Timur im Jahr 1347 zum Islam bekehrt hatte,[297] worauf auch die rund 160.000 Einwohner des Khanats 1352 zum Islam übergetreten waren.[307] Das Mausoleum von Tughluq Temür selbst befindet sich dagegen westlich von Kuqa im Kreis Huocheng (Yining/Almaliq/Ili) und ist ein muslimisches Mausoleum aus der Zeit der mongolischen Yuan-Dynastie in China.[297][307]

#### Zerstörung historischer und heiliger uigurischer Stätten seit 2016
Seit China ab 2017 oder 2018 die Region Xinjiang zu einem Polizeistaat umgewandelt hat und schätzungsweise bis zu 1,5 Millionen seiner turkisch-muslimischen Bürger inhaftiert und Indoktrination und Zwangsarbeit ausgesetzt wurden, erfolgte auch ein Angriff auf das uigurische Kulturerbe durch den chinesischen Staat. Im Zuge des chinesischen Vorgehens in Xinjiang wurden Tausende von Kulturgütern – Moscheen und heilige Schreine – abgerissen und die um sie herum bestehenden uigurischen Gemeinden entwurzelt.
Obwohl zahlreiche Objekte des uigurischen religiösen Erbes – sowohl Moscheen und als auch Schreine – auf Chinas eigenen nationalen und regionalen Listen des Kulturerbes aufgeführt sind und anerkannte Kulturerbestätten nach nationalem Recht geschützt werden sollten, erfolgte der gänzliche oder teilweise Abriss Tausender Moscheen und Schreine seit 2016 einschließlich solcher geschützter Stätten. Die Zerstörung dieser Stätten hatte nicht nur eine Säuberung der Landschaft von religiöser Architektur zum Ziel, sondern gehört auch zur politischen Linie, bewusst das uigurische kulturelle Gedächtnis auszulöschen. Allein in den Jahren von 2017 oder 2018 bis 2020 hat der chinesische Staat auf diese Weise historische und heilige Stätten der Uiguren in einem Ausmaß zerstört und entweiht, das in der Geschichte der chinesisch dominierten Region (Ostturkistan, Altishahr oder Xinjiang) beispiellos ist. Zwar richteten internationale Medien ihre Aufmerksamkeit in erster Linie auf die Zerstörung von Moscheen. Die mazar genannten Schreine, bei denen es sich um eine andere Art heiliger Stätten handelt, die aber für Außenstehende weniger leicht einzuordnen sind, stellten jedoch ein wohl noch bedeutenderes Ziel der Entweihung dar.
Durch dieses Vorgehen zerstört der chinesische Staat das physische islamische Erbe Xinjiangs. Die Zerstörung von Moscheen und muslimischen Friedhöfen in der Region spricht zusammen mit anderen Maßnahmen laut Darren Byler (Universität Colorado) und anderen Experten dafür, dass der chinesische Staat die Uiguren religiös entwurzeln und ihr kulturelles Erbe vernichten will.
Die Entweihung der mazar-Schreine ist laut dem Historiker Rian Thum Bestandteil einer umfangreichen Serie an staatlichen Richtlinien und Bemühungen, die darauf ausgerichtet sind, die von Uiguren erbaute Umgebung auszulöschen und zu ersetzen, die Geographie der Uiguren neu umzugestalten, die räumlichen Grundlagen der uigurischen Kultur zu beseitigen und geografisch eingebettete Ausdrucksformen der uigurischen Kultur zu entwurzeln. Dabei bleibe kaum ein Teil des uigurischen Lebens von der staatlichen Zerstörung der von den Uiguren erschaffenen Umwelt unberührt, was Thum als Beleg dafür deutet, dass das staatliche Vorgehen gegen kulturell herausragende Institutionen wie mazar-Schreine im Rahmen der übergeordneten staatlichen Anstrengungen darauf abzielen, die Erfahrungswelt und Identität der Uiguren von ihrer Landschaft abzutrennen.
Insgesamt soll nach einer Studie der australischen Denkfabrik ASPI nahezu jede dritte heilige islamische Stätte in Xinjiang zerstört worden sein, darunter Schreine, Friedhöfe und Pilgerwege. Laut Nathan Ruser, Hauptautor des ASPI-Reports, besteht die Erklärung für diese Zerstörungen nach den Ergebnissen der Untersuchungen darin, dass uigurische und andere indigene Stätten vernichtet würden, während historische Stätten, die in Zusammenhang mit der Kontrolle Xinjiangs durch die Han-Chinesen stehen, verschont blieben. Die gezielte Auslöschung materieller Elemente der indigenen uigurischen und islamischen Kultur in Xinjiang scheint laut der ASPI-Studie eine zugleich zentral vorangetriebene und zugleich lokal umgesetzte Politik zu sein, deren finales Ziel in der „Sinisierung“ (中国化) indigener Kulturen und letztendlich in der vollständigen „Transformation“ (转化) der Gedanken und des Verhaltens der uigurischen Gemeinschaft besteht.

##### Moscheen

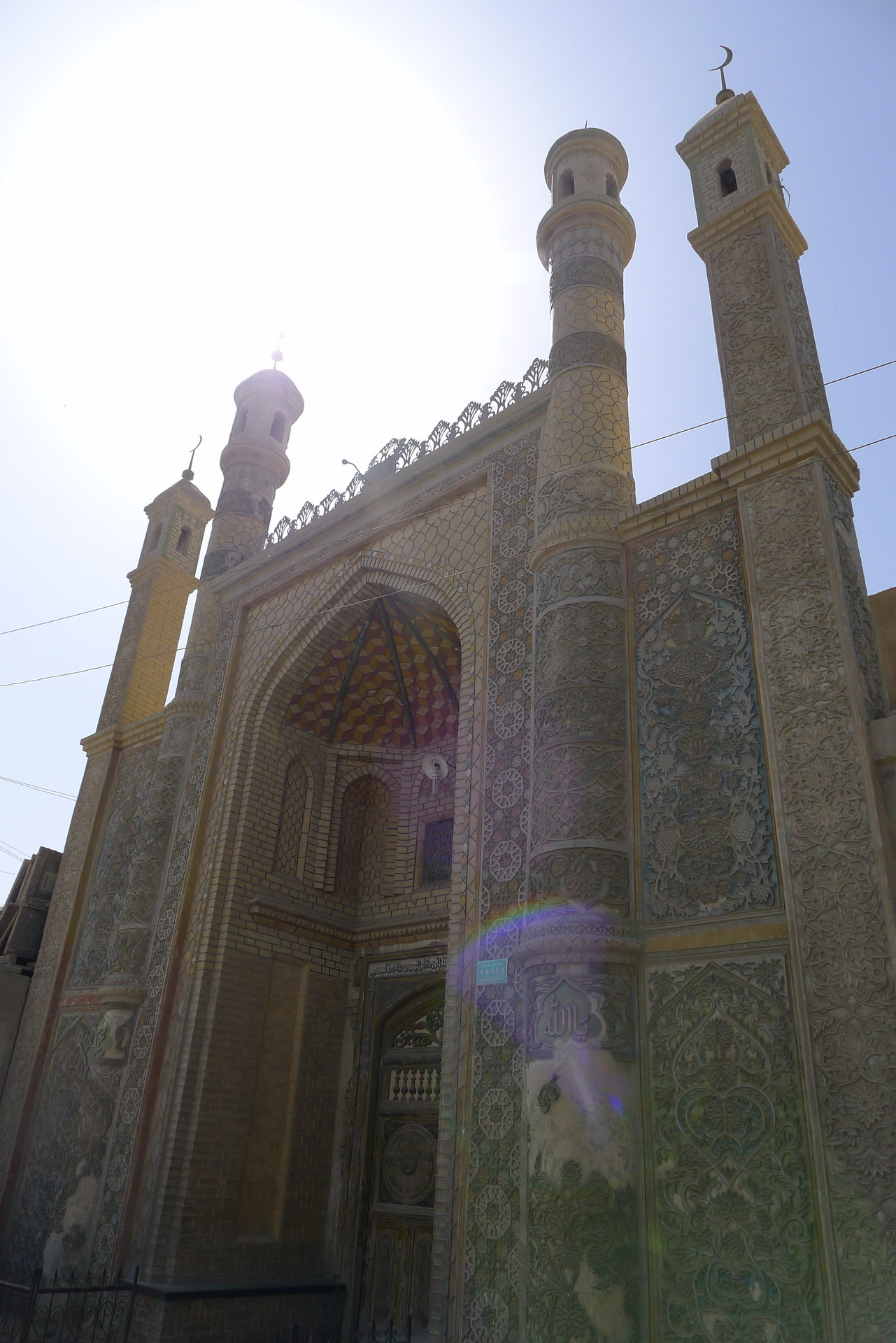
Die 1540 erbaute Große Moschee in Kargilik im Jahr 2012.
Das Portal wurde 2018 durch eine Miniaturrekonstruktion ersetzt.

Statt auf die geringe Anzahl von Menschen abzuzielen, die als anfällig für Radikalisierung und gewalttätige Aktionen eingestuft werden könnten, richtete sich die staatlich geführte Kampagne gegen den religiösen Extremismus in Xinjiang gegen alle Ausdrucksformen des islamischen Glaubens und entfernte weite Teile der islamischen Architektur aus den uigurischen Städten. So kommt es im Zuge der jüngsten Welle massiver Einschränkung der Religionsausübung in Xinjiang durch den chinesischen Staat heute auch zum Abriss vieler Moscheen. Diese jüngste Flut von Abrissen und Entweihungen prominenter Moscheen, darunter auch die wichtigsten Moscheen von Kargilik und Keriya, folgte einer großangelegten Kampagne der Behörden von Xinjiang zur „Rektifikation der Moscheen“ ab Ende 2016, bei der Tausende Moscheen niedergerissen wurden. Laut einer Angabe des Komitees für ethnische und religiöse Angelegenheiten von Kaschgar aus dem Jahr 2016 wurden dabei fast 70 Prozent der Moscheen in der Stadt Kaschgar und eine unbekannte Anzahl von Moscheen in anderen Teilen Xinjiangs abgerissen. Die Zerstörung der Moscheen war kurz auf die Einführung von Gebetsverboten in der Öffentlichkeit erfolgt, durch die Häuser und Moscheen als einzige erlaubte Räume für religiöse Andachten verblieben waren. Viele dieser Moscheen waren mit der Begründung für abbruchreif erklärt worden, es handele sich um unsichere Konstruktionen, die eine Sicherheitsbedrohung für die Betenden darstelle. Bei anderen wurden die charakteristischen architektonischen Merkmale wie Kuppeln und Minarette im Zuge der Kampagne zur „Sinisierung“ des Islams entfernt.
Einem im September 2020 publizierten Untersuchungsbericht des australischen Thinktanks Australian Strategic Policy Institute (ASPI) zufolge sollen chinesische Behörden in Xinjiang schätzungsweise rund 16.000 muslimische Gotteshäuser beschädigt oder zerstört haben, die meisten davon seit dem Jahr 2017. Diese Studie, die sich auf Satellitenbilder und statistische Modelle berief, schätzte die Anzahl der vollständig zerstörten Moscheen auf 8500 ein, womit die Menge der verbliebenen muslimischen Gotteshäuser mit 15.500 auf die niedrigste Zahl seit der chinesischen Kulturrevolution in den 1960er Jahren gesunken sei.
Anfang Mai 2019 hatte bereits eine vom Guardian und Bellingcat geleitete Investigation neue Belege enthüllt, die die großangelegte Zerstörung von Moscheen in Xinjiang durch den chinesischen Staat als weitere repressive Maßnahme gegen die muslimischen Minderheiten der Region offenlegten. Demnach lagen Belege für über zwei Dutzend islamisch-religiöse Stätten vor, die seit 2016 in Xinjiang teilweise oder vollständig abgerissen worden waren. Unter den zerstörten Moscheen befand sich demnach auch die Yutian-Aitika-Moschee als große Gemeindemoschee in der Nähe von Hotan. Diese größte Moschee in ihrem Bezirk, deren Geschichte bis etwa 1200 n. Chr. zurückreichte, hatte den Einheimischen als Versammlungsort zu islamischen Festen gedient, bis sie offenbar im März 2018 abgerissen wurde. Zusammen mit einem weiteren Bericht des UHRP von Oktober 2019 war damit 2019 der Abriss oder Umbau von über 100 uigurischen Moscheen und mehreren Schreinen durch Fallanalysen belegt worden, bei denen zur Verifizierung Satellitenaufnahmen für jede Stätte verwendet worden waren.
Nach der großangelegten behördlichen Kampagne zur „Rektifikation der Moscheen“ ab Ende 2016 wurden die bedeutendsten Moscheen von Kargilik und Keriya abgerissen:
- Die Moschee in Keriya, ein hoch aufragendes architektonisches Denkmal, das in Teilen möglicherweise auf das Jahr 1237 zurückgehen soll, war in den 1980er und 1990er Jahren umfassend renoviert worden, noch im Jahr 2016 fotografiert worden[317] und diente als größte Moschee des Bezirks der Bevölkerung als Versammlungsort bei islamischen Festen.[306][317] Der Online-Aktivist Shawn Zhang hatte zunächst Satellitenaufnahmen der im Jahr 2018 bereits abgeschlossenen Zerstörung des in den 1990er Jahren wiederaufgebauten Torhauses veröffentlicht,[306][317][318] die dann durch Bellingcat bestätigt wurde,[304][318] während die möglicherweise 800 Jahre alte Gebetshalle demnach erhalten geblieben ist.[304][318]
- Eine in Xinjiang relativ selten angewendete Methode, die aber für mehrere bedeutende Moscheen in Kaschgar – darunter in Kargilik und Yarkant – belegt wurde, stellte die „Miniaturisierung“ von Moscheen dar. Ein Beispiel dafür ist die 1540 erbaute Große Moschee in Kargilik (Yecheng kagilik jame/加满清真寺),[313] die im Zentrum der Altstadt von Kargilik lag, die größte Moschee in der Region war, wöchentlich Menschenversammlungen aus verschiedenen Dörfern anzog und sich durch ihre hohen Türme, einen beeindruckenden Eingangsbereich und ihren von Blumen und Bäume gebildeten Innengarten auszeichnete.[306] Sie war zwar in den 2000er Jahren als regional geschütztes Kulturerbe in Xinjiang ausgewiesen, also mit dem zweithöchsten Schutzniveau für historische Relikte versehen worden. Dessen ungeachtet wurden jedoch im Zuge der Repression ab 2017 zunächst die Mosaikkunstwerke weitgehend übermalt, die arabische Schrift und das Halbmondmotiv entfernt und ein großes rotes Propagandabanner der Regierung mit der Aufschrift „Liebe die Partei, liebe die Nation“ (Stand: September 2018) über dem Portal angebracht.[313] Zwischen 2018 und 2019 wurden schließlich der historische Eingangsbereich – eine Art Torhaus – und andere Gebäude abgerissen[306][313] und stattdessen eine dürftige Rekonstruktion in Miniaturformat errichtet, bei der die Portalbreite von 22 auf 6 Meter reduziert worden war.[313] Die Zerstörung wurde von dem Online-Aktivisten Shawn Zhang, dem Guardian, Bellingcat und der Denkfabrik ASPI dokumentiert.[306][313]

##### Schreine (mazar)
Beim mazar handelt es sich um eine Stätte in der Landschaft, die für die Gläubigen eine besonders numinöse Authentizität besitzt, also von ihnen als Verbindung zum und Anwesenheit des Göttlichen aufgefasst wird. Die Heiligkeit des mazar übertrifft aus Sicht der Gläubigen selbst diejenige der Moschee als bauliche Anlage. Mazar-Schreine beinhalten fast immer irgendeine physische Konstruktion. Dabei kann es sich beispielsweise um hohe Kuppeln mit grünen, glasierten Dachziegeln handeln oder auch nur um einige Flaggen an krummen Stangen aus Zweigen. Bei den meisten mazar-Schreinen handelt es sich aus Sicht der Gläubigen um Grabstätten von Heiligen, nur in sehr wenigen Fällen um andere Orte transzendenten Kontakts wie heilige Bäume, heilige Quellen, Fußabdrücke oder Verweilorte heiliger Menschen oder Orte, an denen heilige Persönlichkeiten verschwunden sein sollen. Unabhängig von der physischen und narrativen Form eines bestimmten mazar bezeichnet der Begriff „mazar“ in der Praxis die aus Sicht der Gläubigen unmittelbarste, greifbarste Manifestation des Heiligen in physischer und geografischer Gestalt.
Den meisten mazar-Schreinen wird nachgesagt, als Gräber die sterblichen Überreste eines Menschen zu beherbergen, der seiner unsterblichen Persönlichkeit durch die Errungenschaften im Leben – beispielsweise durch wissenschaftliches Schaffen, Heldentaten oder Wunderwirkung – Nähe zu Gott verliehen hat und diese Nähe nun mit den Lebenden teilen kann. Der Begriff mazar bezeichnet in Zentralasien somit in der Regel Grabmäler islamischer Heiliger, bei denen es sich um mythische oder reale Figuren handeln kann. In diesen unzähligen Mausoleen Xinjiangs findet Verehrung der Heiligen statt. Während die mazar-Schreine für im städtischen Umfeld lebende Uiguren an Bedeutung verloren haben, dienen sie in ländlichen Gegenden, in denen nach wie vor die Mehrheit der Uiguren lebt, oftmals als Gemeinde-Anlagen, historische Archive, Arenen für Debatten und unabhängige soziale Akteure. Sie werden beispielsweise für die Bitte um Fruchtbarkeit oder Heilung aufgesucht. Die Uiguren rufen dort den Schutz des jeweiligen Heiligen an, beispielsweise für eine gute Ernte, für die Geburt eines Sohnes und vieles mehr. Einige hundert dieser Gräber liegen in den Wüsten und Oasen von Xinjiang verstreut und bilden eine heilige Landschaft, deren Pfaden uigurische Bauern Jahr für Jahr auf ihren Pilgerreisen folgen. Pilger erhalten dort Informationen über die Geschichte der begrabenen Heiligen des Schreins und damit über ihr eigenes Land.
Einige mazar-Schreine, wie der Sultan Sutuq Bugra Khan Mazar (oder: 苏里坦·苏突克·博格拉汗麻扎), also das Grabmal des Satoq Bugra Khan, der im 11. Jahrhundert einen Heiligen Krieg um die Einführung des Islams in die Region geführt hatte, sind oder waren Schauplätze alljährlicher Festlichkeiten. Einen wesentlichen Bestandteil dieser Feste, an denen tausende Menschen teilnehmen können, bildet die Aufführung von Musik, die sowohl der Unterhaltung als auch den Ritualen dient, darunter die „klassische“ muqam-Tradition, dastan (Geschichtenerzählen), Trommel-und-Schalmei-Tanzmusik und Sufi-Zikr-Rituale. Diese Praxis der Pilgerfahrt und Durchführung von Festen an den Gräbern ist in Zentralasien und Afghanistan weit verbreitet.
Es können nach Größe und Beschaffenheit verschiedene Arten von mazar-Schreine unterschieden werden:
- Zunächst gibt es monumentale Schreine, die aus einem oder mehreren Gräbern, einer Moschee und einem Gebäude für Mystiker (khanaqâh) bestehen. Davon sind die sieben wichtigsten den üblichen uigurischen Beschreibungen zufolge der Altunluq mazâr in der Altstadt von Yarkant, der Apaq Khoja mazâr im Dorf Häzrät bei Kaschgar, der Imam Asim mazâr in der Nähe des Dorfes Jiya im Landkreis Lop, der Imam Jä'färi Sadiq mazâr nördlich von Niya, der Ordam Padishahim mazâr südöstlich von Harap in der Nähe des Landkreises Yengisar, der Tuyuq Khojam mazâr (auch: Äshabul Kähf) in Yalquntagh im Landkreis Piqan, und der Sutuq Bughrakhan mazâr im Dorf Suntagh nahe bei Artux.[221]
- Einige andere Schreine konnten bereits im Jahr 2013 nicht zu den offiziellen Mausoleen gezählt werden, da keine Pilgerfahrten mehr stattfanden und der religiöse Charakter verloren gegangen war, obwohl es sich um authentische historische Stätten handelte.[221] Dazu zählte der Mähmud Qäshqäri mazâr im Dorf Opal (乌帕尔) im Kreis Shufu östlich von Kaschgar,[221][222] der die Grabstätte von Mähmut Qäshqäri (Maḥmūd al-Kāschgharī) birgt, dem Autor des etwa 1077 fertiggestellten Dīwān Lughāt al-Türk („Kompendium der Sprachen der Türken“). Im halboffiziellen Reiseführer für Xinjiang (新疆概览) wird dieses „Mausoleum von Mähmut Qäshqäri“ (马赫穆德・喀什噶里陵墓) inzwischen als „malerischer Ort“ uns als „Mausoleum für einen herausragenden nationalen Gelehrten von Chinas uigurischer Nationalität“ vorgestellt.[222] Weitere Beispiele für diese Gruppe der Schreine waren der Qomul Wangliri mazâr am Eingang der Altstadt von Kumul oder auch der Yüsüp Khas Hajip Mazâr in der Stadt Kaschgar.[221]
- Abgesehen von diesen großen heiligen Komplexen besuchen Pilger häufig unzählige, oftmals in abgelegenen ländlichen Gebieten liegende „sekundäre“ Schreine, bei denen es sich um kleinere Stätten mit einfacher Architektur handelt.[221]
- Schließlich existiert als weitere Art von Schrein das kleine lokale mazar, das oft nur aus einem einzelnen Grab oder manchmal nur aus einer heiligen Quelle oder Höhle mit einer rudimentären Schreinstruktur besteht.[221]

Während der Kulturrevolution waren mazar-Schreine in ganz Xinjiang vollständig geschlossen worden. Als in den 1980er Jahren die Beschränkungen des chinesischen Staates für kulturelle und religiöse Praktiken im Land gelockert wurden, belebte dies die mazar-Schreine wieder. Dies geschah in zwei unterschiedlichen Formen. Einige, wie der Ordam Mazar (oder: Ordam Padishah Mazar, 奥达木麻扎), erlebten aus der Basis der Bevölkerung heraus eine Wiederbelebung der Festlichkeiten und der gewöhnlichen Pilgerreise. Andere, besonders der Afaq Khoja Mazar in Kaschgar, wurden vom chinesischen Staat zu musealen Touristenattraktionen umgewandelt. Diese Musealisierung stellte die früheste Welle von Zersetzung der mazar-Schreinkultur im China der Reformzeit dar.
Einige der bekanntesten und kulturell bedeutendsten Stätten wie der Imam Jafar Sadiq Mazar (oder: Je'firi Sadiq Mazar, 伊玛木·加甫尔·萨迪克麻扎), der Imam Asim Mazar (伊玛目·阿斯木麻扎) und möglicherweise der Ordam Mazar, zu denen zuvor jedes Jahr große Pilgerreisen stattfanden, wurden nicht formell unter Schutz gestellt und seit 2017 von den chinesischen Behörden abgerissen. Laut dem Historiker Rian Thum hatten die Behörden in Xinjiang die hohe Bedeutung der mazar-Schreine erkannt. An den Umständen der Zerstörung beispielsweise des Imam Jafar Sadiq Mazar lasse sich zeigen, dass in diesem Fall der mazar selbst und nicht der wirtschaftliche Wert des Landes die Aufmerksamkeit der Behörden auf sich gezogen habe. Der vollständige Abriss und die Entweihung betraf zunächst mazar-Schreine, die zuvor große Menschenmengen angezogen haben, ein regionales Ansehen erreicht haben und nicht musealisiert wurden, während die meisten kleinen mazar-Schreine von den 2018 begonnenen Zerstörungen und Entweihungen verschont blieben (Stand: 2020).
Neben der vollständigen Auslöschung wie im Fall des Imam Jafar Sadiq Mazar und des Ordam Padishah Mazar kam es noch zu einer weiteren Form des Übergriffs auf uigurische heilige Stätten durch den chinesischen Staat. Dieser bestand in der Welle von mazar-Schließungen in den vorangegangenen drei Jahrzehnten, die ebenfalls zu einer Form von Zerstörung führten: Denn mazar-Schreine werden ständig durch Pilgerfahrten erschaffen und neu erschaffen. Ihre Bauanlage sammelt dabei Material an, indem die Pilger Fahnenstangen, Stoffbahnen, Schafhörner, Öllampen, Tierhäute und andere kurzlebige Opfergaben bringen und sich Opfergaben und angesammelten Fahnenstangen bis zu zehn Meter hoch auftürmen. Die Schließung der Schreine unterbricht diese kontinuierliche Erschaffung der heiligen Stätte und entweiht das mazar, indem sie es seiner äußeren Sichtbarmachung der Verehrung durch die Gemeinschaft beraubt.

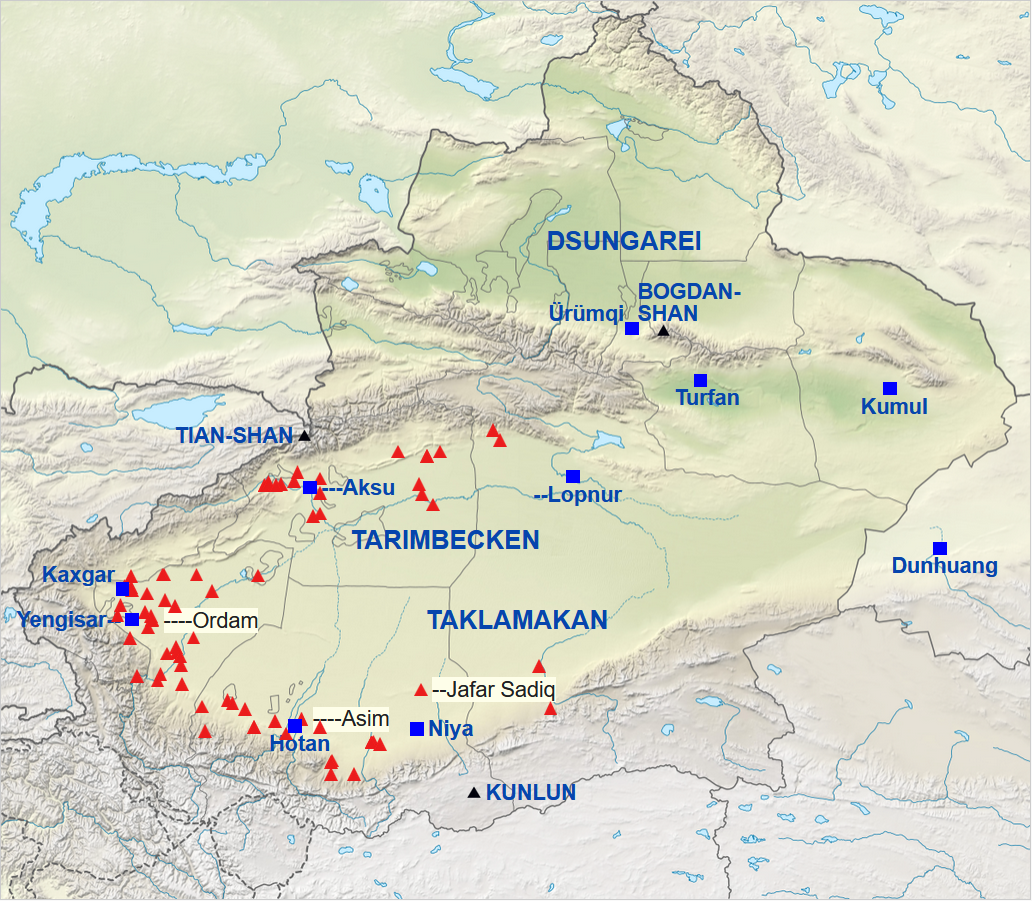
Beispiele für mazar-Schreine in Xinjiang, die seit 2017 zerstört wurden
(Quelle: ASPI-Studie vom 24. September 2020)
Legende: : Zerstörter Schrein / : Gebirge / : Stadt
Die beiden am stärksten verehrten Schreine des Ordam Padishah (bei Yengisar) und des Imam Je'firi Sadiq (bei Niya) sind beschriftet. Auch der Schrein des Imam Asim (bei Hotan) hat in der Vergangenheit große Ansammlungen von Pilgern (seyla) beherbergt und ist in der Abbildung beschriftet.

Insgesamt haben alle der vermutlich fünf mazar-Schreine, die laut einer Untersuchung des Historikers Thum unter den insgesamt Hunderten oder Tausenden uigurischen mazar-Schreinen ein außergewöhnlich hohes und historisch weit zurückreichendes regionales Ansehen als heilige Stätten erlangt hatten, ihre traditionelle Funktion als mazar-Schreine verloren. Zwei von ihnen wurden seit 2017 vollständig zerstört, namentlich der Imam Jafar Sadiq Mazar und der Ordam Padishah Mazar. Die restlichen drei überdauerten zwar physisch, wurden aber zu Museumsattraktionen für Han-Chinesen und ausländische Touristen umgeformt, namentlich der Afaq Khoja Mazar in Kaschgar, der von der lokalen Bevölkerung mit der Legende der Sieben Schläfer (Ashāb al-kahf, Eshebul Kahf oder Eshabulkehf) verbundene Toyoq Mazar (oder Tuyuq Khojam Mazar) in der Nähe von Turpan sowie der Sultan Sutuq Bugra Khan Mazar in Artux, der somit seine spirituelle Dimension verloren hat, auch wenn ihn einzelne Pilger noch immer besuchen und die angrenzende Freitagsmoschee noch funktionsfähig ist.
Je'firi Sadiq Mazar
Gläubige pilgerten vor seiner Zerstörung rund 70 km in die Wüste zu dem Schrein, um die Gegenwart von Imam Je'firi Sadiq aufzusuchen, der als Gründungsvater und Held gilt und vor rund 1000 Jahren an dieser Stelle gestorben war, als er den Islam in die Region gebracht haben soll. Die Zerstörung scheint laut Thum als Selbstzweck gedient zu haben und nicht einem wirtschaftlich wertvollen Ziel wie es bei der Zerstörung einiger Friedhöfe der Fall gewesen war. Thum zufolge waren die chinesischen Behörden schon seit Jahrzehnten wegen der großen Festivals (seyla) beunruhigt, die von einigen mazar-Schreinen angeregt worden waren und die wie andere unabhängige Versammlungen aus Sicht der chinesischen Beamten das Potenzial bargen, alternativen Quellen politische Macht zu verschaffen oder sich zu Protesten zu entwickeln. In diesen Jahrzehnten hatte der Staat bereits bewiesen, Versammlungen auch ohne vollständige Zerstörung eines mazar verhindern zu können.
Ordam Padishah Mazar
So hatten die Behörden beispielsweise bereits seit 1997 – dem Jahr vor dem eintausendsten Todestag von Ali Arslan Khan (oder: Arslan Khan) – eine Massenpilgerfahrt zum Ordam Padishah Mazar verhindert, dem Ort, der sowohl von heutigen Pilgern als auch in historischen Quellen als heiligste Stätte der Uiguren beschrieben wird und als einziger stärker verehrt wurde als der Je'firi Sadiq Mazar. An diesem mazar-Schrein versammelten sich seit über 400 Jahren bis zu Zehntausende Pilger, um Ali Arslan Khans zu gedenken, der ein Enkelsohn des ersten islamischen Königs der Uiguren war und im Jahr 998 n. Chr. an dieser Stelle im Kampf um die Eroberung des buddhistischen Königreichs Hotan als Märtyrer gefallen war. Die offizielle Schließung des Ordam Mazar im Jahr 1997 wurde mit dem Verbot illegaler religiöser Aktivitäten (非法 宗教 活动) und feudalen Aberglaubens (封建 迷信) gerechtfertigt, womit die mystischen Traditionen des uigurischen Volkes mit Vorstellungen von Rückständigkeit und psychischen Erkrankungen verbunden wurden. Ordam Mazar und seine Verbindung zu mystischen Ausdrucksformen des islamischen Glaubens standen sinnbildlich für die „drei Übel“ (三 股 势力) von Terrorismus, Separatismus und religiösem Extremismus.
Das gleiche Vorgehen wie im Fall des Ordam Padishah Mazar wäre dem Staat somit laut Rian Thum auch beim Je'firi Sadiq Mazar möglich gewesen, zu dem Pilgerfahrten ebenfalls bereits seit Jahren verboten waren. Wie beim Je'firi Sadiq Mazar liegt das Land um den Ordam Padishah Mazar und ist unfruchtbar, und in beiden Fällen wurde der Schrein durch nichts ersetzt. Die Zerstörung der heiligsten Stätte der Uiguren scheint somit laut der Analyse von Rian Thum Selbstzweck und eigentliches Ziel gewesen zu sein und sei Bestandteil der umfassenderen Bemühungen der chinesischen Regierung, die materielle Kultur und Geschichte der Uiguren zu definieren und zu kontrollieren.
Imam Asim Mazar
Auch von dem Schrein des Imam Asim, der ebenfalls große Scharen an Pilgern zu den seyla-Versammlungen angezogen hatte, wurden die Pilger bereits im Jahr 2014 fast vollständig ferngehalten, bis das Gelände im Jahr 2019 zu großen Teilen zerstört wurde. Die dazugehörige Moschee, Khaniqah uns andere Gebäude wurden abgerissen, der eigentliche mazar-Schrein seiner Flaggen, Opfergaben und Holzgeländer beraubt und faktisch entweiht. Nur das Grab, dem nachgesagt wurde, die sterblichen Überreste eines heiligen Kriegers aus dem 8. Jahrhundert zu enthalten, blieb erhalten. Während sich am Schrein des Imam Asim vor der Zerstörung jahrzehntelang jedes Frühjahr Tausende uigurischer Muslime versammelt hatten, wurde er nach seiner Zerstörung nicht mehr von Pilgern besucht.

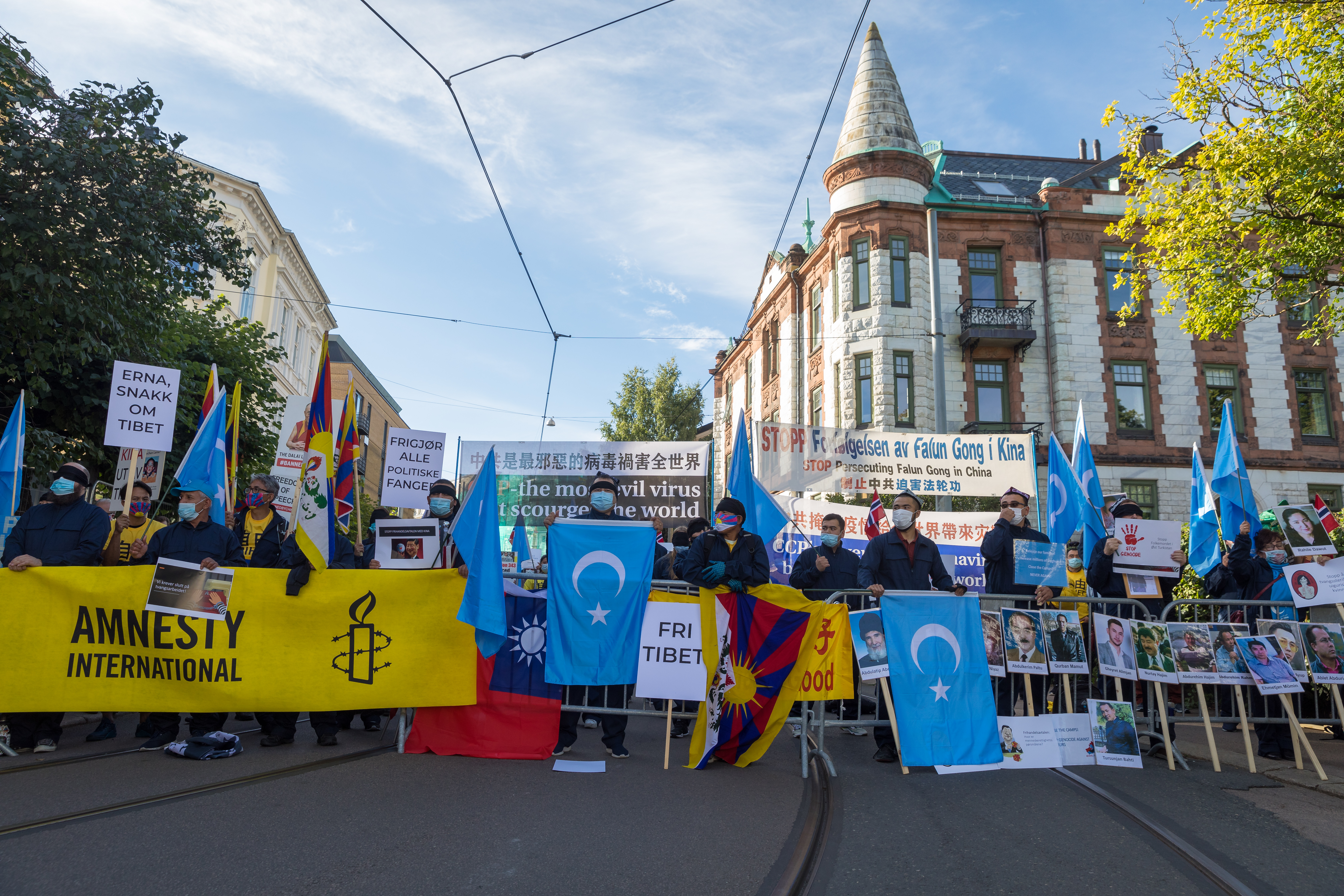
Prouigurische Demonstranten vor der Residenz des norwegischen Premierministers während des Besuchs des chinesischen Außenministers Wang Yi am 27. August 2020 in Oslo halten unter anderem ein Plakat mit dem Porträt von Rahilä Dawut in die Höhe (ganz rechts).

Im Jahr 2002 veröffentlichte Rahile Dawut (Rahilä Dawut), eine bedeutende, prominente und international anerkannte Ethnologin von der Xinjiang University mit Forschungsschwerpunkt uigurische Folklore und Geographie heiliger Stätten, eine monumentale Studie über die religiöse Geographie der Uiguren, in der sie hunderte von mazar-Schreinen kartographierte. Sie untersuchte dabei neben diesem Netzwerk der Pilgerstätten auch die Überzeugungen der Menschen über die Geschichte jedes Schreins sowie die Rituale, die sie in den Schreinen vollzogen. Da China vielen Uiguren keine Reise nach Mekka gestattet, indem die Pässe beschränkt sind und eine strikte Quote durchgesetzt wird, können sie durch den Besuch einer Reihe der in dem Buch von Dawut beschriebenen mazar-Schreine ein dem Hāddsch ähnliches Lebensziel erreichen, ohne jemals China verlassen zu haben. Aus diesem Grund wurde das Buch selbst zu einem begehrten Objekt in der Region. Es bestärkte uigurische Gläubige darin, die Wege ihrer Vorfahren zu verfolgen und diente ihnen als Führer für die Pilgerfahrt. Sowohl die Bereitschaft von Uiguren, an dieser Schreintradition weiter teilzunehmen, als auch das Interesse an Dawuts Werk belegen nach wissenschaftlicher Einschätzung die hohe Bedeutung der Schreine für Uiguren. Laut dem Historiker Rian Thum zeigte Dawuts Werk auf, dass Schreine „eher ein allgegenwärtiges als ein außergewöhnliches Merkmal der uigurischen Landschaft sind“. Die Verfügbarkeit des Buches soll seit 2016 zurückgegangen sein. Dawut, die als eine der am meisten verehrten Akademikerinnen aus der uigurischen Minderheit in China gilt, 1998 als eine der ersten uigurischen Frauen in China einen Ph.D.-Titel erhalten und 2007 das Ethnic Minorities Folklore Research Center an der Xinjiang University gegründet hatte, verschwand im Dezember 2017 und ist seitdem nicht mehr (Stand: 2021) in der Öffentlichkeit gesehen worden. Ihr Verbleib ist seitdem (Stand: 2021) für Wissenschaft und westliche Medien unbekannt und wird mit der Inhaftierungswelle in China in Verbindung gebracht. Laut Scholars at Risk (SAR), von denen Dawut im Jahr 2020 mit dem Courage to Think-Award ausgezeichnet wurde, wird vermutet, dass sie von staatlichen Behörden an einem unbekannten Ort festgehalten wird. Laut Rachel Harris war Rahile Dawut kurz vor der Abriss- und Umbauwelle von über 100 uigurischen Moscheen und mehreren Schreinen im November 2017 als eine von hunderten verschwundenen Intellektuellen und kulturellen Führungspersönlichkeiten inhaftiert worden und weiterhin (Stand: September 2020) im Internierungslager verblieben. Die Kampagne des chinesischen Staates gegen die uigurische Kultur habe somit nicht nur auf deren physische Infrastruktur, sondern auch auf die führenden menschlichen Vertreter dieser Kultur abgezielt. Nachdem Dawut auch nach Monaten nicht wieder in Erscheinung trat, wertete Rian Thum ihr Verschwinden als „besten Beweis“ dafür, dass „praktisch alle Ausdrucksformen der einzigartigen Kultur der Uiguren“ inzwischen für Uiguren in China gefährlich seien.

##### Muslimische Friedhöfe

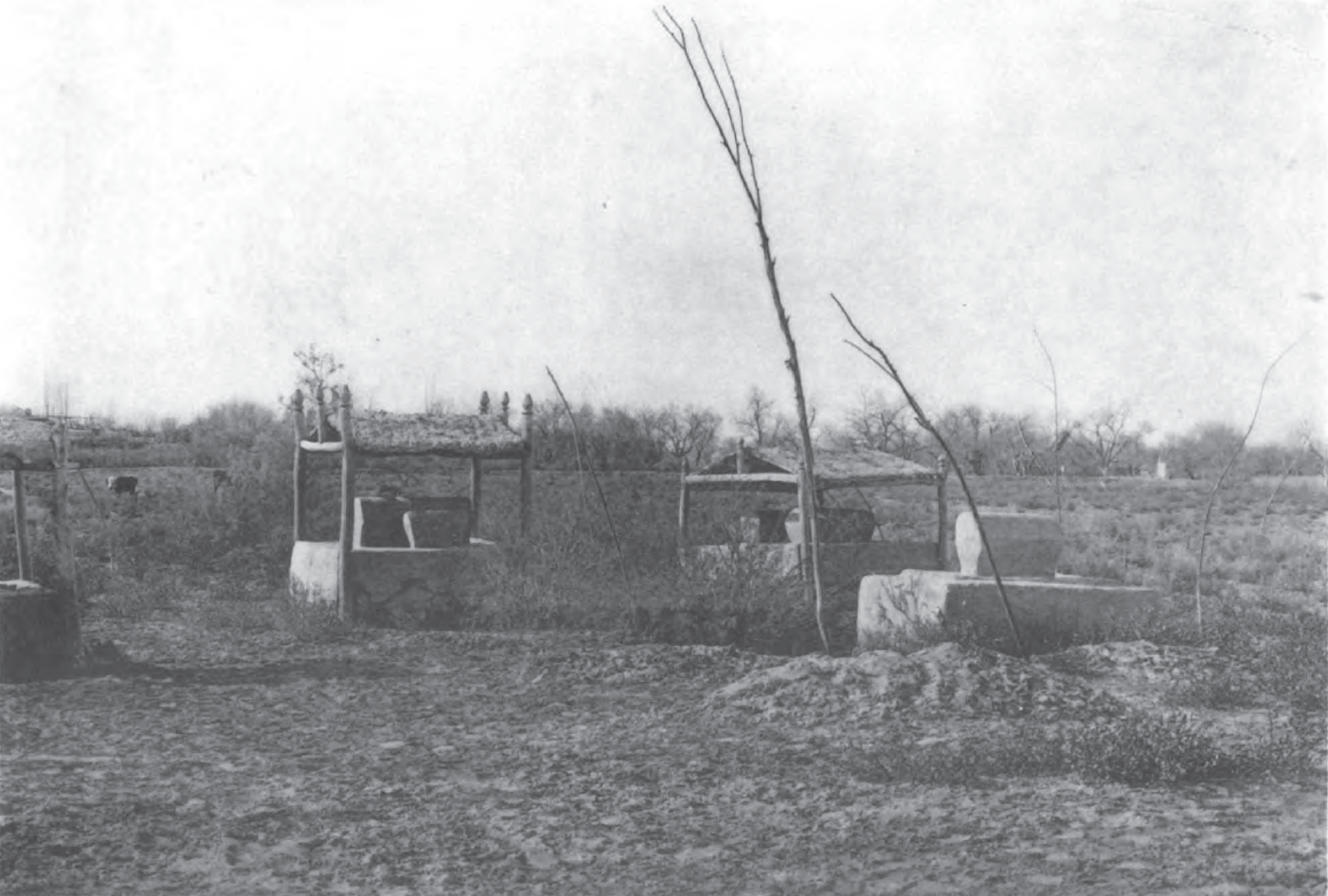
Bauerngräber auf der Ebene nördlich von Schāh-Yār zu Beginn des 20. Jahrhunderts. Die Grabdenkmäler (gör, γör) der Armen bestanden aus einem Rechteck aus Lehm, auf dem die Nachbildung eines Sarges im gleichen Material (tuluq; wörtl.: „Rollstein, Rollwalze“) aufgesetzt wurde. Oft wiesen diese Grabstätten eine Bedachung auf

Gleichzeitig mit dem Abriss und Umbau vieler Moscheen erfolgte auch die Zerstörung und die Versetzung vieler uigurischer Friedhöfe. In den Jahren 2018 bis 2020 wurden in Xinjiang über 100 Friedhöfe zerstört. Dadurch wurde in einigen Fällen den Grundstückserschließern oder dem Staat wertvolles städtisches Land zur Verfügung gestellt. Einige Aspekte des Vorgehens Chinas auf heilige Stätten standen somit in Zusammenhang mit wirtschaftlichen Anreizen. Das extrem enggesteckte zeitliche Rahmen, in dem menschliche Überreste entfernt und zur Bestattung an anderer Stelle freigegeben – vorausgesetzt, Verwandte erhoben Anspruch darauf – und die Friedhöfe planiert wurden, ließen den Einheimischen – soweit diese nicht ohnehin in Lagern inhaftiert waren – nur wenig Zeit, die Knochen ihrer Familienmitglieder an sich zu nehmen.
Die Nachrichtenagentur AFP hatte bereits 2019 in einer Investigationsrecherche mit Vorortuntersuchung zusammen mit den Satellitenbildauswertern von Earthrise Alliance die Zerstörung von mindestens 45 uigurischen Friedhöfen seit 2014 dokumentiert, davon 30 seit 2017. Der Fernsehsender CNN dokumentierte dann Anfang Januar 2020 in einer Investigativrecherche in Zusammenarbeit mit uigurischen Quellen und durch Auswertung von Satellitenaufnahmen über 100 Friedhöfe, die zumeist in den vorangegangenen zwei Jahren zerstört worden waren.
Es existiert keine scharfe Abgrenzung zwischen gewöhnlichen Gräbern und mazar-Schreinen, da diese ebenfalls meist Gräber sind und zudem in der Bevölkerung der Wunsch weit verbreitet ist, in der Nähe eines mazar-Schreins begraben zu werden. Die Gräber von heiligen oder berühmten Persönlichkeiten sind oft umgeben von den Gräbern derer, die über ausreichende Prominenz in ihren Gemeinden verfügten, um Zugang zu erstklassigem heiligem Land für ihre Grabstätte zu erhalten. Aufgrund der Eminenz dieser Personen und der Bedeutung der Heiligen, neben denen sie liegen, werden ihre Gräber schließlich selbst als Teil der mazar-Schreine behandelt. Bei der Zerstörung der Friedhöfe kam es daher zu einer Überschneidung der staatlichen „Säuberung“ sozusagen intimer Räume mit individueller oder stark lokaler Bedeutung einerseits mit der Zerstörung der politischen und symbolischen Macht der mazar-Schreine andererseits. Zwar scheint die Zerstörungswelle durch den Staat sich überproportional stark gegen die bekanntesten mazar-Schreine zu richten, doch wurde auch eine große Anzahl sehr kleiner mazar-Schreine zerstört, aber nicht aufgrund ihrer Eigenschaft als marar-Schreine, sondern weil sie sich auf einem von den über 100 uigurischen Friedhöfen befanden, die der chinesische Staat seit 2017 beseitigt hat.
Während die Behörden versuchten, die Zerstörung oder Versetzung von Friedhöfen mit Anforderungen der Stadtentwicklung zu rechtfertigen, werden diese Maßnahmen von der Wissenschaftlerin Rachel Harris als Teil der umfassenderen Bemühungen des Staates gewertet, die uigurischen Gemeinschaften zu stören und die Weitergabe der uigurischen Kultur zu unterbrechen. Laut Harris wurden Uiguren kollektiv unter Verdacht gestellt und alle uigurische Akademiker mit ausländischen Beziehungen als „Intellektuelle mit zwei Gesichtern“ bezeichnet, die dem Staat nicht treu seien und umerzogen werden müssten. So hatte der Xinjiang-Beamte für religiöse Angelegenheiten, Maisumujiang Maimuer (买苏木江·买木尔), bereits 2017 in den staatlichen Medien ausdrücklich über „Personen mit zwei Gesichtern“ erklärt, das Ziel bestehe darin, „ihre Abstammung zu brechen, ihre Wurzeln zu brechen, ihre Verbindungen zu brechen und ihre Herkunft zu brechen“:

“Break their lineage, break their roots, break their connections, and break their origins. Completely shovel up the roots of »two-faced people,« dig them out, and vow to fight these two-faced people until the end.”

Mit Entwicklungs- und Versicherheitlichungsprojekten dieser Art versuchte der chinesische Staat laut Harris, die kulturelle Landschaft Xinjiangs umzugestalten und die Wünsche und Handlungen ihrer Einwohner zu transformieren.

##### Altstädte
Kaschgar
Die Altstadt von Kaschgar war bis Anfang der 2000er Jahre von der chinesischen Entwicklung weitgehend unberührt geblieben und stellte einen der besterhaltenen vormodernen Stadtkerne Zentralasiens dar. Sie zeichnete sich durch enge Gassen und niedrige Innenhof-Häuser aus, die aus Ziegeln und Lehmziegeln errichtet waren.
Der uigurische Stadtkern von Kaschgar wurde zwischen 2001 und 2017 abgerissen. In den 1990er Jahren hatte ein schrittweiser Prozess von Zerstörung und Wiederaufbau der Altstadt von Kaschgar begonnen, der 2013 abgeschlossen wurde. Der Abriss des größten Teils der Altstadt durch den chinesischen Staat erfolgte ab 2009. Das Europaparlament (EP) hatte im März 2011 in einer Entschließung zu der Lage und dem Kulturerbe in Kaschgar Stellung bezogen zu dem im Jahr 2009 von der chinesischen Regierung angekündigten Städtebauprogramm mit der Bezeichnung „Sanierung baufälliger Häuser in Kaschgar“, das die Planung beinhalte, „85 Prozent der traditionellen Altstadt abzureißen, durch moderne Wohnblocks zu ersetzen und die letzten historischen Überbleibsel der Stadt in gemischt sino-uigurische Touristenorte zu verwandeln“. Das EP hatte die chinesische Regierung in der Entschließung aufgefordert, die kulturelle Zerstörung des architektonischen Erbes von Kaschgar umgehend zu beenden, alle Zwangsumsiedlungen und die durch den Abriss von Wohngebieten bedingte soziale Ausgrenzung der uigurischen Bevölkerung von Kaschgar einzustellen, die kulturelle Identität der uigurischen Bevölkerung zu schützen und die sehr stark durch die uigurische Identität geprägten kulturellen Traditionen Kaschgars und Xinjiangs – wie von der Verfassung gefordert – zu fördern. Das EP hatte dabei unter anderem die Erwägungen vertreten, dass die chinesische Zentralregierung fortwährend eine repressive Politik gegenüber Volksgruppen und deren Kultur in Xinjiang betreibe, die Bevölkerungsgruppen der Uiguren und der Hui unter anhaltenden Menschenrechtsverletzungen zu leiden hatten und ihnen oftmals eine angemessene politische Vertretung und kulturelle Selbstbestimmung vorenthalten werde. Die Stadt Kaschgar stelle nach den Erwägungen des EP „eine weltweit bedeutsame Stätte mit einem einzigartigen architektonischen Erbe von historischer und geografischer Bedeutung“ dar, die „für die kulturelle Identität der in der Region ansässigen Bevölkerungsgruppen der Uiguren und der Hui wie auch für die kulturelle Vielfalt Chinas von hohem symbolischem Wert“ sei, von der chinesischen Zentralregierung aber daran gehindert worden sei bei der UNESCO den Status als Welterbe zu beantragen. Zudem vertrat das EP die Erwägung, „dass sich aus der Begründung des Sanierungsprogramms, es handele sich dabei um Baumaßnahmen für den Erdbebenschutz“, nicht ergebe, dass traditionelle Gebäude vollständig abgerissen werden müssen, sondern auch ihre Sanierung unter Bewahrung des kulturellen Erbes möglich gewesen sei.
Die Heytgah-Moschee als wichtigstes Kulturerbe blieb zwar erhalten, doch wurden andere historische Stätten zusammen mit weiten Teilen der Wohngebiete zerstört.
Die Mehrheit der Einwohner wurde an andere Orte umgesiedelt, schätzungsweise 10 Prozent der erwachsenen Bevölkerung wurden im Lagersystem inhaftiert und ihre Kinder in „Waisenhäuser“ eingewiesen. Die Altstadt wurde in Form eines weitgehend entvölkerten Touristenziels wiedereröffnet. An Stelle der abgerissenen Altstadt hatte der Staat nachgebildete Gebäude errichtet, die Touristen anziehen und den chinesischen Behörden den räumlichen Zugang erleichtern sollen. Ehemalige Moscheen wurden zu Touristenbars umfunktioniert.
Der chinesische Staat wendete bei seiner Umgestaltung ein ähnliches Muster an wie bei den mazar-Schreinen, die er durch „Musealisierung“ in ihrer ursprünglichen Funktion für die uigurische muslimische Bevölkerung entweiht und stattdessen zu einer Freizeitattraktion für han-chinesische und ausländische Touristen gemacht hatte. In entsprechender Weise verwandelte der chinesische Staat auch die supa, die er in uigurischen Dörfern zerstörte, zu künstlichen Formen entlang der Straßen des touristischen Simulacrums, mit dem er die authentische historische Altstadt Kaschgars ersetzt hat. Vor dem Abriss hatten typische Häuser an ihrer Außenseite kaum besondere Merkmale besessen und waren mit nur kleinen Fenstern und wenig Dekoration ausgestattet gewesen. Auf der Innenseite hingegen waren sie gekennzeichnet gewesen durch üppige Innenhöfe, kunstvolle Holzarbeiten, Kolonnaden und Empfangsräume mit aufwendigen Nischen, in denen Keramik ausgestellt war. Der neue Stadtkern von Kaschgar kehrte das Konzept des uigurischen Hauses in das Gegenteil um. Vorwiegend han-chinesischen Touristen, die mit Elektrofahrzeugen durch die neue „Altstadt“ gefahren werden, werden angeblich „rückständige Bräuche“ ausgestellt, die für die Uiguren selbst in Wirklichkeit in zunehmendem Maße verboten sind. So wurden Touristen mit zweckentfremdeten und inszenierten Aufführungen des uigurischen mäšräp begrüßt, der Jahre zuvor in seiner originären volkstümlichen Form kriminalisiert worden war.
Das Ersetzen von uigurischen Stadtteilen (mahalla) durch Wohnblöcke und der faktisch erforderliche Umzug vieler Einwohner in mehrstöckige Wohnhäuser außerhalb der Stadt verursachte eine Störung vieler sozialer Phänomene, einschließlich Erbpraktiken, Lebenszyklusritualen (wie Beerdigungen oder Hochzeiten), Altenpflege, Nachbarschaftssolidarität (mahalladarchiliq), Schlafarrangements, Muster des Zusammenlebens und Netzwerke der Gegenseitigkeit.
Die Umgestaltung der Stadt Kaschgar gilt als das berüchtigtste Beispiel architektonischer Inszenierungsprojekte des chinesischen Staates, bei denen der chinesische Staat das uigurische Kulturerbe in Szene setzt, um den tatsächlich der uigurischen Kultur durch staatlich gelenkte Zerstörung beigefügten Schaden zu maskieren und sich weiterhin als wichtigster Partner der UNESCO in den Kulturerbeprogrammen zu präsentieren. Dieser Ansatz Chinas zur Erhaltung des kulturellen Erbes wurde oft kritisiert, weil dabei isolierte Denkmäler nach ihrem symbolischen Wert auswählt wurden und sie weniger bewahrt als vielmehr für die Tourismusindustrie „inszeniert“ werden.
Andere Städte
Zwischen 2000 und 2016 war Kaschgar noch die einzige Stadt, deren historischer uigurischer Stadtkern so umfassend ausgelöscht und ersetzt wurde. Zwar wurde die von Uiguren gebaute Umgebung in anderen Städten durch die schrittweise Entwicklung langsam erodiert, doch gab es kaum Hinweise auf einen zielgerichteten Abriss historischer uigurischer Viertel durch den Staat in der Größenordnung von Kaschgar. Analysen von Satellitenaufnahmen zufolge sind jedoch in den Jahren nach 2016 unter Aufsicht chinesischer Behörden auch die Altstädte von Hotan, Yarkant, Kargilik und Keriya ganz oder teilweise zerstört worden. Als häufigste Form der Ersatzgebäude wurden dabei vielgeschossige Mehrfamiliengebäude verwendet.

### Handwerk und Kunst

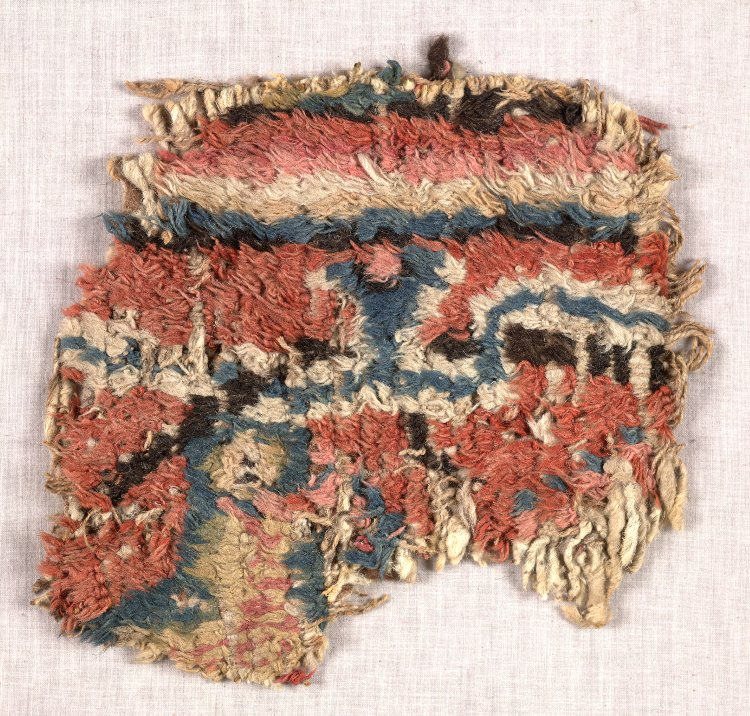
Aus Wolle geknüpftes Textil- oder Teppichfragment aus Loulan aus dem 3. bis 4. Jahrhundert (British Museum, London)

Ostturkistan verdankte sein Wachstum seiner Lage - es kreuzten sich die wichtigsten transkontinentalen Handelswege und Länder, durch die diese Handelswege führten, wurden zur Plattform eigentümlicher Dialog zwischen den Zivilisationen. Dementsprechend stand auch die uigurische Kultur während ihrer Ausformung sowohl unter Einfluss von Osten aus als auch von Westen. Die Uiguren zeigten sich offen für das kulturelle Erbe der mit ihnen in Interaktion tretenden Länder und Völker, nutzten die äußeren Einflüsse für eine Synthese mit ihren eigenen Ideen und Fertigkeiten und entwickelten so reichhaltige und unverwechselbare Traditionen.
Die größten und sowohl in historischer als auch in kultureller Sicht bedeutendsten Oasen Ostturkestans waren bereits von alters her Hotan, Yarkant, Kaschgar, Turpan, Aksu, Karaschahr, Kuchar, Miran und später auch Gulja. Das Handwerk entwickelte sich vor allem in den Städten und großen Dörfern, die innerhalb dieser Oasen lagen. In den Städten gab es Bezirke, in denen Handwerker verschiedener Berufe lebten wie Schmiede, Kupferschmiede, Goldschmiede, Teppichweber, Töpfer und Meister der Holz- und Lederverarbeitung. Auf den Märkten fanden sich viele Geschäfte und Werkstätten, in denen Kunsthandwerksprodukte erzeugt und verkauft wurden.
Die Städte waren jeweils berühmt für ihre eigene Produktpalette des Kunsthandwerks, wie zum Beispiel:
- Kaschgar: Metallverarbeitung, Herstellung von Stoffen, Filzen, Teppichen, Musikinstrumenten, Keramik und Stickereien[41] – Kaschgar gilt heute als das kulturelle Zentrum der Uiguren, obgleich in früheren historischen Phasen zuweilen andere Städte im Tarim-Becken, oftmals Yarkant oder Hotan, eine wichtigere Rolle eingenommen haben.[5]
- Hotan: Teppichweberei und Seidenbau (Serikultur)[41] – Das Königreich von Hotan verfügte in der Zeit der Tang-Dynastie über eine große Bevölkerung, die unter dem Einfluss des Buddhismus das Interesse an kriegerischer Expansion verloren hatte. Laut Xuanzang handelte es sich bei den Hotanesen um bemerkenswerte Handwerker mit einem beachtlichen Geschmack sowohl für literarisches Schaffen als auch für Musik und Tanz. Die am südlichen Zweig der Seidenstraße gelegene Region war das Zentrum reger Geschäftstätigkeit. In der Stadt Hotan selbst ist, wie in allen Städten im Tarim-Becken, eine Vielzahl von Geschäftigkeiten bekannt, doch stellt die Seidenindustrie, die von der Han-Zeit bis heute Bestand hat, die Haupttätigkeit dar.[350]
- Yarkant: Verarbeitung von Metallen, Filzprodukten und Teppichen[41] – Yarkant liegt am gleichnamigen Fluss, der als perennierendes Fließgewässer das ganze Jahr hindurch Wasser führt. Die fruchtbare, gut bewässerte Oase rund um die Stadt hat immer eine bedeutende landwirtschaftliche Bevölkerung versorgt. Die Stadt lag zugleich am südlichen Zweig der historischen Seidenstraße, die am südlichen Rand des Tarim-Beckens und der Taklamakan-Wüste entlangführte. Da sich Karawanenrouten aus der oberen Oxusregion und dem Pamir in Yarkant an die südliche Route des Tarim-Beckens anknüpften, war Yarkant seit jeher ein bedeutendes Handelszentrum.[351]
- Aksu: Herstellung von Baumwollstoffen, hochwertigem Leder, Filz[41]

Die Bevölkerung jeder Oase hatte ihre ganz besonderen kulturellen Merkmale. Diese Unterschiede wurden mit zunehmender Entfernung voneinander noch ausgeprägter, und einige Oasen-Gemeinschaften waren auch voneinander durch fast unpassierbare Wüsten getrennt. Es existierten auch ausgeprägte Einflüsse oder auch Störeinflüsse, die von außerhalb stehenden Zivilisationen einwirkten, so von Osten aus durch die Chinesen, von Westen aus von Zentralasiaten und von Süden aus von Indern.

#### Messerschmiedekunst
Als bekannteste Form der uigurischen Metallverarbeitung ist das Messerschmieden zu nennen. Messer (pichaq) werden traditionell von Männern an ihrer Seite getragen. Die Klinge kann sehr unterschiedlich gestaltet sein und besitzt oft Einprägungen oder Einlagen aus Kupfer. Die Scheide wird aus Metall oder Leder angefertigt. Für den Griff werden Metall und Holz oder kunstvolle mehrfarbige Kunststoffdekorationen verwendet. Die Messer werden auf den meisten Freiluftmärkten zum Kauf angeboten.
Die Messer werden oft beim Verzehr von Fleisch verwendet. Bei Heilritualen finden sie zudem Verwendung als Mittel zur mystischen Abwehr von Geistern.

#### Goldschmiedekunst
Die uigurische Goldschmiedekunst ist hochentwickelt. Uigurische Frauen tragen oftmals aufwendig geformte goldene Ohrringe in einem Design, das als zirä bekannt ist und aus winzigen Goldkugeln besteht, die zu blütenartigen Mustern arrangiert sind.
Solcher Schmuck stellt eine traditionelle Form von Vermögen dar, das am Körper getragen werden kann. Bei Bedarf oder Gelegenheit können Frauen ihre Ohrringe einschmelzen lassen und mit zusätzlichem Gold kombinieren, um neue größere Ohrringe herzustellen.

#### Seidenbau
Die ätläs genannte Seide (Iqat-Gewebe) wird trotz der großen Importe von synthetischem iqat-Stoff aus Usbekistan in der Stadt Hotan noch heute auf Handwebstühlen für den lokalen Verbrauch sowie für den Handel mit anderen Oasen ätläs gewebt. Die uigurische Seide zeichnet sich durch lebendige Muster und Farben aus.
Ätläs ist bei den Uiguren ein beliebter Stoff für traditionelle Frauen- oder Mädchenkleider.

#### Teppichknüpferei
Die als giläm bekannten geknoteten Teppiche werden in Hotan und einigen anderen Städten extensiv hergestellt. Zu den verwendeten Teppichdesigns gehören symmetrische Frucht-, Blumen- und geometrische Muster in hellen und zueinander kontrastierenden Farben, bei denen die Farbe Rot vorherrscht. Zu den charakteristischsten Mustern gehören:
- das Netzwerk sich verzweigender Granatäpfel (anar) in roter Farbe auf blauem Untergrund[42]
- die Blumenvase (longqa)[42]

Mit der Zunahme von Investitionen in die Teppichproduktion für internationale Märkte werden heute viele Teppichweber für die Herstellung von Designs beschäftigt, die nicht traditionelle sind, sondern dem ausländischen Geschmack entsprechen. Einige Teppichweber greifen wieder auf die Verwendung natürlicher Farbstoffe zurück, die bei der Suche nach helleren Farben weitgehend aufgegeben worden waren.
Verwendung finden uigurische Teppiche in der Regel weniger als zu betretender Untergrund, als vielmehr für das Abdecken von Wänden und Sitzbereichen des Bodens.

### Musik, Tanz und Zusammenkünfte der Gemeinde
Die musikalischen Traditionen der Uiguren sind eng verwandt mit den benachbarten zentralasiatischen Musikkulturen. Ähnlich wie in anderen kulturellen Aspekten zeigt somit auch die uigurische Musik viele bleibende zentralasiatische Gemeinsamkeiten, so etwa mit den volkstümlichen und klassischen Traditionen in Usbekistan und Nordtadschikistan. Die Uiguren verwenden – wie die Musiker jener Regionen – die gleichen Ensembles von Stimmen, Langhalslauten (satar, tämbur, dutar), Fideln (ghijäk) und Rahmentrommeln (dap) und fassen ihre Musik in umfangreichen Suiten zusammen, die als muqam bezeichnet werden.

#### Geschichte der uigurischen Musik
Xinjiang stellte im ersten nachchristlichen Jahrtausend mit der Verbreitung des Buddhismus einen wichtigen Durchgangsraum dar, allgemein für Handel, Menschen und Ideen und im Speziellen für musikalische Ideen und Musikinstrumente. Während es sich bei den Uiguren, die nach dem Zusammenbruch des Uigurischen Reiches von 840 nach und nach in Xinjiang ankamen, noch vorwiegend um Schamanisten und Buddhisten handelte, führte die Entwicklung einer islamischen Kultur und Konvertierung der Uiguren zum Islam zwischen dem 10. und 13. Jahrhundert dazu, dass sich die Uiguren nach Westen ausrichteten und die Maqam-Traditionen und Musikinstrumente in Zentralasien für sie in den Vordergrund rückten.
Die chinesische Literatur setzt den Ursprung der uigurischen Musik mit den frühesten chinesischen Aufzeichnungen über die buddhistischen Königreiche der „westlichen Regionen“ (xiyu) an. Nach Ansicht von Gelehrten sollen die berühmten umfangreichen Suiten (daqu) des kaiserlichen Hofes der Tang-Dynastie, die später vom japanischen Hof übernommen wurden, auf die Musik der xiyu-Regionen des 5. Jahrhunderts zurückgehen. Während solche aus chinesischsprachigen historischen Quellen erstellten Narrative der zeitgenössischen chinesischen Musikwissenschaft sehr vertraut sind und die Funktion erfüllen, die Region und ihre Kultur komfortabel in das breitere Narrativ der chinesischen Musikgeschichte einzubetten, bleiben die kulturellen und musikalischen Verbindungen zu den westlich von China liegenden Regionen dabei in der Regel weit weniger bekannt.
Es bestehen jedoch auch lokale historische Quellen wie die von Mulla Mojizi im 19. Jahrhundert in Persisch (also der Literatursprache Zentralasiens) geschriebene Tarikhi musiqiyun (dt. „Geschichte der Musiker“), die diesem chinesischen Narrativ eine Lesart entgegensetzen, in der die Musik der Region fest in einem zentralasiatischen, islamischen historischen Milieu wurzelt. Aus der Tarikhi musiqiyun als einer der wenigen historischen Quellen über die Musik Xinjiangs, die außerhalb der kaiserlich-chinesischen Aufzeichnungen existieren, geht auch die starke Verbindung zwischen der Musik und Spiritualität hervor.
Tatsächlich entwickelten sich, unabhängig von der westlichen klassischen Musik, in den kosmopolitischen urbanen Zentren der gesamten islamischen Welt – von Córdoba, Damaskus, Bagdad und Istanbul im Westen bis nach Herat, Buchara, Samarkand, Kaschgar und Hotan im Osten – die verschiedenen Makam-Traditionen (arabisch maqâm’, türkisch makam, aserbaidschanisch mugham, usbekisch-tadschikisch maqom, uigurisch muqam).
Im 19. Jahrhundert stand die zentralasiatische Makam-Tradition mit den usbekischen und tadschikischen Sechs Makam (shash maqâm) von Buchara, mit den Sechseinhalb Makam (alti-yarim maqâm) in Choresmien, den Vier Makam (chahâr maqâm) in der Region Ferghana-Taschkent und den uigurischen Zwölf Muqam in Xinjiang (on ikki muqam) bis zur Annexion und russischen Eroberung in der zweiten Hälfte des Jahrhunderts unter der Förderung und Pflege durch die Höfe und wohlhabenden Eliten des Emirats Buchara, des Khanats Chiwa und des Khanats Kokand. Als kennzeichnend für diese Makam-Traditionen gelten ihre hochentwickelte Poesie, ihre komplexen melodischen Modulationen und langsamen Tempi.
Unter Zhang Zhizhong als Xinjiangs letztem Gouverneur in der Ära der nationalistischen Republikaner (Kuomintang, kurz: KMT), der öffentlich über eine mögliche „Entkolonialisierung“ Xinjiangs nach Vorbild Indiens und der Philippinen gesprochen hatte, schickte Xinjiang Gesangs- und Tanztruppen nach Peking, Shanghai und Taipeh und brachte so einerseits nach sowjetischem Vorbild Lieder und Tänze der Minderheiten aus deren Gebieten in das Innere China, während gleichzeitig auch chinesische Künstler nach Xinjiang gelangten und Ürümqi besuchten.
Nach Machtübernahme der Kommunisten und Gründung der VR China übernahm die Volksrepublik, wie zuvor bereits die Nationalisten unter Sheng Shica oder die Zweite Republik Ost-Turkestan und insbesondere wie die Sowjetunion unter ihrer Herrschaft die Verwaltung der uigurischen Kultur. Sie ließ durch Forscher in Xinjiang Sammlungen uigurischer „Folklore“ anlegen, und die KPCh kodifizierte schon ab 1951 die zentralasiatische muqam-Tradition als im Wesentlichen uigurische traditionelle Kunst. Chinesische Musikwissenschaftler transkribierten uigurische Aufführungen und erstellten starre Darstellungen der im Wesen eigentlich improvisatorischen Tradition. Während die Bevölkerung in den fünf ehemaligen zentralasiatischen Sowjetrepubliken nach der in der Sowjetzeit weit verbreiteten Europäisierung von Musikinstrumenten seit ihrer Unabhängigkeit 1991 erst allmählich wieder begann, ihrer musikalischen Traditionen wieder aufzunehmen, ist es den Uiguren in Xinjiang bislang gelungen, ihr musikalisches Erbe zu bewahren.

#### Zwölf Muqam
Die uigurischen Zwölf Muqam sind ein Beispiel für komplexe Formen der Performancekunst unter Chinas Minderheiten. Sie wurden im Jahr 2008 in die Repräsentative Liste des immateriellen Kulturerbes der Menschheit der UNESCO aufgenommen.
Unter uigurische Muqam wird allgemein eine Vielzahl von in den uigurischen Gemeinden verbreiteten Muqam-Praktiken zusammengefasst. Die heute als kanonisch akzeptierte Version der Zwölf Muqam wird Aman Isa Khan (Amannisa Khan) zugeschrieben. Die unklare historische Persönlichkeit der Aman Isa Khan ist zu einer zeitgenössischen Heldin der uigurischen Kultur geworden, die sowohl als weithin bekannte und oftzitierte Symbolfigur für die Kanonisierung des Muqam in den 1980er Jahren und auch für die uigurischen Zwölf Muqam selbst steht, als auch für die historische und kulturelle Bedeutung der Uiguren. Die Bedeutung dieser Symbol- und Heldenfigur und der Zwölf Muqam reicht hier über die eigentlich Klang- und Performanceästhetik weit hinaus.
Es gibt jedoch lokale und andere Varianten. Bei den vier regionalen Hauptstilen handelt es sich um den Zwölf-Muqam, Dolan-Muqam, Turpan-Muqam und Hami-Muqam. Die Zwölf Muqam kombinieren verschiedene Kunstformen der Aufführung, darunter Musikstücke, Lieder und Tänze. Einige der Lieder und Musik sind traditionell, manche aber auch klassisch.
Auch die Choreografie und die Kostüme der Tänze sind sehr charakteristisch. Zu den Tanzelementen zählen einzigartige Schritte, Rhythmen und Formationen sowie Figuren wie Blumenpflücken mit Mund, bei populären Tänzen das Balancieren von Schüsseln auf dem Kopf und das Nachahmen von Tierbewegungen in Solotänzen.
Die Lieder variieren in Reim und Takt und werden sowohl solo als auch von Gruppen aufgeführt. Die Texte verwenden neben Volksballaden auch Gedichte klassischer uigurischer Meister. Dadurch repräsentieren die Lieder ein breites Spektrum von Stilen wie Poesie, Sprichwörter und Volkserzählungen und dokumentieren somit das historische und zeitgenössische Leben der uigurischen Gesellschaft.
Einige Muqam-Stücke, insbesondere vollständige Aufführungen von aus über 300 Stücken bestehenden Zwölf Muqam, die sich in zwölf Instrumental- und Gesangssuiten über einen ganzen Tag hinziehen, werden heute nicht mehr aufgeführt. Gelegentlich werden noch immer Teilaufführungen von Zwölf Muqam in Xinjiang, Peking oder anderenorts gezeigt.

#### mäšräp
Außerdem werden die Zwölf Muqam auch weiterhin bei den mäšräp (auch: meshrep oder mäshräp) genannten, uigurischen gesellschaftlichen Zusammenkünften dargeboten. Die mäšräp in ihrer eigenständigen Form boten Tanz- und Gesangsdarbietungen, Witze und gesellschaftliche Kommentare dar, waren aber darüber hinaus auch Foren, in denen der jüngeren Generation Moral- und religiöse Vorstellungen vermittelt und in denen Streitigkeiten innerhalb der Gemeinschaft beigelegt wurden. Neben reiner Geselligkeit dienten diese Veranstaltungen somit auch der Sozialisation, neben reiner Unterhaltung auch der Bildung und der Verhandlung von Rechtsstreitigkeiten in der Gemeinde. Damit jedoch verkörperten sie Elemente einer nicht-modernen Auffassung von Brauchtum und boten den Uiguren einen Raum, der nicht dem staatlichen Alleinvertretungsanspruch für Vorstellungen von Gesetz, Recht und Wahrheit unterlag.
Die chinesische Regierung reagierte darauf mit einer Unterteilung zwischen „gesunden“ und „illegalen“ mäšräp und versuchte auf diese Weise, ihre ideologische Vorstellung eines „gereiften“, modernen Brauchtumsbegriffs, nach dem die Bräuche von Religion und Politik abgeschnitten werden sollen, in eine staatlich gesteuerte Realität umzuwandeln. Ab 1995 ging der chinesische Staat mit Restriktionen gegen diese traditionellen uigurischen Männerversammlungen vor und dann 1997 mit vorübergehendem Verbot, nachdem die Behörden sie als „Hauptkatalysator“ für den Gulja-Aufstand verantwortlich machten.
Im Jahr 2010 erfolgte die Aufnahme einer entpolitisierten Form des uigurischen mäšräp in die UNESCO-Liste des dringend erhaltungsbedürftigen immateriellen Kulturerbes nach Einreichung des Vorschlags durch China. Die UNESCO beschrieb die mäšräp dabei als eine reiche Sammlung von Traditionen und Performance-Künsten wie Musik, Tanz, Theater, Volkskunst, Akrobatik, mündliche Literatur, Speisen und Spiele, die sowohl die Funktion eines „Gerichts“ einnehme, bei dem der Gastgeber Konflikte vermittelt und die Wahrung moralischer Standards gewährleistet, als auch als „Klassenzimmer“ diene, in dem die Menschen ihre traditionellen Bräuche kennenlernen können, während in China unter der Titulierung „mäšräp“ in Wirklichkeit weiterhin exotisierte, feminisierte Aufführungen als beliebte Touristenattraktionen und über TV-Shows beworben wurden.
Die mäšräp sind heute ein sinnbildliches Beispiel für die Politik der chinesischen Regierung, die zwar kulturellen Aktivitäten der Uiguren im Dienste der Imagepflege der Uiguren als singende und tanzende Minderheit gefördert hat, wobei aber diese kulturellen Aktivitäten die Verbindung zur Gemeinschaft der Uiguren verloren haben und auf Shows reduziert wurden, die für Han-Chinesen und ausländische Touristen bestimmt waren. Anders als in der traditionellen Beschreibung der mäšräp als Zusammenkünfte, bei denen Gedichte rezitiert, Tänze aufgeführt und Gespräche über Themen geführt werden, die das in der Gemeinschaft zu respektierende Verhalten betreffen, wird der Begriff mäšräp in jüngster Zeit mit dem staatlichen Verbot von privatem mäšräp und der Modernisierung und Urbanisierung der Gesellschaft oft für uigurische Tanz- und Musikshows im Fernsehen oder in Restaurants – insbesondere für touristisches Publikum – verwendet. So wurde der mäšräp in der Praxis in Xinjiang nicht geschützt, sondern von einer Versammlung der Gemeinschaft zu einem inszenierten Lied-und-Tanz-Spektakel umgeformt. Der mäšräp wurde in seiner volkstümlichen Form seit 2012 als informelle Versammlung kriminalisiert und gewöhnliche Uiguren waren nicht mehr in der Lage, ihren eigenen mäšräp zu veranstalten. Stattdessen wurden mäšräp vom Staat als kulturelle Ressource zur Förderung der Tourismusbranche benutzt und in Initiativen für sanfte Diplomatie eingesetzt. Mit aufwändigen Shows wie „China Dream on the Silk Road“ oder „Forever Meshrep“ sollte die Politik von KPCh-Führer Xi auf internationaler Ebene gefördert werden.
Gemeinschaftsfeste wie mäšräp und bezme, bei denen jedermann am Muqam teilnehmen würde, werden seltener abgehalten. Volkskünstler übernehmen inzwischen die Rolle der Weitergabe dieser Tradition an neue Generationen, doch lässt das Interesse der jungen Generationen am Muqam langsam nach.

#### ashiqundmäjnun
Bei den Uiguren werden bestimmte Arten von Musikern ashiq oder mäjnun genannt.
Ein ashiq nimmt die Rolle eines „Liebenden“ oder eines „Bettlers“ ein, der sein Leben dem Musizieren für Gott widmet. Die Derwische oder ashiq sind religiöse Bettler oder Bettelmönche, die noch heute für Almosen bei den Festen an den heiligen Schreinen singen, die islamischen Heiligen gewidmet sind und in der Taklamakan-Wüste verstreut sind.
Ein mäjnun ist bei den Uiguren eine Art von Musiker, der den Derwischen oder ashiq ähnelt und sowohl die Rolle eines ashiq ausfüllt als auch die eines „Narren“, eines sarang. Das aus dem Arabischen in Zentralasien übernommene Wort mäjnun bedeutet „Rausch“, „Verliebtheit“ oder „Vernarrtheit“. Es ist vor allem aus der tragischen Liebesgeschichte von Leila und dem liebeskranken Majnun bekannt, die in der islamischen Welt in unzähligen Gedichten und Liedtexten nacherzählt und erwähnt wird. Die „Verliebtheit“ oder „Vernarrtheit“ dieser mäjnun wird im Sinne der Sufi als Sehnsucht nach dem Göttlichen verstanden, doch werden sie auch gefürchtet, indem ihnen nachgesagt word, häufig Friedhöfe aufzusuchen und sich von der normalen Gesellschaft abzusetzen. Der „Rausch“ des mäjnun grenzt an Wahnsinn.

#### Tanz
Tanz spielt im Leben der zentralasiatischen Völker traditionell eine bedeutende Rolle. Das gilt sowohl für die städtischen Gesellschaften der Oasen als auch für die nomadischen. Auch in der uigurischen Gesellschaft ist Tanz ein wichtiger Bestandteil bei sozialen und politischen Anlässen geblieben. Er hat seinen Platz ebenso bei Festen unter Freunden wie bei offiziellen Besuchen von Würdenträgern. Die heutigen Tänze stehen teilweise in kontinuierlicher historischer Tradition, sind aber in einigen Fällen auch durch Auffrischung oder Neuerschaffung entstanden.
Die uigurischen Tänze können in folgende Klassen unterteilt werden:
- Imitierende Tänze – Sie ahmen typische Bewegungen von Tieren nach. Für die meisten Nachahmungstänze liegen Beschreibungen in historischen Quellen vor. Zu den nachgeahmten Tieren gehören Tauben, Gänse, Hühner, Pferde, Löwen, Tiger und Kamele.[42]
- Religiöse Tänze – Sie werden in der Regel als Relikte aus der Zeit des Schamanismus und der Feueranbetung der Uiguren identifiziert. Zu diesen Tänzen gehören der Feuertanz (bei Feiern um Lagerfeuer herum aufgeführt), der Kerzentanz (in buddhistischen Höhlenmalereien in Xinjiang dargestellt) und die Tänze von Heilern.[42]
- Sänäm-Tänze – Sie sind Paar- und Gruppentänze und in der Regel durch Gesang begleitet. Sie besitzen von allen uigurischen Tanzformen die größte Verbreitung und Beliebtheit. Es gibt viele regionale Variationen.[42] Sänäm sind Suiten mit sechs bis dreizehn Volksliedern, die üblicherweise zum Tanzen gespielt werden. Jede Oasenstadt hat ihren eigenen sänäm im lokalen Gesangsstil. Diese sind aber untereinander alle rhythmisch miteinander verwandt, beginnen mit demselben moderaten Vierer-Tanzrhythmus und gehen schrittweise in ein schnelleres Metrum über. Häufig spielen naghra-surnay-Bands sänäm auch in einer instrumentalen Version.[361] Die UNESCO führt in ihrer Beschreibung der Uyghur Muqam of Xinjiang (dt.: „uigurische Muqam von Xinjiang“) anlässlich deren Anerkennung als immaterielles Kulturerbe der Menschheit eine Fotografie mit Copyright für das ICH Protection and Research Center (Xinjiang) auf, das laut seinem Titel einen Senam-Tanz als Element der Muqam zeigt.[362]
- Sama-Reigen[42][361] – Sie werden langsam schneller und folgen demselben Rhythmus wie das jula-Lied der Muqams. Manche Sufis verwenden sie während der zikr-Rituale.[42] Der Name sama bezieht sich im landläufigeren Sinne auf die Sufi-Rituale beim zikr (oder: dhikr),[361][363] aber Uiguren bezeichnen damit in der Regel speziell den Tanz.[361] Die sama-Reigen sind auch zu einem überdimensionalen öffentlichen Tanz um die Hauptmoschee in Kaschgar geworden, der bei religiösen Festen zu naghra-surnay-Musik aufgeführt wird.[42]
- Ein weiterer Volkstanz wird oftmals zu naghra-surnay-Musik aufgeführt, zur Melodie Shadiyana („Jubelmelodie“), wobei 1/4-, 2/4- und 3/4-Takt gemischt werden. Er wird bei vielen Arten von Feiern und Festivals getanzt.[42] Shadiyana wird speziell mit Arslan Khan verbunden und soll die Melodie sein, mit dem seine Armeen in die Schlacht gezogen sind.[361]
- Lokale Tänze:

- Dolan-Tanz – Er ist ein schneller Wettkampftanz zwischen zwei, sich gegenüberstehenden Tanzpartnern. Er ist in den Regionen Märkit und Maralbexi in Xinjiang zu finden.
- Nazirkom-Tanz – Er findet in Turpan große Beliebtheit. Die UNESCO führt in ihrer Beschreibung der Uyghur Muqam of Xinjiang anlässlich deren Anerkennung als immaterielles Kulturerbe der Menschheit eine Fotografie mit Copyright für das ICH Protection and Research Center (Xinjiang) auf, das laut seinem Titel einen Nazirkom-Tanz beim Turpan Muqam zeigt.
- Sapayi-Tanz – Dies ist ein weiterer Sufi-Tanzstil, bei dem sich der Tänzer mit einem sapayi (oder: sabay) auf die Schultern schlägt. Das sapayi besteht aus einem Holzstab mit zwei Eisenringen, die beim Schwingen gegeneinander schlagen. Die UNESCO führt in ihrer Beschreibung der mäšräp anlässlich deren Anerkennung als immaterielles Kulturerbe der Menschheit eine Fotografie mit Copyright von 2009 für das ICH Protection and Research Center (Xinjiang) auf, das laut seinem Titel einen Sapayi-Tanz beim mäšräp („Maxirap“) zeigt.

- Tänze, bei denen entweder Gegenstände (vor allem Teller) auf dem Kopf balanciert oder andere Gegenstände (Löffel oder Porzellan-Untertassen) zwischen den Fingern balanciert und wie Kastagnetten gespielt werden.
- läpär – Unter diesem Namen sind traditionelle Aufführungen bekannt, die aus einem witzigen Dialog bestehen, der mit schnellem Tanzen durchsetzt ist.

#### Gesang-und-Tanz-Darbietungen (naxsha-usul)
Lange Zeit hatte einerseits der chinesische Staat versucht, seine Minderheiten-Nationalitäten als Völker darzustellen, die „gut im Singen und Tanzen sind“, während andererseits Uiguren musikalische Darbietungen als wichtigen Aspekt ihrer nationalen Identität betrachteten. Die seit Ende des 20. Jahrhunderts zu beobachtende Wiederbelebung des Islams schuf jedoch ein Umfeld, in dem unter Uiguren Stimmen laut wurden, die Gesang-und-Tanz-Darbietungen sowohl als unislamisch, als auch als Werkzeug kolonialistischer Unterdrückung verurteilten. Der resultierende Diskurs trug eine stark geschlechtsspezifische Dimension, bei der häufig der Körper uigurischer Frauen zum Gegenstand der umstrittenen Identitätsfrage wurde.
Bereits seit dem frühen 20. Jahrhundert spielten musikalische Darbietung, Tanz und Theater eine zentrale Rolle in modernen Definitionen der nationalen Identität der Uiguren. Mit der Eingliederung der uigurischen Region in die VR China im Jahr 1955 wurden die Uiguren offiziell als „Minderheitsnationalitäten“ Chinas anerkannt und die die Fortentwicklung der uigurischen Volkskultur fiel in die Zuständigkeit der chinesischen Nationalitätenpolitik. Ab Mitte des 20. Jahrhunderts investierte der chinesische Staat stark in die „Modernisierung und Entwicklung“ der uigurischen Musikbräuche. Dazu gehörten sowohl umfangreiche Recherchen und Dokumentationen als auch die Einführung eines Systems professioneller Ensembles der darstellenden Künste, die an Städte der gesamten Region gebunden waren. Diese Ensembles entwickelten Formen der folkloristischen Performance uigurischen Volkstums, die als naxsha-usul (deutsch etwa: „Gesang-und-Tanz“) bezeichnet wurden. Der chinesische Staat setzte diese Förderung im Bereich der Künste ethnischer Minderheiten als Ersatz für ihre faktisch fehlende Autonomie im politischen Bereich ein. Außerdem spielten „Gesang-und-Tanz“ der Minoritäten in China eine aktive Rolle dabei, eine hierarchische Beziehung zwischen der Han-chinesischen Mehrheit einerseits und den ethnischen Minderheitsvölkern andererseits durchzusetzen und zu normieren.
Chinaweit wurde eine Rhetorik geschaffen, die das Klischee „singender und tanzender“ ethnischer Minoritäten verfestigt und noch heute das Bild von den nationalen Minderheiten Chinas dominiert. China stellt Minderheitenidentitäten auf diese Weise sowohl als effeminierte Bewahrer der chinesischen Tradition dar, als auch als exotisches Gegenüber, gegenüber dem sich die dominanten Han-Chinesen mittels der ihnen eigenen Modernität beweisen können. Diese Beziehungen werden durch zahlreiche Darstellungen und Begegnungen in glamourösen TV-Shows, in Medienberichten oder auch in kleinen touristischen Darbietungen aufrechterhalten, insbesondere in den verschiedenen touristisch besser erschlossenen Minderheitenregionen Chinas. In Xinjiang wiederholen sich diese vornormierten Beziehungen bei den Begegnungen zwischen chinesischen Touristen und jungen uigurischen Frauen in großen Touristenattraktionen ebenso wie in kleinen Restaurants einer Altstadt. In chinesischen Mediendarstellungen dienen lächelnde junge Frauen in Tanzkostümen als sofort erkennbare Symbole für die „gute“ Seite der Region. Der chinesische Staat setzt „Gesang-und-Tanz“ stetig ein als Symbol für die hierarchische und geschlechtsspezifische Beziehung zwischen dem „großen Han-Bruder“ und den „kleinen Brüdern und Schwestern“ der ethnischen Minderheit, wie etwa bei der Gala-Aufführung zum 60-jährigen Jubiläum auf dem Tian'anmen-Platz in Peking im Jahr 2009. Ein anderes Beispiel für naxsha-usul-Performance sind die Aufführungen der Xinjiang Song and Dance Troupe in Ürümqi im Mai 2009.
Ungeachtet der politischen Instrumentalisierung durch die Zentralregierung besteht auch eine aktive Identifikation der Uiguren mit naxsha-usul. In der heutigen uigurischen Gesellschaft sind die professionellen Musiker der uigurischen Staatsensembles weithin anerkannt. Die uigurische Bevölkerung konsumiert ihre Darbietungen auch in Form von Video-CDs und investiert in den Nachwuchs, damit dieser naxsha-usul nachahmen kann. So werden schon kleine Mädchen in Tanzensemble-Outfits gekleidet.

#### Musikinstrumente
Die Uiguren spielen eine Vielzahl an Musikinstrumenten, von denen viele auch – in der Regel in leicht abgewandelter Form – bei den benachbarten Nationalitäten wie den Kasachen, Kirgisen, Usbeken, Tadschiken und Tataren gefunden werden können. Zu den uigurischen Musikinstrumenten gehören beispielsweise die lautenförmigen Saiteninstrumente ajek, hushtar (auch: khushtar), Dutar, satar, tämbur und rawap, das Blasinstrument surme, das Perkussion-Instrument sabay (auch: sapayi), die Trommel-Instrumente dap und naghra sowie das harfenähnliche Zupfinstrument qalun, ein uigurisches Psalterium.
Als bis in die heute Zeit hauptsächliche Musikinstrumente der Uiguren gelten dutar, tämbur, rawap, Tschang, qalon, satar, ghijäk, khushtar, dap, naghra, sunay, balaman und näy. Zu den Instrumenten, die historischer Zeit im Gebrauch der Uiguren waren, zählen zudem die harfenähnliche ghunqa, die bärbap-Laute als Vorform der chinesischen Pipa, die jalla-Tamburin und die isqirt-Flöte. Auch die bis in die 1950er Jahre vor allem von uigurischen Frauen gespielte, metallene Maultrommel qowuz kommt im 21. Jahrhundert kaum noch vor.
Die uigurischen Muqam werden mit einer Vielzahl von Musikinstrumenten gespielt, die kennzeichnend für die Uiguren sind. Die führenden Instrumente der Muqam-Ensembles werden aus lokalen Materialien hergestellt. In der Form variieren sie und können als Streich-, Zupf- oder Blasinstrumente ausgestaltet sein.
Langhalslauten
tanbûr, dutâr, satô und satâr mit ihrem reichen und klangvollen Timbre sind allgemein die Hauptinstrumente der zentralasiatischen Maqâm-Traditionen. Die Tanbûr-Instrumente, im Sinne von Langhalslauten der tanbûr-Familie nach dem weithin gebräuchlichen Klassifikationssystem von Curt Sachs und Erich Moritz von Hornbostel, gehören zu den wichtigsten Musikinstrumenten der Makam. Die langhalsige Streich-Satar (long-necked bowed stringed satar) mit ihrem charakteristischen Timbre ist das vielleicht bedeutendste Instrument und wird in der Regel vom Leadsänger (muqamchi) gespielt. Das ejek (lokal auch huhu oder Hami huqin genannt) spielt eine besondere und führende Rolle im Rahmen des uigurischen Muqam aus Hami (Kumul), der 2007 in das immaterielle Kulturerbe Xinjiangs aufgenommen wurde. Die kurze balaman-Pfeife mit sieben Fingerlöchern wird heute nur noch in der Region Hotan verwendet und dient dort als ein führendes Instrument im Muqam.
Neben ihrer wichtigen Funktion für die Makam sind die Langhalslauten der tanbûr-Familie auch für einige andere musikalische Traditionen wie die Volksmusik oder die Dichter-Musiker bedeutend. Diese zentralasiatischen Dichter-Musiker (bachsî, bagşy, zhïrau, aqïn, hâfez) boten ihr episches, lyrisches, didaktisches und zum Teil auch religiöses Repertoire unter Begleitung von tanbûr oder dutâr der Volksmusik auf, wobei es sich um schlichtere Varianten der Stücke aus der Maqâm-Tradition handelte. Es handelte sich bei den Dichter-Musikern in Zentralasien bis vor kurzem um eine rein von Männern ausgeübte Tradition, was sich im Raum der Sowjetunion erst mit zunehmender Sesshaftwerdung und Sowjetisierung etwas geändert hat. Die sowohl zur instrumentalen Unterstützung von muqam-Darbietungen, als auch zur Begleitung von Volksliedern eingesetzte dutar wird wie auch alle anderen uigurischen Lauten mit Dekorationen aus Horn oder Knochen ästhetisch verziert, gehört zum Inventar fast jeden uigurischen Haushalts und ist das einzige, traditionell von uigurischen Frauen gespielte Instrument. Hauptinstrument der Ili-Variante der Zwölf Muqam ist dagegen die auch zur Begleitung von Volksliedern und als Soloinstrument eingesetzte tämbur. Von der rawap als kürzerhalsige und mit einem Plectrum aus Horn gespielte Laute existieren bei den Uiguren verschiedene Typen: Die mit Zier-„Hörnern“ (möngüz) ausgestattete Kaschgar-rawap und die in Hotan verbreitete, noch kürzere Hirten-rawap (qoychi rawap) werden beide von den dastanchi oder qoshaqchi genannten Erzählern gespielt, während die Dolan-rawap als Hauptinstrument der Dolan-Muqam und die dieser ähnliche Kumul-rawap für Volkslieder und Kumul-Muqam Verwendung findet.
Schlaginstrumente
Von der Rahmentrommel dap sind heute noch zwei Typen verbreitet, von denen die kleinere Variante (näghmä däpi) bei den Zwölf Muqam eine führende Rolle in den Instrumentalsequenzen (märghul) einnimmt, während die größere Variante (chong dap) bei verschiedenen Folklore-Anlässen wie bei Tänzen zum mäshräp oder auch bei Ritualen uigurischer Heiler (baqshi oder pirghun) zum Einsatz kommt. Die kleine Kesseltrommel naghra wird mit einem Paar Sticks und stets im naghra-sunay-Ensemble gespielt, also zusammen mit zwei bis elf sunay genannten Doppelrohrblatt-Schalmeien, wobei eine große chong-naghra den Basis-Rhythmuszyklus vorgibt.
Die mit Metallringen durchbohrten sapayä bestehen aus einem von Metallringen durchstochenen Stockpaar, stellen das häufigste Schlaginstrument in der Folklore dar und werden vor allem von Bettlern und Sufis verwendet. Als tash (dt. „Stein“) werden vier Steine bezeichnet, von denen jeweils ein Paar in jeder Hand gehalten und rhythmisch gegeneinander geschlagen werden. Mit qoshuq (dt. „Löffel“) wird ein Paar Holzlöffel bezeichnet, die mit ihren Rücken aneinander geschlagen werden.
Kulturelle Beziehungen
Viele „traditionell chinesische“ Musikinstrumente sind ursprünglich aus dem zentralasiatischen oder indischen Raum übernommen worden, so auch die Pipa-Laute und möglicherweise die dreisaitige Sanxian-Laute, das Yangqin-Hackbrett, verschiedene, als Huqin bekannte Spießlauten, die Dizi-Querflöte, die Doppelrohrblatt-Suona und mehrere kleine Schlaginstrumente. Erste Langhalslauten waren bereits im 2. und 3. nachchristlichen Jahrhundert in das heutige China gelangt und entwickelten sich dort zu neuen Varianten. Besonders fortgeschrittenere Tanbûr-Instrumente haben sich in der östlichen Sphäre der islamischen Welt unter Einfluss von Maqâm-Tradition und Sufismus in einer höfischen und städtischen Umgebung entwickelt, und es bestand bereits seit dem 14./15. Jahrhundert ein zunehmender Bedarf an Tanbûr-Instrumenten. Als dieses Musikinstrument sich in den verschiedenen Musikkulturen entlang der alten Seidenstraße ausbreitete, wurden bereits bestehende indigene Bezeichnungen auf modifizierte und unterschiedliche Tanbûr-Typen angewendet, wie etwa die viersaitige usbekisch-tadschikische Tanbûr, die fünfsaitige uigurische Tanbûr und die vielsaitige afghanische Herâti dutâr oder auch die in der Morphologie abweichende Kaschmîrî setâr. Ähnliche und gleichartige Instrumente wie die Tanbûr sind daher auch unter anderen Namen bekannt, wie dotâr, saz, setâr, dömbra und dambura. Es handelt sich um Schalenlanghalslauten.
Wandel in jüngster Zeit
Die näy diente traditionell als lange Querflöte aus Walnussholz und ist heute vorwiegend noch im professionellen Einsatz, während uigurische Musiker zunehmend zum Gebrauch der chinesischen Bambus-Querflöte Dizi übergegangen sind.
In den 1950er Jahren wurde die traditionelle Form der ghijäk genannten Fiedel für den professionellen Gebrauch umgeändert und verfügt in dieser Form unter anderem über einen Resonanzboden aus Holz anstelle von gespannter Tierhaut. Die in den 1970er Jahren entwickelte und in ihrer Form an Instrumente auf frühen buddhistischen Höhlenwandgemälden Xinjiangs angelehnte khushtar-Gambe wird vorwiegend von Frauen gespielt und hat sich inzwischen beim Einsatz durch professionelle Musiktruppen etabliert.
In jüngerer Zeit wird das große Tschang-Hackbrett zwar noch von professionellen Musiktruppen, jedoch kaum noch in der Volksmusik verwendet, während das kleinere qalon-Hackbrett vor allem als unterstützendes Instrument bei den Dolan-Muqam eingesetzt wird. Aus der Kaschgar-rawap hat sich mittlerweile eine für den professionellen Soloeinsatz für Virtuosen und als Orchesterinstrument geeignete Version (täkämmul rawap) entwickelt.

#### Bedrohung der expressiven uigurischen Kultur seit 2017
In jüngster Zeit (Stand: 2019) sind die uigurischen Traditionen und ihr musikalisches Erbe angesichts der rücksichtslosen Repression und massenhaften Festsetzung der Uiguren in Umerziehungslagern durch die chinesische Regierung erneut gefährdet. Noch zu Beginn der 2010er Jahre hatte der Ethnologe Darren Byler in Ürümqi ein reges musikalisches Leben unter Studenten beschrieben, die an den Wochenenden gemeinsam auf Festen musizierten, sangen und poetisch wirkten. Der agglutinierende Charakter, den das Uigurische als Turksprache besitzt, fördert laut Byler die sprachliche Gewandtheit und Freude der Uiguren bei der Bildung gereimter Suffixe und hat ebenso seit alters her überlieferte Formen des Geschichtenerzählens wie das von Pilgern auf Festivals in der Taklamakan angehörte epische dastan hervorgebracht, als auch moderne Ausdrucksformen wie eine vitale Hip-Hop-Szene in Ürümqi. In der Folgezeit wurden jedoch sämtliche Versammlungen verboten. Das betraf sowohl traditionelle Ausdrucksformen wie öffentliche Gebete, mazar-Schreinfeste und traditionelle mäšräp-Festivals, als auch moderne expressive Formen wie Hip-Hop-Cypher.
Neben der beispiellosen Überwachungs- und Inhaftierungskampagne, die sich nach der 2016 erfolgten Erklärung des „Volkskrieges gegen den Terror“ gegen die Uiguren entfaltete, führten die örtlichen Behörden auch Formen der „Umerziehung“ für die gesamte uigurische Bevölkerung ein, einschließlich obligatorischer Gesangs- und Tanzstunden zur „Bekämpfung des Extremismus“. Im Jahr 2014 hatte der chinesische Staat den mäšräp für seine Zwecke instrumentalisiert, indem der mäšräp ins Zentrum der Kampagne gegen den religiösen Extremismus gestellt wurde und die lokalen Regierungen eine Kampagne des „wöchentlichen mäšräp zur Bekämpfung des Extremismus“ organisierten, die obligatorische Gesangs- und Tanzstunden für uigurische Dorfbewohner beinhaltete, um sie vom Virus des Islams zu „heilen“.
Gleichzeitig mit der massiven Zerstörung des uigurischen Kulturguts seit 2017 oder 2018 vereinnahmte China die uigurische expressive Kultur – Musik, Tanz und Zusammenkünfte der Gemeinschaft – für sich und formte sie in ein Propagandawerkzeug für eigene Zwecke um. Parallel zum Programm der Zerstörung des uigurischen Kulturguts nutzte die Regierung von Xinjiang dieses uigurische Erbe als kulturelle Ressource für die Entwicklung der eigenen Tourismusbranche. Zwar ist die uigurische Kultur in Form des musikalischen muqam-Repertoires und der gemeinschaftlichen mäšräp-Zusammenkünfte auf den Listen des immateriellen Kulturerbes der UNESCO gut vertreten. Während aber nach wissenschaftlicher Einschätzung die Politik der chinesischen Regierung selbst die größte Bedrohung für das uigurische Erbe darstellt, nutzt diese Regierung das UNESCO-Prädikat weltweiter Bedeutung uigurischen Kulturguts für ihre Argumentation aus, dass der chinesische Staat als verantwortungsbewusster Verwalter der uigurischen Kultur auftrete und diese Verwaltung der uigurischen Kultur durch die Regierung notwendig sei, um sie vor religiösem Extremismus zu schützen.
Tatsächlich war die Verwaltung des uigurischen Kulturerbes jedoch eng von Anstrengungen der Regierung begleitet, die Region Xinjiang fester unter ihre Kontrolle zu bringen. Wichtige religiöse Stätten bleiben nun in Form von Touristenattraktionen erhalten, während aber die Bevölkerung vor Ort von ihnen ausgeschlossen wurde und ihre religiöse Verehrung nicht ausüben konnte. So wurden kulturelle Aktivitäten der Bevölkerungsbasis als Formen des „religiösen Extremismus“ kriminalisiert, während dieselbe Kultur zugleich Touristengruppen in Gesangs- und Tanzspektakeln vorgeführt wurde. Beispielsweise wurde der mäšräp in Xinjiang faktisch nicht geschützt, sondern in seiner volkstümlichen Form kriminalisiert, zu einem inszenierten Lied-und-Tanz-Spektakel umgeformt, vom Staat als kulturelle Ressource zur Förderung der Tourismusbranche benutzt und in Initiativen für sanfte Diplomatie eingesetzt. In der Region Xinjiang rücken inszenierte Aufführungen das uigurische Erbe in eine Form, in der junge Frauen tanzen, lächeln und Touristen willkommen heißen, ungeachtet der tatsächlichen Situation der in weiten Teilen staatlicher Überwachung und Inhaftierung unterworfenen uigurischen Bevölkerung.
Profiteure dieser Tourismusinitiativen blieben in der Regel chinesische Unternehmen, während Uiguren weit weniger Gewinn daraus zogen. Das Wachstum der Tourismusbranche erleichterte wiederum den Zuzug von Han-Chinesen in die Region Xinjiang – sowohl als kurzfristige Besucher als auch als ständige Siedler – und lieferte der Regierung eine weitere Rechtfertigung für die repressive Politik der Versicherheitlichung, die vom Staat für notwendig zur Stabilisierung der Region gehalten wird.

### Fachenzyklopädische Beiträge

#### Schwerpunkt Geschichte und Politik
- David Brophy: The Uyghurs: Making a Nation. In: Oxford Research Encyclopedia of Asian History. September 2018, doi:10.1093/acrefore/9780190277727.013.318 (englisch). Erste Online-Veröffentlichung: 28. September 2018.
- Michael C. Brose: The Medieval Uyghurs of the 8th through 14th Centuries. In: Oxford Research Encyclopedia of Asian History. Juni 2017, doi:10.1093/acrefore/9780190277727.013.232 (englisch). Erste Online-Veröffentlichung: 28. Juni 2017.
- Ablet Kamalov: Uyghur Historiography. In: Oxford Research Encyclopedia of Asian History. 2021, doi:10.1093/acrefore/9780190277727.013.637 (englisch). Erste Online-Veröffentlichung: 29. Oktober 2021.
- Rian Thum: The Uyghurs in Modern China. In: Oxford Research Encyclopedia of Asian History. 11. Juli 2020, abgerufen am 11. Juli 2020 (englisch). doi:10.1093/acrefore/9780190277727.013.160. Erste Online-Veröffentlichung: 26. April 2018. Auch verfügbar als: Rian Thum: The Uyghurs in Modern China. In: Oxford Research Encyclopedia, Asian History (oxfordre.com/asianhistory). Oxford University Press, USA 2020 (online [PDF; 902 kB]).
- Barbara A. West: Encyclopedia of the peoples of Asia and Oceania. Facts On File / Infobase Publishing, New York 2009, ISBN 978-0-8160-7109-8, Uighur (Eastern Turk, Ouigour, Uighuir, Uiguir, Uigur, Uygur, Weiwuer), S. 848–854.

#### Schwerpunkt Kultur und Folklore
- Rachel Harris, Yasin Muhpul: Music of the Uyghurs. In: Hasan Celâl Güzel, C. Cem Oğuz, Osman Karatay, Yusuf Halaçoğlu (Hrsg.): The Turks. Band 6. Yeni Türkiye Publication, Ankara 2002, ISBN 975-6782-61-7, S. 542–549 (1022 Seiten).
- Rachel Harris: Snapshot: Uighur Popular Music. In: Robert C. Provine, Yosihiko Tokumaru, J. Lawrence Witzleben (Hrsg.): Garland Encyclopedia of World Music. 7 (East Asia: China, Japan, and Korea). Routledge, New York u. a. 2017, ISBN 0-8240-6041-5, S. 467–471 (ca. 1190 Seiten, Erstausgabe:  2002).
- Rachel Harris: Xinjiang Uyghur Autonomous Region. In: John Shepherd, David Horn, Dave Laing (Hrsg.): Continuum encyclopedia of popular music of the world – Part 2: Locations. 5 (Asia and Oceania). Continuum, London u. a. 2005, ISBN 0-8264-7436-5 (i-xx, 1-XX, 311).
- Nathan Light: Uyghur Folklore. In: William M. Clements (Hrsg.): The Greenwood encyclopedia of world folklore and folklife. 2 (Southeast Asia and India, Central and East Asia, Middle East). Greenwood Press, Westport, Conn. 2006, ISBN 0-313-32849-8, S. 335–348 (S. i-xviii, 1-482).
- Du Yaxiong: National Minorities in the Northwest. In: Robert C. Provine, Yosihiko Tokumaru, J. Lawrence Witzleben (Hrsg.): The Garland Encyclopedia of World Music. 7 (East Asia: China, Japan, and Korea). Routledge, New York u. a. 2017, ISBN 0-8240-6041-5, S. 455–466 (ca. 1190 Seiten, Erstausgabe:  2002).

#### Schwerpunkt Religion
- Ildikó Bellér-Hann: Uyghur Healers (China). In: Mariko Namba Walter, Eva Jane Neumann Fridman (Hrsg.): Shamanism: an encyclopedia of world beliefs, practices, and culture. ABC-CLIO, Santa Barbara, Denver und Oxford 2004, ISBN 1-57607-645-8, S. 642–646 (i–xxxi, 1–1055).
- Karénina Kollmar-Paulenz: Uighurs. In: Hans Dieter Betz, Don S. Browning, Bernd Janowski, Eberhard Jüngel (Hrsg.): Religion Past and Present. Brill, doi:10.1163/1877-5888_rpp_SIM_125210 (englisch). Deutschsprachige Fassung: Karénina Kollmar-Paulenz: Uighuren. In: Hans Dieter Betz et al. (Hrsg.): Religion in Geschichte und Gegenwart. Brill, doi:10.1163/2405-8262_rgg4_SIM_125210.

### Wissenschaftliche Monographien vor 1998
- ئابدۇرەھىم ھەبىبۇللا [Abdurähim Häbibulla]: ئۇيغۇر ئېتنوگرافىيىسى [Uyġur etnografiyisi]. Shinjang Khälq Näshriyati, Ürümqi 2000, ISBN 7-228-02322-6 (uigurisch, S. 1–581, Erstausgabe:  1993). [Geschrieben in arabisch-uigurischer Schrift].

Diese uigurische Ethnographie von 1993 gehört zu der ersten Reihe von Büchern, die sich Anfang der 1990er Jahre allgemein und zentral mit dem „Brauchtum“ theoretisch beschäftigten und sich neben dem akademischen Publikum in Forschung und Lehre auch an eine breitere Leserschaft richteten. Eine Hauptmotivation des Buches (S. 3) ist in dem Fehlen von systematischem Material zur Einführung in die uigurische Ethnographie begründet.
- [...].ئابدۇكېرىم راخمان. رەۋەيدۇللا ھەمدۇللا [Abdukerim Raḫman, Räwäydulla Hämdulla, Shärip Khushtar]: ئۇيغۇر ئۆرپ – ئادەتلىرى [Uyġur örp-ʾadätliri]. Shinjang Yashlar-Vösmürlär Näshriyati, Ürümqi 1996, ISBN 7-5371-2309-8 (uigurisch, 226 S.). [Geschrieben in arabisch-uigurischer Schrift].

Mit diesem beliebten und vielgelesenem Werk „Uigurische Bräuche“ versuchte Abdukerim Raḫman (veröffentlicht mit zwei weiteren Ko-Editoren) als weiterer ethnologischer Pionier neben Häbibulla (1993) dem Fehlen einer systematischen Beschreibung uigurischer Bräuche abzuhelfen. Das Buch führt 224 Elemente typischer uigurischer Bräuche auf.

### Wissenschaftliche Monographien ab 1998
- Björn Alpermann: Xinjiang: China und die Uiguren. Würzburg University Press, Würzburg 2021, ISBN 978-3-95826-162-4, doi:10.25972/WUP-978-3-95826-163-1 (S. i–vii, 1-262). Lizenz: Creative Commons License Attribution CC BY-SA 4.0.

Der Autor führt im ersten Teil des Buchs in die komplexe Geschichte der Region Xinjiang ein. Im zweiten Teil stellt er die regionalen Entwicklungen im 21. Jahrhundert dar. Hierbei zeichnet er ein vielfältiges Bild der sozioökonomischen Entwicklung, der ethnischen Identität sowie der Sprach- und Religionspolitik. Im dritten Teil hinterfragt Alpermann die gängigen Deutungen des Xinjiang-Konflikts. Er analysiert Proteste und Terrorismus ebenso wie die staatlichen Repressionsmaßnahmen und die internationale Dimension der Auseinandersetzung.
- Ildikó Bellér-Hann, M. Cristina Cesàro, Rachel Harris, Joanne Smith Finley (Hrsg.): Situating the Uyghurs Between China and Central Asia (= Anthropology and cultural history in Asia and the Indo-Pacific). Ashgate, Aldershot u. a. 2007, ISBN 978-0-7546-7041-4 (S. i-xxiv, 1-249).

Das wichtigste Ziel des Sammelbandes besteht darin, sich von dem in der China-zentrierten Wissenschaft etablierten binären Fokus auf ethnische Han-Chinesen und Uiguren zu lösen und „die Rolle der zentralasiatischen Kultur (oder sogar anderer Kulturen) bei der Gestaltung der uigurischen Identität zu berücksichtigen“ (Seite 6). Die innovativsten Artikel des Bandes befassen sich mit der engen Verbindung der Uiguren mit der turkisch-muslimischen Welt Zentralasiens.
- Ildikó Bellér-Hann: Community Matters in Xinjiang, 1880–1949: Towards a Historical Anthropology of the Uyghur (= China Studies. Band 17). Brill, 2008, ISBN 978-90-04-16675-2, ISSN 1570-1344 (S. i–xvi, 1-477).

Diese Dokumentation der uigurischen Kultur gilt als ein wegweisendes Werk mit nahezu enzyklopädischem Charakter für den Zeitraum der ersten Hälfte des 20. Jahrhunderts.
- Gardner Bovingdon: The Uyghurs: Strangers in Their Own Land. Columbia University Press, New York 2010, ISBN 978-0-231-14758-3, JSTOR:10.7312/bovi14758 (S. i-xvii, 1-286).

Im Gegensatz zu Darstellungen der Führung der VR China, die China im Zusammenhang mit ethnisch-nationalen Minderheiten ausschließlich als Opfer des Kolonialismus sehen, den imperialistischen Charakter insbesondere seines Vorgängerstaates der Qing-Dynastie jedoch bestreiten, ist die Herangehensweise dieses Buches zur Geschichte von Xinjiang stark von neuen Richtungen in der Geschichtswissenschaft beeinflusst, die die Qing als eine imperiale Einheit einordnen, die Territorium und Völker erobert und letztlich die territoriale Grundlage für die VR China geschaffen hat.
- David Brophy: Uyghur Nation: Reform and Revolution on the Russia-China Frontier. Harvard University Press, Cambridge & London 2016, ISBN 978-0-674-66037-3, JSTOR:j.ctvjghx68 (S. i-xiv, 1-347).

Diese Geschichte der Entstehung des modernen uigurischen Nationalismus gehört zu den Büchern der „dritten Welle der Xinjiang-Studien“ (Peter Perdue), die eher auf transnationale Verbindungen fokussieren als auf das Wesen des uigurischen Widerstands gegen den Staat.
- James Millward: Eurasian Crossroads: A History of Xinjiang. Columbia University Press, New York 2007, ISBN 978-0-231-13924-3 (S. 1–352).

Diese Abhandlung der Geschichte der Region dient auch als Standardübersicht über die Geschichte der Uiguren.
- Justin Jon Rudelson: Oasis Identities: Uyghur Nationalism Along China's Silk Road. Columbia University Press, New York 1998, ISBN 978-0-231-10786-0 (224 S.). (Copyright: 1997; Publikation: Januar 1998)

Bei diesem auf einem längeren Feldaufenthalt in Turpan basierenden ethnographischen Pionierwerk handelt es sich um die erste akademische englischsprachige Monographie mit dem Wort „Uyghur“ im Titel. Die zentrale These des Buches, dass die lokalen Oasenidentitäten ein bedeutendes Hindernis für das uigurische Nationalbewusstsein darstellen, wird heute von den meisten Fachleuten bezweifelt, doch blieb die Frage der Identität seither ein dominierendes Thema der Uigurischen Studien.
- Joanne N. Smith Finley: The Art of Symbolic Resistance: Uyghur Identities and Uyghur-Han Relations in Contemporary Xinjiang (= Michael R. Drompp, Devin DeWeese [Hrsg.]: Brill's Inner Asian Library. Band 30). Brill, Leiden & Boston 2013, ISBN 978-90-04-25491-6, doi:10.1163/9789004256781 (S. i–xxx, 1-454).

Die auf Feldforschung in Xinjiang zwischen 1995 und 2004 basierende Analyse ist eine der detailliertesten Untersuchungen der Beziehungen zwischen Uiguren und Han-Chinesen und stellt die Uiguren als kreative Akteure vor, die subtilen und symbolischen Widerstand gegen die VR China einsetzen. Es beschreibt die Situation der Uiguren als Dilemma der Entscheidung zwischen Eingliederung in und Widerstand gegen den Staat.
- S. Frederick Starr (Hrsg.): Xinjiang: China’s Muslim Borderland, an overview of the history, demographics, politics, and culture of the province. Routledge (Taylor & Francis Group), London & New York 2004, ISBN 0-7656-1317-4. Beteiligte Autoren: Linda Benson, Gardner Bovingdon, Jay Dautcher, Graham E. Fuller, Dru C. Gladney, William Jankowiak, Jonathan N. Lipman, James A. Millward, Peter C. Perdue, Sean R. Roberts, Justin Rudelson, Yitzhak Shichor, S. Frederick Starr, Stanley W. Toops, Nabijan Tursun und Calla Wiemer.

Diese Übersicht von Geschichte, Demographie, Politik und Kultur der Provinz gilt als die Standardeinführung in zeitgenössische Themen der Region. Der chinesische Staat reagierte auf die Veröffentlichung mit Ausübung von Druck auf ausländische Wissenschaftler. Chinesische Behörden deuteten das Buch als separatistischen Angriff auf die chinesische Souveränität über Xinjiang und verweigerten allen beteiligten Autoren Reisevisa.
- Rian Thum: The Sacred Routes of Uyghur History. Harvard University Press, Cambridge & London 2014, ISBN 978-0-674-59855-3, JSTOR:j.ctt9qdt35 (S. i-viii, 1-323).

Das Buch untersucht die Altishahr-Region und vollzieht den neuartigen Ansatz, die Altishahri nicht als Bevölkerung in einer chinesischen Grenzregion zu betrachten, sondern aus der Perspektive ihrer eigenen Geschichte mit Altishar als eigenem Zentrum. Für die Darstellung der uigurischen Geschichte berücksichtigt es zudem ungewöhnlich viele Manuskripte und Sammlungen.

## Rundfunkberichte, Reportagen und Dokumentarfilme
- Gewalt gegen Uiguren. (YouTube-Video – 5:28min.) In: DW-TV Politik Direkt. Deutsche Welle (DW), Juli 2009.
- Ulrich Delius: Die prekäre Lage der Uiguren in China. (YouTube-Video – 14:19min.) In: Gesellschaft für bedrohte Völker (GfbV). Juli 2013.
- China: Die Uiguren – ein Volk in Gefahr. (YouTube-Video – 24:24min.) In: arte Reportage. ARTE, Mai 2019.
- Muslimische Minderheit: Chinas Führung lässt Uiguren-Gräber zerstören. (YouTube-Video – 1:45min.) In: Frankfurter Allgemeine Zeitung. Oktober 2019.
- China und die Uiguren. (YouTube-Video – 2:04:50 Std.) In: zenith. November 2019.
- Sylvain Louvet: Überwacht: Sieben Milliarden im Visier. (YouTube-Video – 1:29:26 Std.) Die „digitalen Gulags“ der chinesischen Provinz Xinjiang, in eine Welt der Gesichtserkennung, Emotionsdetektoren. In: arte Reportage. ARTE, April 2020 (Uiguren-Thematik ab 0:56:30 Std.).
- Überwacht, gescannt, eingesperrt. Chinas Jagd auf Uiguren. (YouTube-Video – 7:01min.) In: ZDFdoku. ZDFinfo, August 2020.
- Robin Barnwell: Undercover in China: Die Unterdrückung der Uiguren. (ARD-Mediathek-Video – 43:26 min.) In: Die Story. WDR, September 2020 (verfügbar bis zum 30. September 2021).
- Romain Franklin, François Reinhardt: China: Das Drama der Uiguren. (YouTube-Video – 1:44:36 Std.) Dokumentarfilm; Französischer Originaltitel: „Chine: le drame ouïghour“ (F, 2021). In: Arte. 2. September 2022 (verfügbar bis zum 30. November 2022).